# James Monroe

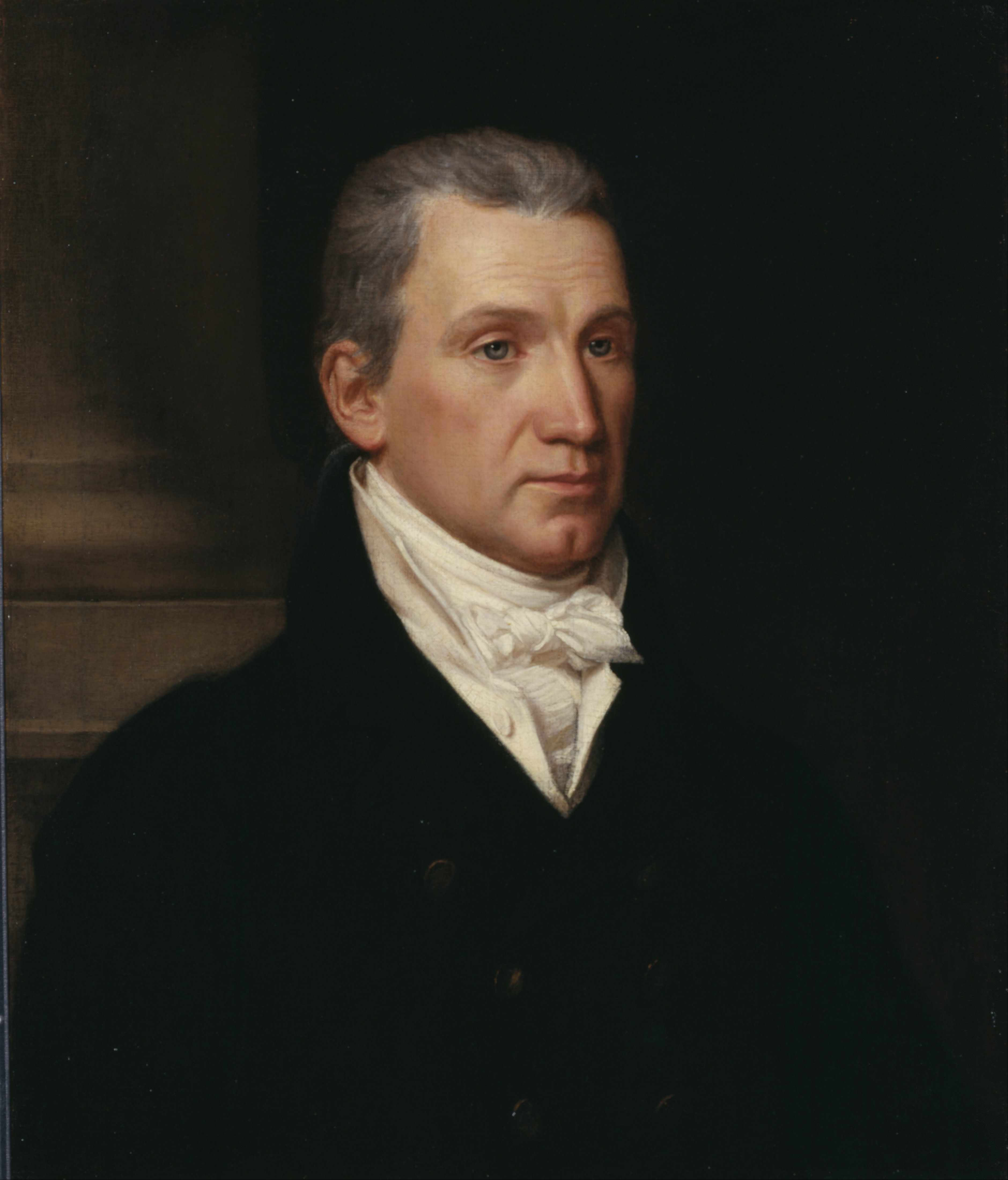
James Monroe, Porträt von John Vanderlyn, 1816

James Monroe (* 28. April 1758 in Monroe Hall im Westmoreland County, Kolonie Virginia; † 4. Juli 1831 in New York) war ein amerikanischer Politiker und von 1817 bis 1825 der fünfte Präsident der Vereinigten Staaten. Sein Name wird heute vor allem mit der von ihm formulierten Monroe-Doktrin verbunden, die sich gegen die europäische Expansion in Amerika wandte und letztlich die Hegemonie der Vereinigten Staaten in der westlichen Hemisphäre begründete.
Während des Amerikanischen Unabhängigkeitskriegs diente Monroe nach Abbruch seines Studiums am College of William & Mary als Offizier in der Kontinentalarmee. Danach begann seine politische Laufbahn, die ihn über das Abgeordnetenhaus von Virginia in den Konföderationskongress führte. Zu dieser Zeit erhielt er seine Anwaltszulassung und befreundete sich mit Thomas Jefferson und James Madison, mit denen er später als Virginia-Dynastie maßgeblich die Politik der Demokratisch-Republikanischen Partei bestimmte. Nach der Teilnahme an der Ratifizierungsversammlung von Virginia und mehreren Mandatszeiten im Senat der Vereinigten Staaten wurde er 1794 von George Washington zum Botschafter in Frankreich ernannt. Obwohl er ein überzeugter Anhänger der Französischen Revolution war, gelang es ihm nach dem Jay-Vertrag nicht, die Ängste der Ersten Republik vor einer britisch-amerikanischen Annäherung zu zerstreuen. Nach seiner Abberufung, die zum Bruch mit Präsident Washington führte, wurde er ab 1799 Gouverneur von Virginia. Im Jahr 1803 schickte Präsident Jefferson Monroe auf eine mehrjährige diplomatische Mission nach Europa, wo er den Louisiana Purchase aushandeln konnte, während seine Aufenthalte in London und Madrid enttäuschend verliefen. Er kandidierte erfolglos bei der Präsidentschaftswahl 1808 gegen Madison. Nach einiger Zeit im politischen Abseits wurde er im Frühling 1811 als Außenminister in das Kabinett Madison berufen und übernahm während des Britisch-Amerikanischen Kriegs phasenweise zusätzlich das Amt des Kriegsministers.
1816 wurde Monroe als Letzter aus der Generation der Gründerväter zum amerikanischen Präsidenten gewählt. Ein Schwerpunkt seiner Präsidentschaft war in enger Abstimmung mit Außenminister John Quincy Adams die Klärung von Grenzdisputen mit Großbritannien, Spanien und dem Russischen Kaiserreich. Trotz der Invasion von Andrew Jackson in die Spanische Kolonie Florida kam es 1819 zum Adams-Onís-Vertrag, in dem Madrid West- und Ostflorida an Amerika abtrat. Ein weiteres zentrales Anliegen Monroes war es, die Streitkräfte und Küstenbefestigungen zu stärken, was ihm insbesondere für die United States Navy gelang. Das bestimmende Thema seiner Amtszeit waren die südamerikanischen Unabhängigkeitskriege, wobei er wie sein gesamtes Kabinett mit der antikolonialen Freiheitsbewegung sympathisierte. Nach Ratifizierung des Adams-Onís-Vertrags gab Monroe gegenüber den jungen Republiken in Lateinamerika die wohlwollende Neutralität auf und erkannte sie diplomatisch an. Am 2. Dezember 1823 erklärte er mit der Monroe-Doktrin, weitere koloniale Bestrebungen europäischer Mächte in der westlichen Hemisphäre als unfreundlichen Akt zu betrachten. Obwohl nie kodifiziert, wurde die Doktrin zur wirkungsmächtigsten außenpolitischen Erklärung eines Präsidenten in der amerikanischen Geschichte. Innenpolitisch trieb Monroe die Westexpansion voran und unterstützte den Missouri-Kompromiss, der die Spaltung der Vereinigten Staaten in der Sklavenfrage nicht überbrücken konnte, aber die amerikanische Union bis zum Sezessionskrieg zusammenhielt.
Als Elder statesman saß er nach dem Ende der Präsidentschaft im Board of Visitors der University of Virginia und führte Ende 1829 den Vorsitz der Virginia Convention. Im Ruhestand drückten Monroe erhebliche finanzielle Sorgen, nicht zuletzt, weil ihm seine Ausgaben als Botschafter vom Kongress erst kurz vor seinem Tod erstattet wurden. Zuvor hatte er wegen Geldnot seinen verbliebenen Landbesitz veräußern müssen. Er starb verarmt und in Obhut seiner jüngeren Tochter am Unabhängigkeitstag 1831 in New York City.

## Leben

### Familie und Ausbildung

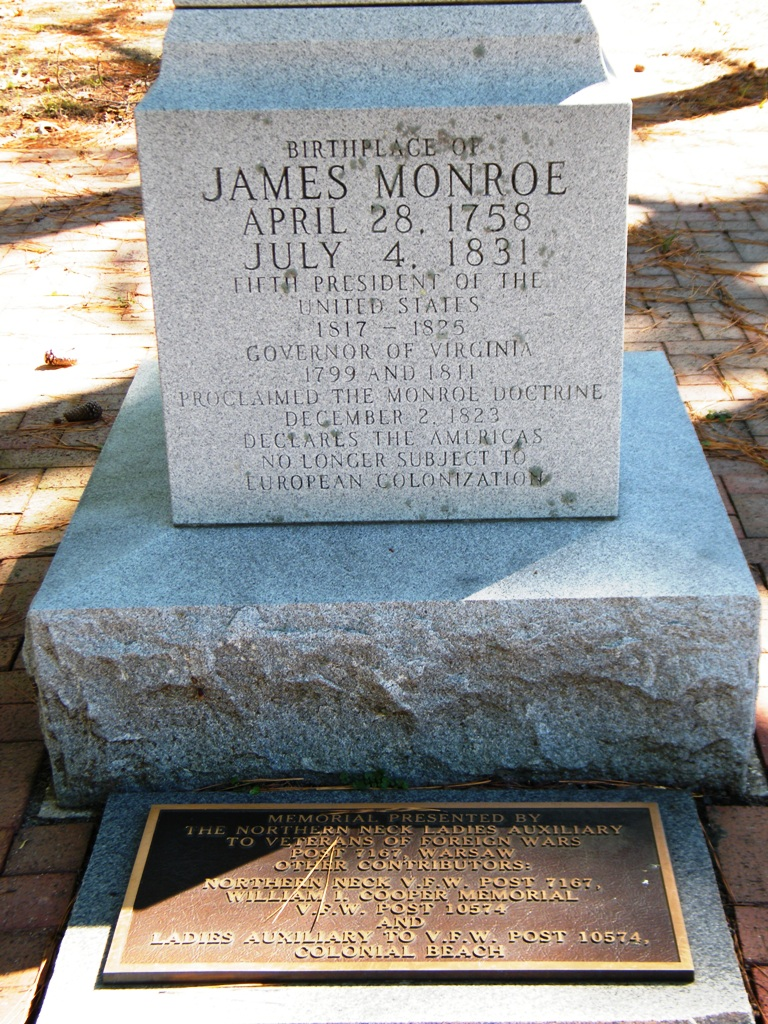
Gedenkstein auf der James Monroe Family Home Site, wo das Geburtshaus von James Monroe stand.

James Monroe wurde in Monroe Hall in der Kolonie Virginia als Sohn des Zimmermanns Spence Monroe (1727–1774) und seiner Frau Elizabeth Jones (1730–1772) geboren. Er hatte eine Schwester und war der älteste von vier Brüdern. Monroes Vater war ein Patriot und an Protesten gegen den Stamp Act beteiligt. Da sein Landbesitz von 200 Hektar gegen die Konkurrenz der großen, von Sklaven bewirtschafteten Plantagen kaum bestehen konnte, arbeitete er als Handwerker und Baumeister, womit er zum unteren Ende der Gentry zählte. Spence Monroes Urgroßvater stammte aus Schottland und war als Royalist nach der Niederlage Karls I. im Englischen Bürgerkrieg in die anglikanische Kolonie Virginia geflohen. Die Mutter war Tochter eines walisischen Zuwanderers, dessen Familie eine der wohlhabendsten im King George County war. Sie erbte mit ihrem Bruder, Joseph Jones, beträchtlichen Besitz. Jones war Richter und einer der einflussreichsten Abgeordneten im House of Burgesses sowie später Delegierter im Kontinentalkongress. Jones war mit George Washington befreundet und ein enger Bekannter von Thomas Jefferson und James Madison.
Wie damals in den Dreizehn Kolonien üblich, brachten die Eltern Monroe das Lesen und Schreiben bei. Im Alter von elf Jahren schickte ihn der Vater auf die einzige Schule des Countys, die Campbelltown Academy. Diese galt als die beste der Kolonie Virginia, weshalb Monroe später auf dem College of William & Mary in Latein und Mathematik sofort die Kurse für Fortgeschrittene belegen konnte. Wie seine Mitschüler besuchte er die Academy nur zwölf Wochen pro Jahr, um die restliche Zeit auf der väterlichen Farm zu helfen. Auf der Schule schloss er Freundschaft mit dem späteren Außenminister und obersten Bundesrichter John Marshall. Im Jahr 1772 starb Monroes Mutter nach der Geburt ihres jüngsten Kindes und bald darauf sein Vater, sodass er als ältester Sohn die Verantwortung als Familienoberhaupt innehatte und die Schule verließ. Monroes wohlhabender Onkel Jones kümmerte sich nun um sie und bezahlte die Schulden seines Schwagers. Er übernahm die Patronage von Monroe, prägte seine politische Bildung und meldete ihn am College of William & Mary in Williamsburg an, wo er sein Studium im Juni 1774 begann.

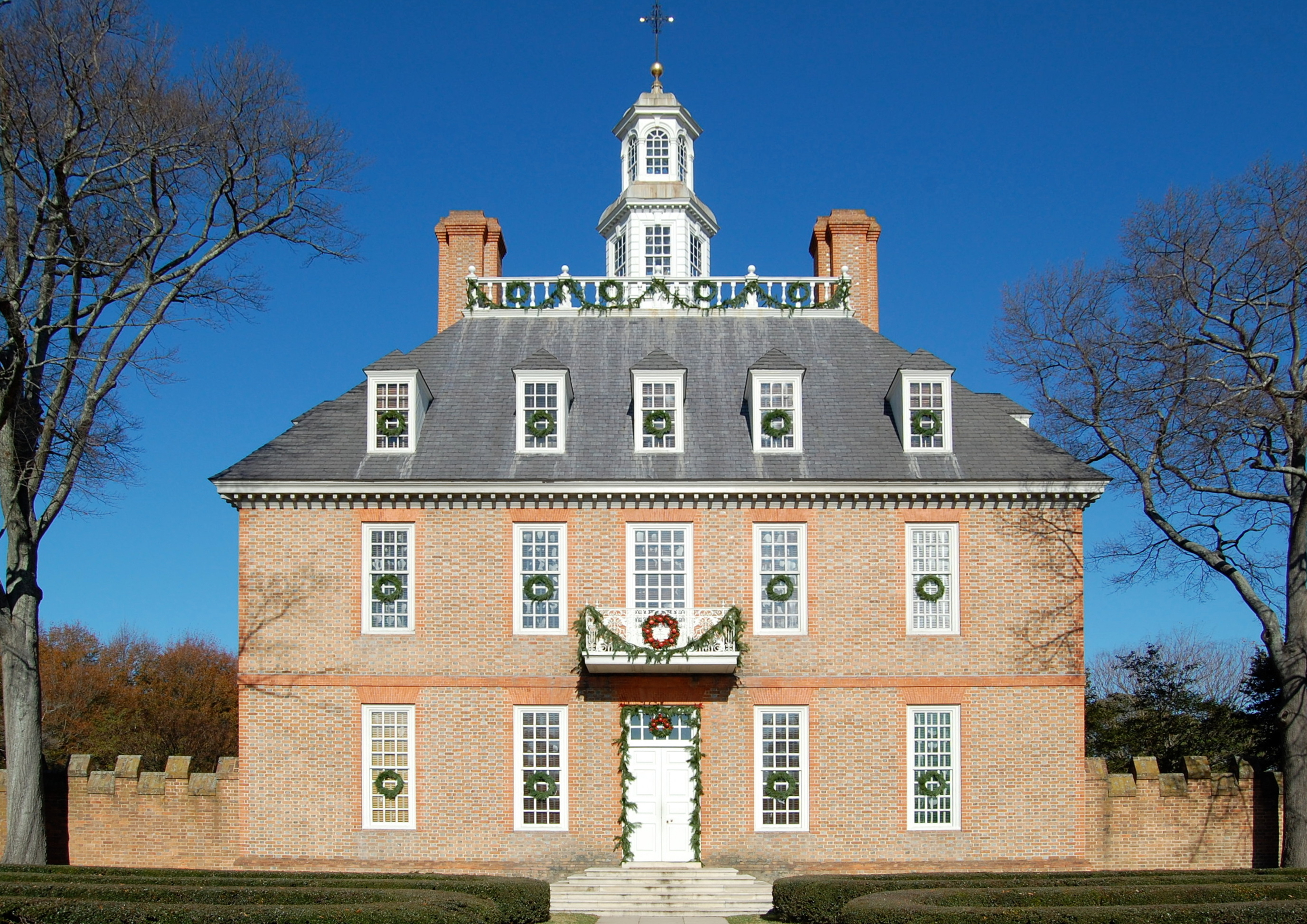
Governor’s Palace in Williamsburg (2008)

Fast alle von Monroes Kommilitonen stammten aus wohlhabenden Tabakpflanzerfamilien, die die herrschende Klasse der Kolonie Virginia bildeten und im Falle einer Besteuerung durch das Königreich Großbritannien am meisten zu verlieren hatten. In dieser Phase der Amerikanischen Revolution ergriff das Mutterland als Reaktion auf die Boston Tea Party harte Maßnahmen gegenüber den Dreizehn Kolonien. In Williamsburg löste der britische Gouverneur John Murray, 4. Earl of Dunmore, nach Protesten der Abgeordneten die Assembly auf, woraufhin diese beschlossen, eine Delegation zum Ersten Kontinentalkongress nach Philadelphia zu entsenden. Als der Gouverneur die Abwesenheit der nach Richmond ausgewichenen Burgesses ausnutzen wollte und von Soldaten der Royal Navy die Waffenbestände der virginischen Miliz beschlagnahmen ließ, versammelten sich alarmierte Milizionäre und Studenten des College of William & Mary, darunter Monroe. Sie marschierten unter Waffen zum Governor’s Palace und forderten von Dunmore die Rückgabe des konfiszierten Schießpulvers. Als unter Führung von Patrick Henry weitere Milizionäre in Williamsburg eintrafen, erklärte sich Dunmore bereit, eine Entschädigung für die beschlagnahmten Güter zu zahlen. Monroe und seine Kommilitonen waren über das Vorgehen des Gouverneurs so erbost, dass sie danach auf dem Campus täglich militärische Drills durchführten. Bald nach den Gefechten von Lexington und Concord, die den Beginn des Amerikanischen Unabhängigkeitskriegs markieren, floh Dunmore im Juni 1775 aus der Stadt auf eine Fregatte der Royal Navy. Am 24. Juni stürmte Monroe mit 24 Milizionären den Governor’s Palace und erbeutete dort einige hundert Musketen und Schwerter.

### Im Amerikanischen Unabhängigkeitskrieg

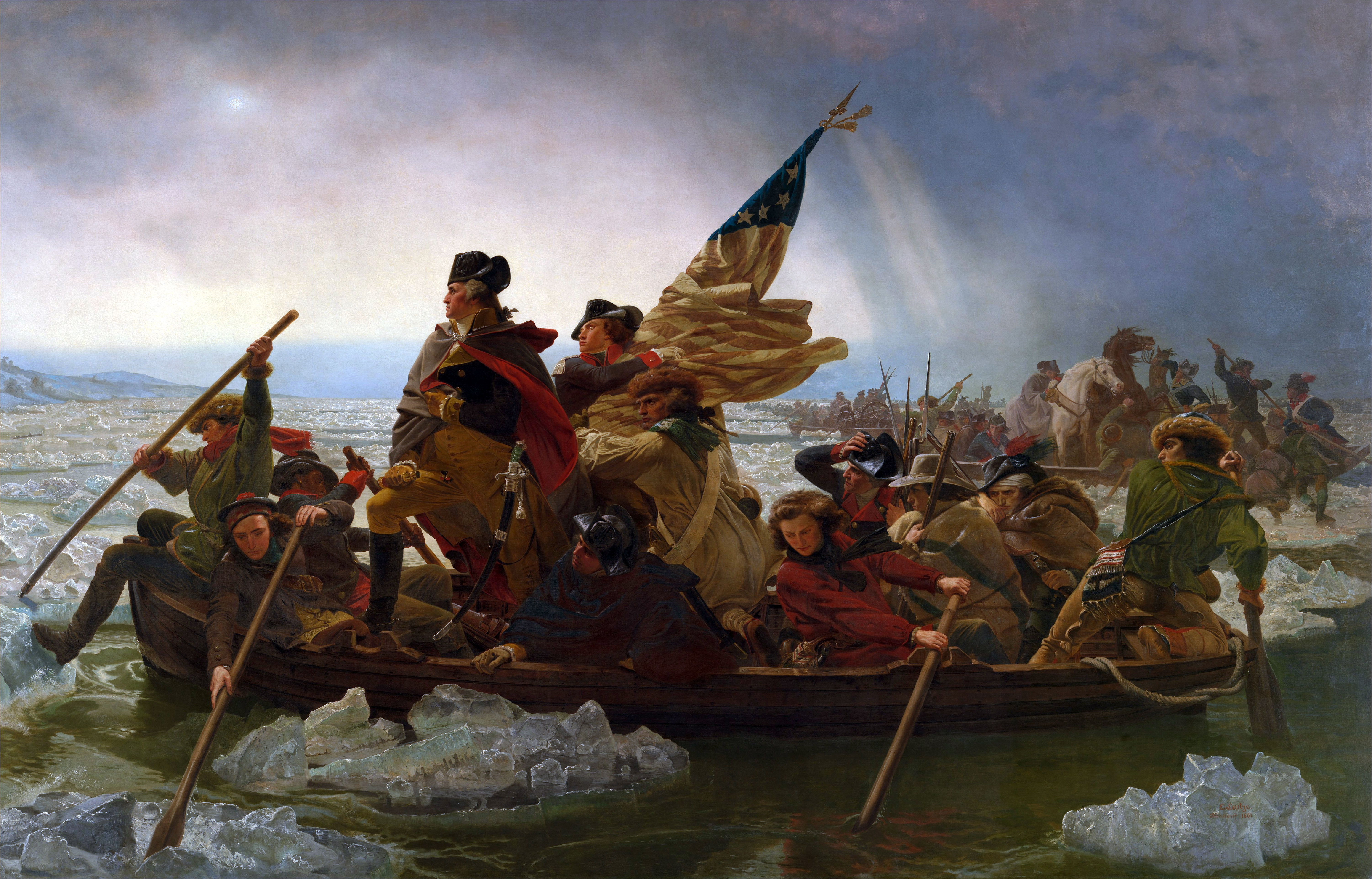
Das Ölgemälde Washington überquert den Delaware zeigt Monroe die Flagge haltend neben Washington auf dem Weg zur Schlacht von Trenton (Emanuel Leutze, 1851).

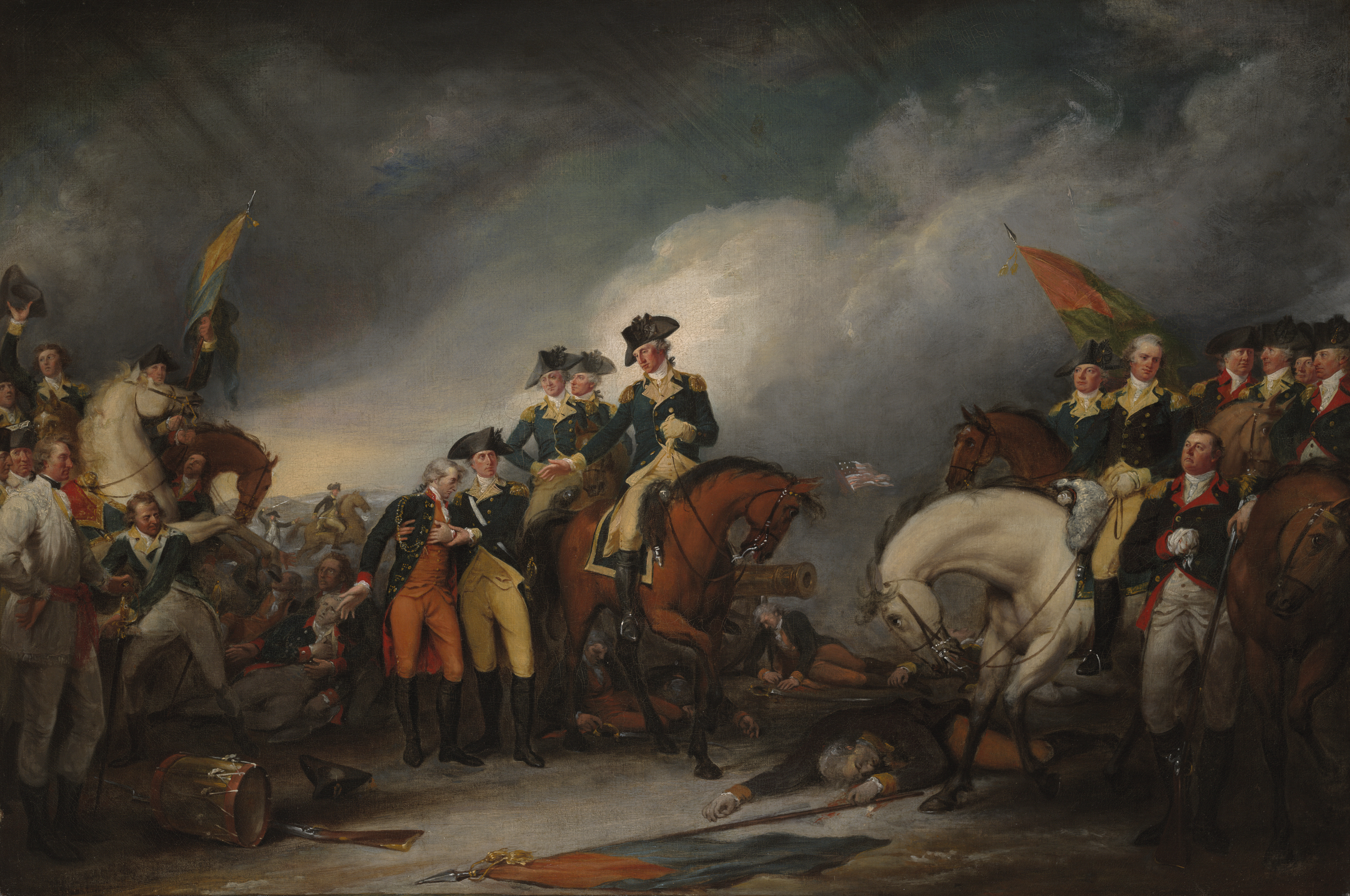
Das Gemälde The Capture of the Hessians at Trenton, December 26, 1776 zeigt links von George Washington, der in der Bildmitte zu Pferde positioniert ist, den schwer verwundeten und von John Riker gestützten James Monroe (John Trumbull, 1786–1828)

Am 1. Januar 1776 stürmten unter Führung von Dunmore britische Marinesoldaten Norfolk und brannten die Stadt nieder. Als Monroe davon erfuhr, meldete er sich trotz der Trauer um seinen kurz zuvor gestorbenen Bruder Spence gemeinsam mit Marshall und dem Kommilitonen und engen Freund John F. Mercer als Freiwilliger bei der Infanterie Virginias. Aufgrund seines Bildungsstands wurde Monroe im Offiziersrang eingestellt. Der Diensteintritt erfolgte als Second Lieutenant im 3. Virginia Regiment, das kurz danach von Colonel George Weedon kommandiert wurde. Nach einer militärischen Grundausbildung in Williamsburg marschierte das Regiment am 16. August 1776, knapp sechs Wochen nach der amerikanischen Unabhängigkeitserklärung, nordwärts, um sich am 12. September der Kontinentalarmee unter George Washington in Manhattan anzuschließen. Hier sammelte Monroe bei der Schlacht von Harlem Heights erste Gefechtsfelderfahrung. Knapp sechs Wochen später konnte Monroes Regiment zwei Tage vor der Schlacht von White Plains einen feindlichen Überfall in der Nacht abwehren und dem Gegner einen Verlust von 56 Mann zufügen, ohne einen Gefallenen zu beklagen. Beim Rückzug der Kontinentalarmee am 7. Dezember über den Delaware River, der eine Reaktion auf den Verlust von Fort Washington war, spielte das Regiment Monroes eine zentrale Rolle. Am 26. Dezember gehörte er zu den ersten, die unter dem Kommando von Captain William Washington den Delaware überquerten und die Schlacht von Trenton eröffneten. In Trenton erlitt Monroe eine schwere Verwundung an der Schulter, die die Arterie beschädigte, und überlebte nur dank einer sachgerechten Erstversorgung durch den Arzt John Riker, der sich erst wenige Stunden zuvor der Kompanie Monroes angeschlossen hatte. Noch am gleichen Tag wurde Monroe wegen seiner Tapferkeit von George Washington zum Captain befördert.
Nach zweimonatiger Genesung kehrte Monroe nach Virginia zurück, um unter seinem Kommando Truppen für die Kontinentalarmee zu werben. Ohne Erfolg diesbezüglich schloss er sich im August 1777 wieder der Kontinentalarmee an und wurde General William Alexander, Lord Stirling, als Hilfsoffizier zugeteilt. In der Schlacht von Brandywine am 11. September 1777 versorgte er den verwundeten Marie-Joseph Motier, Marquis de La Fayette, mit dem ihn fortan eine enge Freundschaft verband. Im folgenden Monat nahm er an der Schlacht von Germantown teil. Bis zum 20. November 1777 wurde er zum Major befördert und diente als Aide-de-camp Lord Stirlings. Während der Schlacht von Monmouth am 28. Juni 1778 wurde er zu Lord Stirlings Adjutant General ernannt und half, eine britische Attacke auf seine Division zurückzuwerfen. Monroe diente bis zum Herbst weiter und kehrte wahrscheinlich aus finanziellen Gründen im Frühjahr 1779 nach Virginia zurück. Dort wurde ihm von der Virginia General Assembly der Dienstgrad eines Lieutenant Colonel übertragen, ohne ihn mit ausreichend Haushaltsmitteln auszustatten, ein eigenes Regiment auszuheben. Stattdessen wurde er als Hilfsoffizier dem Gouverneur von Virginia, Thomas Jefferson, zugeteilt und begann auf den Rat Jeffersons hin am College of William & Mary ein Studium der Rechtswissenschaften. Jefferson, mit dem Monroe bald eine enge und lebenslange Freundschaft verband, riet seinem Protegé zu einer politischen Laufbahn und stellte ihm seine Bibliothek zur Verfügung, wobei vor allem die Werke Epiktets großen Einfluss auf Monroe entfalteten. Im Juni 1780 ernannte ihn Jefferson, der seit dieser Zeit sein lebenslanger Mentor war, zu einem Militärbeauftragten mit der Aufgabe, Verbindung zur südlichen Kontinentalarmee zu halten, die unter dem Kommando von General Johann von Kalb in South Carolina stand. Ende 1780 rückten die Briten in Virginia ein und Monroe, der in der Zwischenzeit Colonel war, bekam erstmals den Befehl über ein Regiment, ohne entscheidend zur Verteidigung beitragen zu können. Weitere Führungsverwendungen blieben ihm trotz umfangreicher Bemühungen verwehrt. Nach der Schlacht bei Yorktown schied Monroe im November 1781 aus dem aktiven Dienst aus.

### Frühe politische Stationen
Im Jahr 1782 wurde Monroe für das King George County in das Abgeordnetenhaus von Virginia gewählt. Kurz darauf kandidierte er in ungewöhnlich jungen Jahren erfolgreich für den achtköpfigen Governor’s Council. Im Juni 1783 folgte die Wahl in den vierten Konföderationskongress. Diesen Sitz konnte er bei den nächsten beiden Wahlen verteidigen. Im Konföderationskongress profilierte er sich an vorderster Front derjenigen Delegierten, die eine nationale Perspektive einnahmen und sich nicht nur als Bürger ihres jeweiligen Bundesstaats betrachteten. Monroe entwickelte ein reges Interesse an der amerikanischen Außenpolitik und erkannte mit militärischem Blick das Grundproblem der Vereinigten Staaten, das später seine Präsidentschaft bestimmte: Die Konflikte, die entstanden, wenn die natürliche Expansion der jungen Nation mit den Gebietsansprüchen europäischer Mächte in Nordamerika kollidierte.

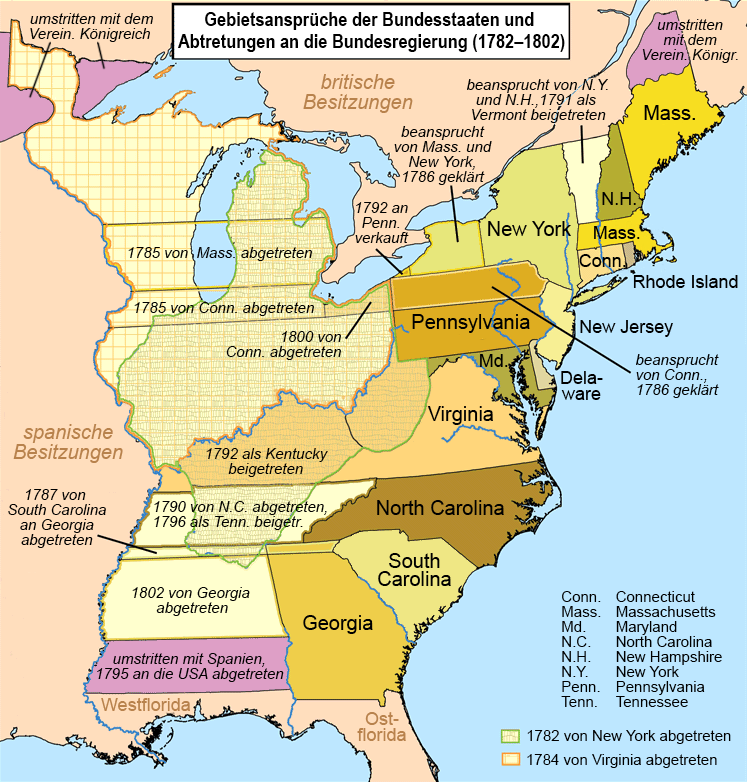
Amerikanische Bundesstaaten und deren Gebietsansprüche (1782–1802)

Er unterstützte Washington und die Society of the Cincinnati in ihrem Vorhaben, weniger begüterte Veteranen des Unabhängigkeitskriegs mit Grenzland zu entschädigen. In diesem Zusammenhang bereiste er in den Jahren 1784 und 1785 das Ohio Country und spätere Kentucky. Die Frage der Grenzverschiebung nach Westen, die er als existenziell für die Zukunft der Vereinigten Staaten ansah, beschäftigte Monroe während seiner gesamten politischen Laufbahn. Er setzte sich dafür ein, den rechtlichen Status der Gebiete zu klären, die Amerika im Frieden von Paris zur Nutzung überlassen worden waren. Ein weiteres Ziel Monroes im Konföderationskongress war die freie Schifffahrt auf dem Mississippi. Sein Interesse an der ökonomischen Erschließung des amerikanischen Westens, in dem ihn Jefferson bestärkte, war auch persönlicher Natur, da er wie andere Gründerväter an Landspekulationen beteiligt war und für seinen Dienst in der Kontinentalarmee Landrechte in Höhe von 2000 Hektar in Kentucky erhalten hatte. Anders als Madison und Washington, die diese Territorien in bestehende Bundesstaaten integrieren wollten, befürworteten Monroe und Jefferson die Aufnahme als neue Bundesstaaten in die Vereinigten Staaten. Womöglich mehr als jeder andere politische Führer seiner Generation erkannte er, dass der nationale Drang nach Westexpansion, der zuerst durch die Siedler und später durch europäische Zuwanderer getragen wurde, nicht mehr einzugrenzen war.
In dieser Frage geriet er mit Außenminister John Jay in Konflikt. Dieser stammte aus New York City und vertrat die Interessen Neuenglands, dem an guten Handelsbeziehungen zu den Königreichen Frankreich und Großbritannien gelegen war, die durch die Gebietsansprüche Virginias und North Carolinas westlich des Mississippis und im späteren Nordwestterritorium potenziell gefährdet wurden. Zudem sah Jay in der Expansion nach Westen und dem Erschließen der dortigen Wasserwege, insbesondere den Hafen von New Orleans betreffend, eine ernstzunehmende wirtschaftliche Konkurrenz für den Westindienhandel Neuenglands. Im Jahr 1787 setzte Monroe im Konföderationskongress die Northwest Ordinance durch, die die gesetzliche Grundlage für die Schaffung des Nordwestterritoriums war. Von dieser Zeit an wurde Monroe bis in die 1810er-Jahre von der Öffentlichkeit als der einzige Politiker nationaler Bedeutung wahrgenommen, der sich für die Interessen der westlichen Grenzgebiete einsetzte. Während der Zeit im Konföderationskongress begann durch Jeffersons Vermittlung die Freundschaft zu James Madison.

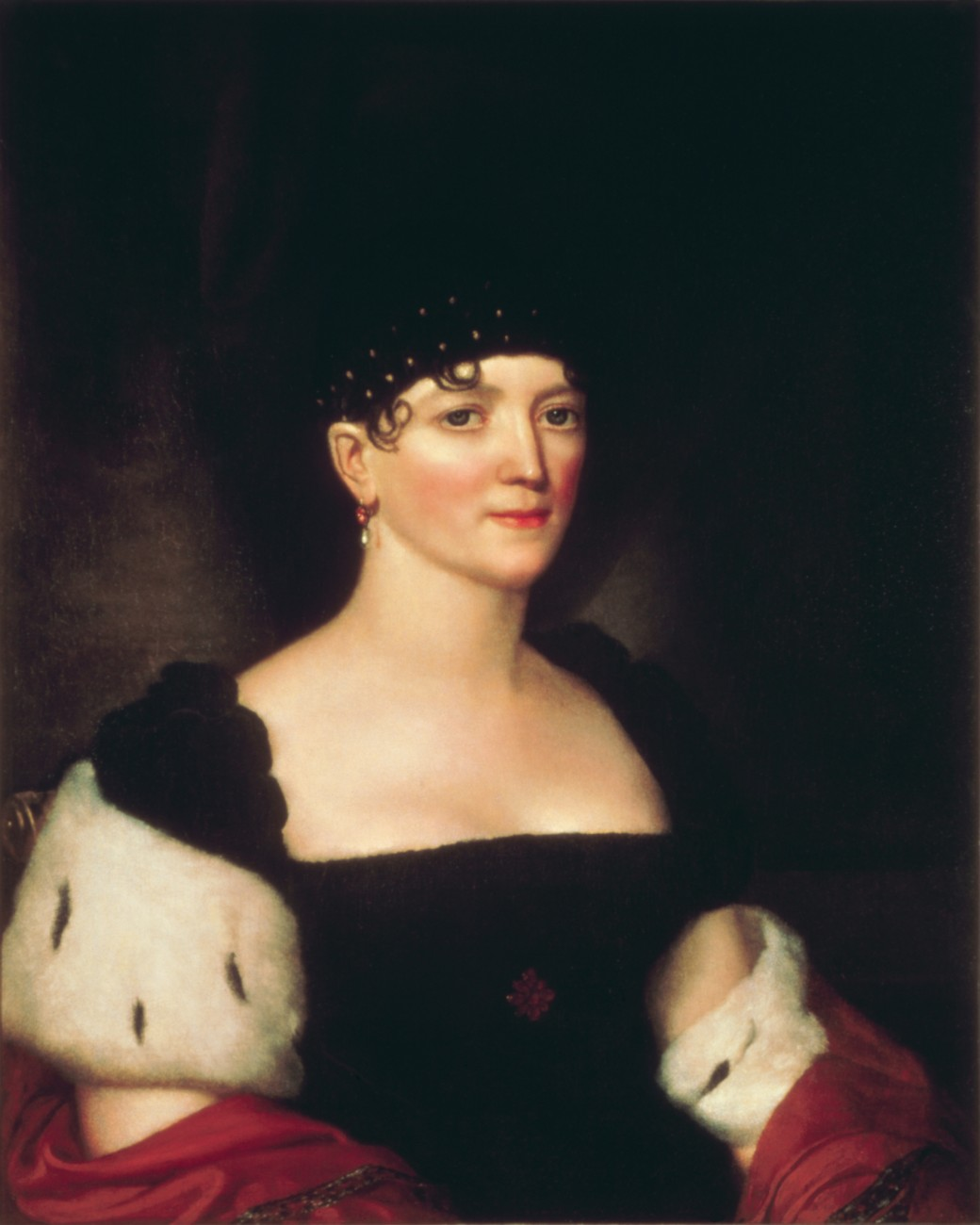
Elizabeth Kortright Monroe (John Vanderlyn, unbekanntes Datum)

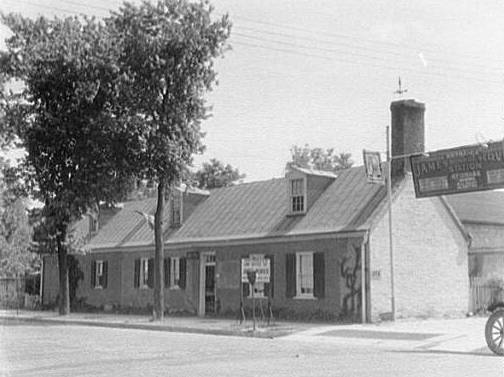
James Monroe Law Office in Fredericksburg (zwischen 1920 und 1950), Sitz des James Monroe Museums

Monroes Privatleben war in dieser Lebensphase von zwei Themen bestimmt, die immer wiederkehrten: gesundheitliche Einschränkungen, die ihn regelmäßig ans Bett fesselten, und Geldnot. Er war nach dem Dienst in der Kontinentalarmee direkt in die Politik gewechselt und hatte noch immer keine Anwaltszulassung, weshalb eine wichtige Einkommensquelle fehlte. Am 16. Februar 1786 heiratete er Elizabeth Kortright, die der feinen Gesellschaft New York Citys entstammte und der Episkopalkirche angehörte, in der Trinity Church in Manhattan. Sie hatten sich kennengelernt, als der Konföderationskongress in der Federal Hall in Manhattan tagte. Monroes Schwiegervater war ein ehemals wohlhabender westindischer Pflanzer, der durch die Amerikanische Revolution verarmt war. Die Bindung zwischen Monroe und seiner Gattin war sehr eng und sie wurden als ein sich gut ergänzendes Paar wahrgenommen. Später als First Lady machte sie auf die Gäste aufgrund ihrer Anmut und natürlichen Schönheit einen bezaubernden Eindruck, allerdings schränkte sie aufgrund schwacher Gesundheit die Gesellschaften im Weißen Haus im Vergleich zu ihrer Vorgängerin Dolley Madison deutlich ein. Aus der Ehe entstanden drei Kinder, von denen die Töchter Eliza (1787–1835) und Maria (1803–1850) das Erwachsenenalter erreichten. Obwohl Monroe im anglikanischen Glauben aufgewachsen war, wurden die Kinder gemäß der Lehren der Episkopalkirche erzogen.
Im Herbst 1786 zogen die Monroes in das Haus seines Onkels Jones nach Fredericksburg, wo er erfolgreich die Anwaltsprüfung ablegte. Monroe blieb der Politik treu und wurde bald in den Stadtrat von Fredericksburg gewählt und bald darauf in das Abgeordnetenhaus von Virginia. Im Juni 1788 war er Teilnehmer an der Ratifizierungsversammlung von Virginia, die über die Annahme der Verfassung der Vereinigten Staaten abstimmte. Monroe nahm eine neutrale Position zwischen den Lagern der Befürworter um Madison und Gegner der Constitution ein. Er forderte, in die Verfassung Garantien bezüglich freier Schifffahrt auf dem Mississippi aufzunehmen und der Bundesregierung im Verteidigungsfall direkte Kontrolle über die Milizen zu geben. Damit wollte er die Schaffung eines stehenden Heers verhindern, was sich als ein kritischer Streitpunkt zwischen den Föderalisten und den Anti-Föderalisten erwies, die als Keimzelle der Demokratisch-Republikanischen Partei eine zu starke Zentralregierung ablehnten. Monroe opponierte außerdem gegen das Wahlmännerkollegium, das er als zu bestechlich und anfällig für die Interessen der Einzelstaaten ansah, und sprach sich für eine Direktwahl des Präsidenten aus. Am Ende stimmte Monroe mit den Anti-Föderalisten gegen die Ratifizierung der amerikanischen Verfassung, wobei möglicherweise die Sorge ausschlaggebend war, dass die künftige Bundesregierung die Interessen des Westens denen der Ostküstenstaaten opfern werde. Ein Zugeständnis an die Anti-Föderalisten, die bei der Abstimmung am 27. Juni 1788 mit 79–89 Stimmen unterlagen, war dem Kongress die Aufnahme von 20 Verfassungszusätzen zu empfehlen, von denen zwei auf Monroe zurückgingen. Bei der anschließenden Wahl zum 1. Kongress der Vereinigten Staaten überredete der Anti-Föderalist Henry Monroe dazu, gegen Madison anzutreten. Madison gewann schließlich den Sitz im Repräsentantenhaus, was ihrer Freundschaft keinen Abbruch tat.

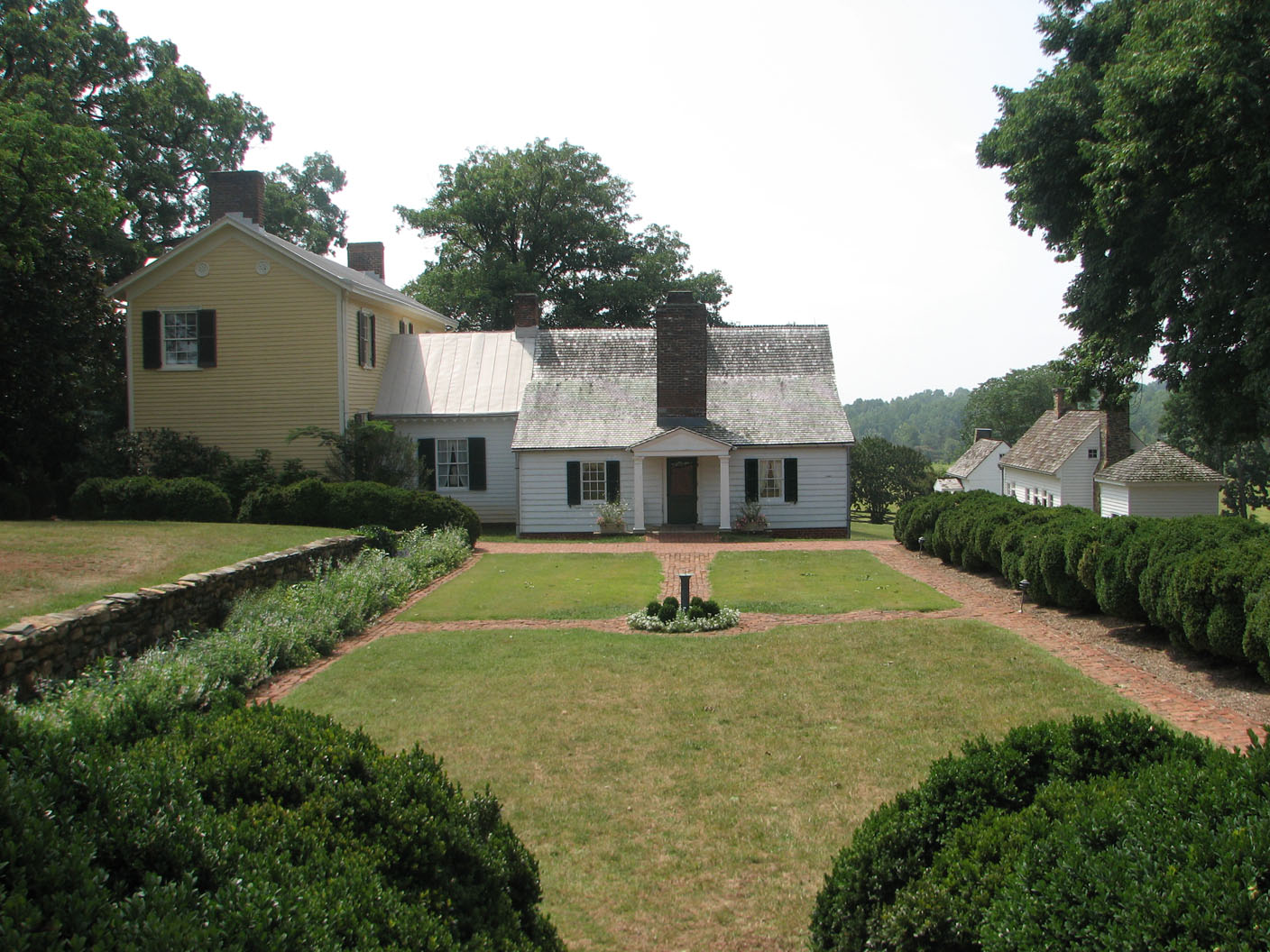
Highland (2006)

Nach dieser Niederlage zog Monroe mit seiner Familie aus Fredericksburg in das Albemarle County um, erst nach Charlottesville und später in die unmittelbare Nachbarschaft von Monticello, wo er ein Landgut kaufte und ihm den Namen Highland gab. Einige Historiker sehen in diesem Wohnortwechsel in das waldreiche Landesinnere Virginias einen symbolischen Bruch mit der Pflanzerelite des Ostens, die einen europäischen Lebensstil pflegte, und eine Hinwendung zu den Siedlern am Fuße der Allegheny Mountains.
Im Dezember 1790 wurde Monroe für Virginia in den amerikanischen Senat gewählt, der zu dieser Zeit in der Congress Hall der damaligen Hauptstadt Philadelphia tagte. Da der Senat im Unterschied zum Repräsentantenhaus hinter verschlossenen Türen tagte, schenkte ihm die Öffentlichkeit kaum Beachtung und fokussierte sich auf das Unterhaus. Monroe beantragte daher im Februar 1791, die Sitzungen des Senats öffentlich abzuhalten, was jedoch anfangs abgelehnt und erst ab Februar 1794 umgesetzt wurde. In der Bundesregierung, die zu großen Teilen unter dem Einfluss der Föderalisten um den Finanzminister Alexander Hamilton stand, entstanden bald zwei Fraktionen: die Anti-Administration Party oder Republikaner und die Pro-Administration Party oder Föderalisten. Der Konflikt kreiste vor allem um die Frage, ob die Rechte der einzelnen Bundesstaaten oder die der Nation vorrangig seien, äußerte sich aber auch außenpolitisch im Streit darum, inwieweit das revolutionäre Frankreich im Ersten Koalitionskrieg zu unterstützen sei. Dieser Streit dominierte die nächsten zwei Jahrzehnte das politische Geschehen und brach zuerst bei der Diskussion über die Einrichtung der First Bank of the United States offen zutage. Bei der Abstimmung war Monroe einer von fünf Senatoren, die gegen die Einführung dieser Zentralbank votierten. Die Anti-Administration Party begann, sich um Jefferson in der Demokratisch-Republikanischen Partei zu formieren, wobei Madison und Monroe als Organisator und kämpferischer Parteisoldat seine wichtigsten Helfer waren. Die politische Atmosphäre polarisierte sich zusehends: Während die Föderalisten in ihren Gegnern unbändige und provinzielle Primitivlinge sahen, betrachteten die Republikaner um Jefferson die Föderalisten als Monarchisten. Als Monroe sich 1792 an Untersuchungen des Kongresses beteiligte, die illegale Transaktionen Hamiltons an James Reynolds behandelte, führte dies zum Aufdecken des ersten politischen Sex-Skandals der Vereinigten Staaten: Bei den Zahlungen hatte es sich um Schweigegeld gehandelt, um Hamiltons Affäre mit Reynolds Frau geheim zu halten. Diese öffentliche Demütigung, die fast zu einem Duell zwischen beiden geführt hatte, verzieh Hamilton Monroe niemals. Auf Pamphlete Hamiltons, die Jefferson vorwarfen, Washingtons Autorität zu untergraben, antworteten Madison und Monroe in den Jahren 1793/94 mit einer Serie von sechs Essays. Diese scharf formulierten Repliken entstammten zum größten Teil der Feder Monroes.

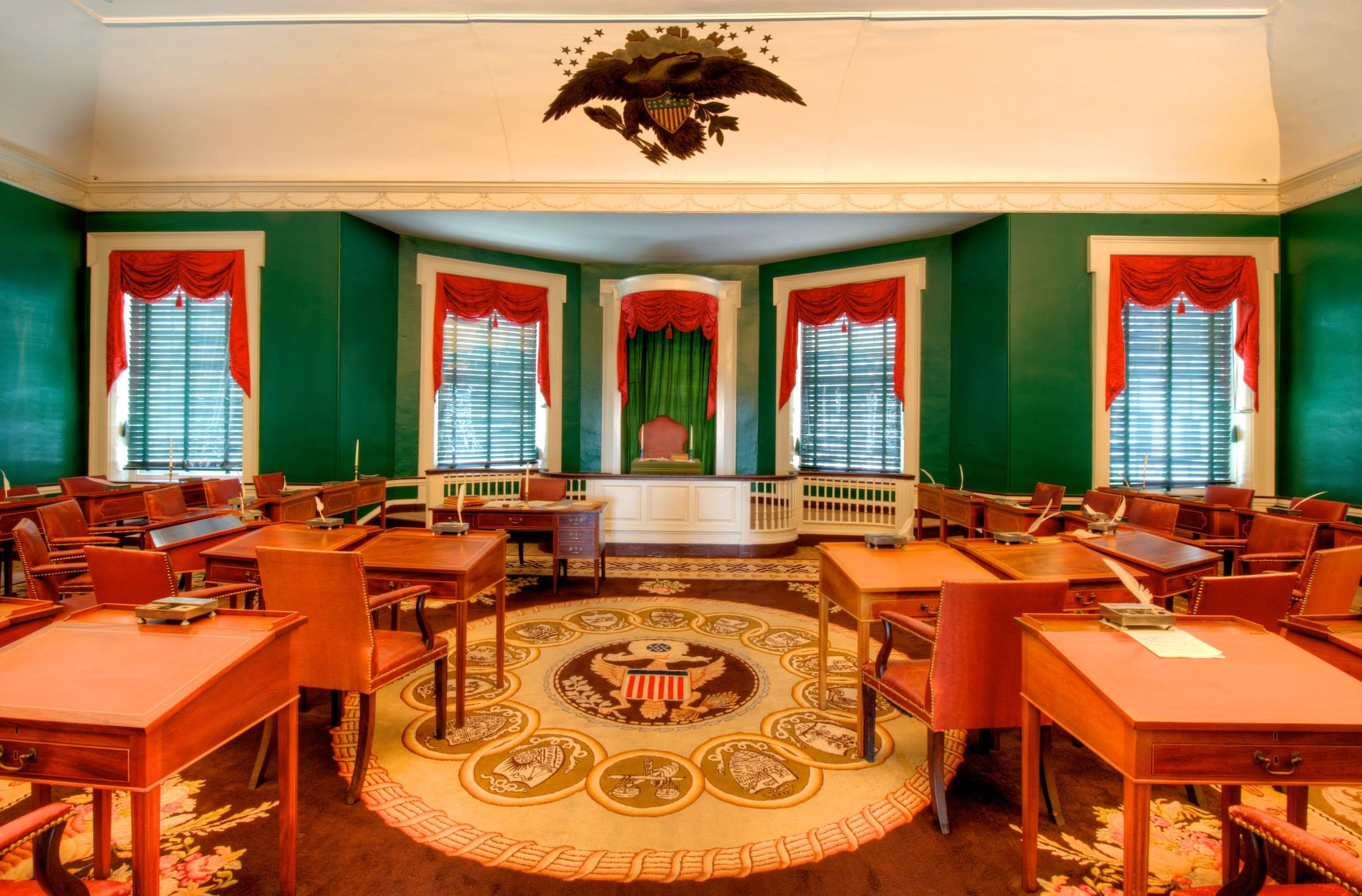
Senatskammer in der Congress Hall

Die Spaltung zwischen Föderalisten und Anti-Föderalisten hatte nicht nur unterschiedliche Partikularinteressen als Ursache, sondern auch divergierende Lebensphilosophien, Regionalkulturen und historische Erfahrungen. Die Republikaner unter der Führung Virginias waren vom autarken Plantagensystem geprägt, das abhängig war von Landbesitz und skeptisch gegenüber Städten, konzentrierter Finanzwirtschaft und Zentralregierung. Geistig wurden die Pflanzer der Südstaaten von den Autoren der griechischen Antike und der Römischen Republik beeinflusst. Die Föderalisten auf der anderen Seite waren vor allem städtische Ladenbesitzer, Händler und Handwerker, die vom Seehandel abhängig waren und Bankgeschäfte tätigten. Als Führer der Republikaner im Senat war Monroe bald in Angelegenheiten der auswärtigen Beziehungen involviert. Im Jahr 1794 trat er als Gegner von Hamiltons Ernennung zum Botschafter im Vereinigten Königreich und Freund der Ersten Französischen Republik in Erscheinung. Seit 1791 hatte er in mehreren Essays unter dem Pseudonym Aratus Partei für die Französische Revolution ergriffen.

### Botschafter in Frankreich
Selbstbewusst bat Monroe im April 1794 Washington in einem Brief um eine persönliche Audienz, um ihn von der Ernennung Hamiltons zum Botschafter in London abzubringen. Washington, der dieses Vorhaben bereits fallen gelassen hatte, würdigte ihn keiner Antwort. Dennoch ernannte er zur Jahresmitte 1794 Monroe als Nachfolger von Gouverneur Morris zum Botschafter in Frankreich, nachdem Madison und Robert R. Livingston das Angebot abgelehnt hatten. Monroe trat diesen Posten in einer schwierigen Zeit an: Frankreich, Großbritannien und Spanien standen als wichtigste Handelspartner der Vereinigten Staaten im Ersten Koalitionskrieg und hatten sämtlich territoriale Interessen in Nordamerika: Das Königreich Großbritannien war mit Ober- und Niederkanada der nördliche Nachbar, die Erste Französische Republik meldete im Westen Besitzansprüche auf die riesige Kolonie Louisiana an, die sie im Frieden von Paris 1763 an Spanien verloren hatte, das seit dem Frieden von Paris 1783 zudem in Besitz von Ost- und Westflorida war. Insbesondere Louisiana und die Floridas hemmten die weitere Expansion der Vereinigten Staaten. Die Verhandlungsposition Amerikas wurde durch fehlende militärische Stärke erheblich erschwert. Hinzu kam, dass der Konflikt zwischen Paris und London in Amerika die Konfrontation zwischen den anglophilen Föderalisten und den frankophilen Republikanern verschärfte. Während die Föderalisten prinzipiell nur die Unabhängigkeit von Großbritannien als Ziel hatten, wollten die Republikaner eine revolutionäre neuartige Regierungsform, weshalb sie stark mit der Ersten Französischen Republik sympathisierten.
Über die zeitgleich in London stattfindende diplomatische Mission seines früheren Kontrahenten und strammen Föderalisten Jay wurde Monroe durch Washington und Außenminister Edmund Randolph, die beide eine neutralere Haltung zum revolutionären Frankreich hatten und bald auf Distanz zu Paris gingen, unaufrichtig informiert: Während sie ihm versicherten, Jays Auftrag in Großbritannien habe nur aus dem Amerikanischen Unabhängigkeitskrieg herrührende Entschädigungsfragen zum Inhalt, hatte dieser tatsächlich ein deutlich weiter reichendes Verhandlungsmandat. Neben der allgemeinen Vorgabe, weiterhin enge Beziehungen zu Frankreich zu sichern, sollte Monroe mit Paris zwei konkrete Fragen klären: zum einen die Ansprüche auf Entschädigung für amerikanische Handelsschiffe, deren britische Waren das revolutionäre Frankreich beschlagnahmt hatte, und zum anderen die freie Schifffahrt auf dem Mississippi. Monroes leidenschaftliche und freundschaftliche Grußbotschaft bei der Einführungszeremonie vor dem Nationalkonvent wurde später von Jay und Randolph wegen ihrer Gefühlsbestimmtheit kritisiert. Washington sah die Rede hinsichtlich des Ortes und angesichts der amerikanischen Neutralität im Ersten Koalitionskrieg als „nicht gut entwickelt“ an.

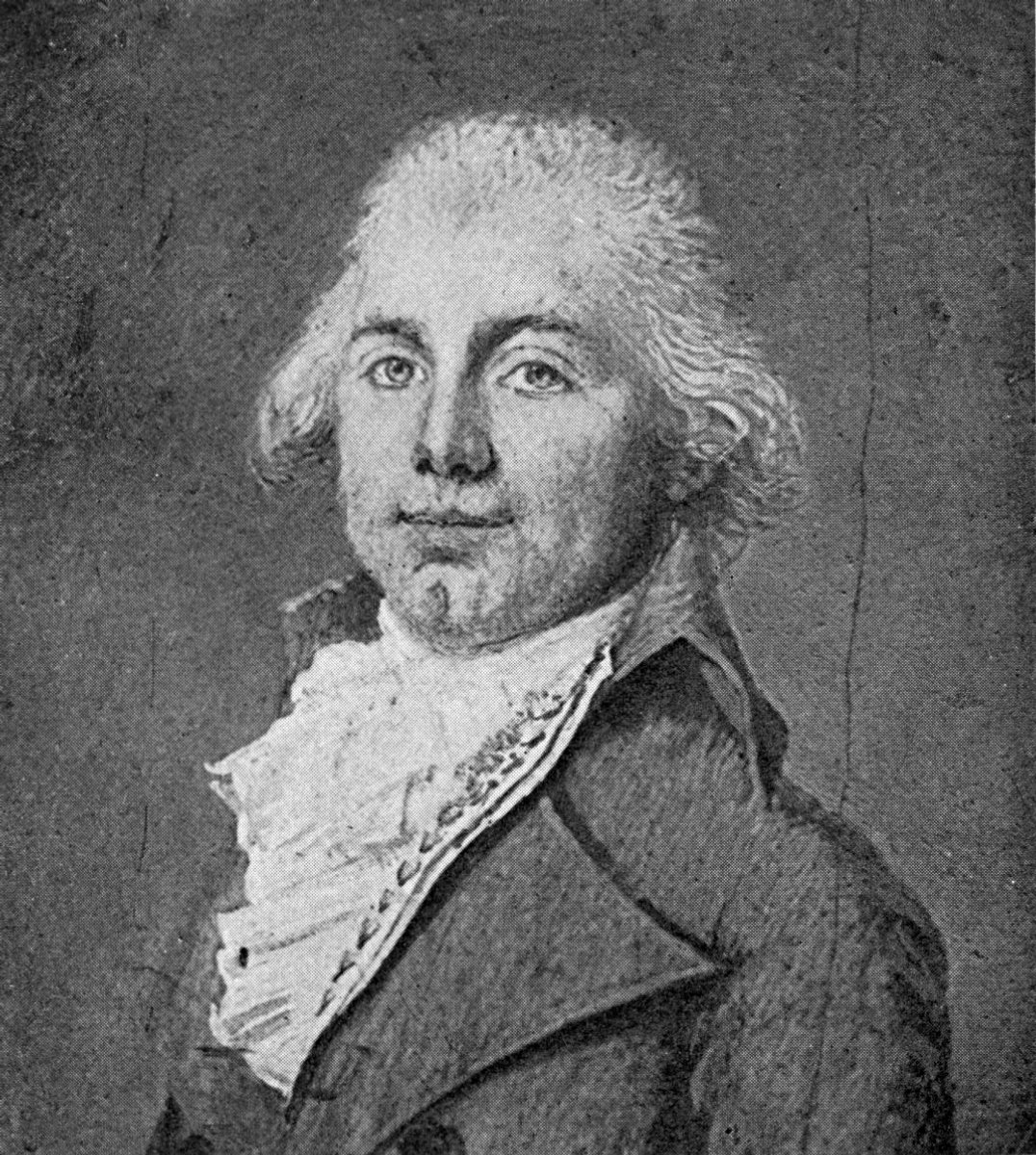
Miniaturmalerei von James Monroe (Louis Semé, 1794)

Von Randolph derart instruiert, ging Monroe davon aus, dass er eine Vertiefung der amerikanisch-französischen Beziehungen erreichen sollte, obwohl Washington lediglich den Status quo halten wollte. Er war zusehends zwischen seiner Rolle als Repräsentant der amerikanischen Regierung und der als kämpferischer Parteipolitiker der frankophilen Republikaner hin- und hergerissen. Monroe konnte in Frankreich gute und nützliche Beziehungen insbesondere zu Merlin de Thionville, Jean Lambert Tallien, Antoine Claire Thibaudeau und Jean François Reubell knüpfen. Vom Wohlfahrtsausschuss erhielt er am 21. November 1794 die Zusage, dass Paris sich wieder an die Bestimmungen des amerikanisch-französischen Bündnisvertrags vom Februar 1778 halten und amerikanischen Schiffen freie Zufahrt in seine Häfen gewähren werde. Die Föderalisten in der heimischen Regierung maßen dieser Vereinbarung jedoch keinen hohen Stellenwert bei und fokussierten sich weiter auf die Beziehungen zu London.
Als der im November 1794 abgeschlossene Jay-Vertrag mit dem Königreich Großbritannien bekannt wurde, geriet Monroe in Paris in ein Netz aus internationalen Intrigen und Gerüchten, das sich um die geheim gehaltenen vertraglichen Vereinbarungen spann. Auf Monroes Anfragen hin sagte ihm Jay erst zu, dass die Übereinkunft mit London in keiner Weise dem bestehenden Vertrag mit Frankreich zuwiderliefe, woraufhin Monroe den Franzosen voreilig versprach, sie über die genauen Bestimmungen des Jay-Vertrags in Kenntnis zu setzen. Kurz darauf erhielt Monroe den Vertragstext mit der nun genau gegenteiligen Anweisung, den Inhalt keinesfalls an Frankreich weiterzugeben. Obwohl im August 1795 eine Pariser Zeitung den Wortlaut des Jay-Vertrags veröffentlichte, hatte Monroe weiterhin die Order, Frankreich zu versichern, dass dieses Abkommen nichts an ihrer Freundschaft änderte.
Im Februar 1795 erreichte Monroe die Entlassung aller seit der Französischen Revolution inhaftierten amerikanischen Staatsbürger und der Gattin seines Freundes Marquis de La Fayette. Bereits im Juli 1794 hatte er für die Freilassung von Thomas Paine gesorgt und ihn bei sich aufgenommen. Als dieser trotz Monroes Einwänden an einer Schmähschrift gegen Washington arbeitete, trennten sich ihre Wege im Frühjahr 1796 wieder. Monroe überzeugte die Franzosen davon, bei ihren Friedensverhandlungen mit Spanien, die schließlich in den Basler Frieden mündeten, die Schifffahrtsrechte auf dem Mississippi mit in die Vereinbarung aufzunehmen. Da Monroe für Spanien als ein inoffizieller Vermittler zu Frankreich gewirkt hatte, war Madrid zu diesem Zugeständnis bereit, das schließlich im Vertrag von San Lorenzo am 27. Oktober 1795 fixiert wurde, und Amerika neben freier Schifffahrt auf dem Mississippi eingeschränkte Nutzungsrechte für den Hafen New Orleans zugestand.
Sofort nachdem Timothy Pickering im Dezember 1795 die Nachfolge von Außenminister Randolph antrat, der das einzige frankophile Mitglied im Kabinett Washington gewesen war, arbeitete er an der Entlassung Monroes. Als Monroe am 25. März 1796 über seine Antworten an das Direktorium berichtete, das sich über den Jay-Vertrag beklagte, versandte er dies als Zusammenfassung und nicht vollständig dokumentiert, da Paris um einen Neuentwurf dieses Schriftwechsels bat. Pickering sah darin ein Zeichen für Monroes mangelnde Eignung und überzeugte gemeinsam mit Hamilton Washington davon, Monroe als Botschafter abzulösen. Das am 29. Juli 1796 verfasste und bewusst verzögert versandte Entlassungsschreiben von Pickering erreichte Monroe erst im November 1796, um so seine Rückkehr vor der Präsidentschaftswahl zu verhindern. Bis zu seiner Abreise musste Monroe noch erleben, wie die von ihm erreichten Fortschritte rückgängig gemacht wurden und Frankreich als Reaktion auf die Verabschiedung des Jay-Vertrags im Kongress die Beschlagnahmungen auf amerikanischen Schiffen wieder aufnahm sowie die diplomatischen Beziehungen zu Amerika beendete. Monroes Biograph Gary Hart sieht diesen Misserfolg letztendlich in seiner Übertragung der polarisierten innenpolitischen Konfliktlage Amerikas auf das viel komplexere europäische Spannungsgeflecht begründet. In dieser Phase zeige sich erstmals Monroes aggressive Herangehensweise bei auswärtigen Beziehungen und das Selbstverständnis einer aktiven, über bloße Absicherung hinausgehenden Rolle Amerikas in der Weltpolitik, die ihn von allen anderen Gründervätern unterschied.

### Gouverneur von Virginia und Louisiana Purchase

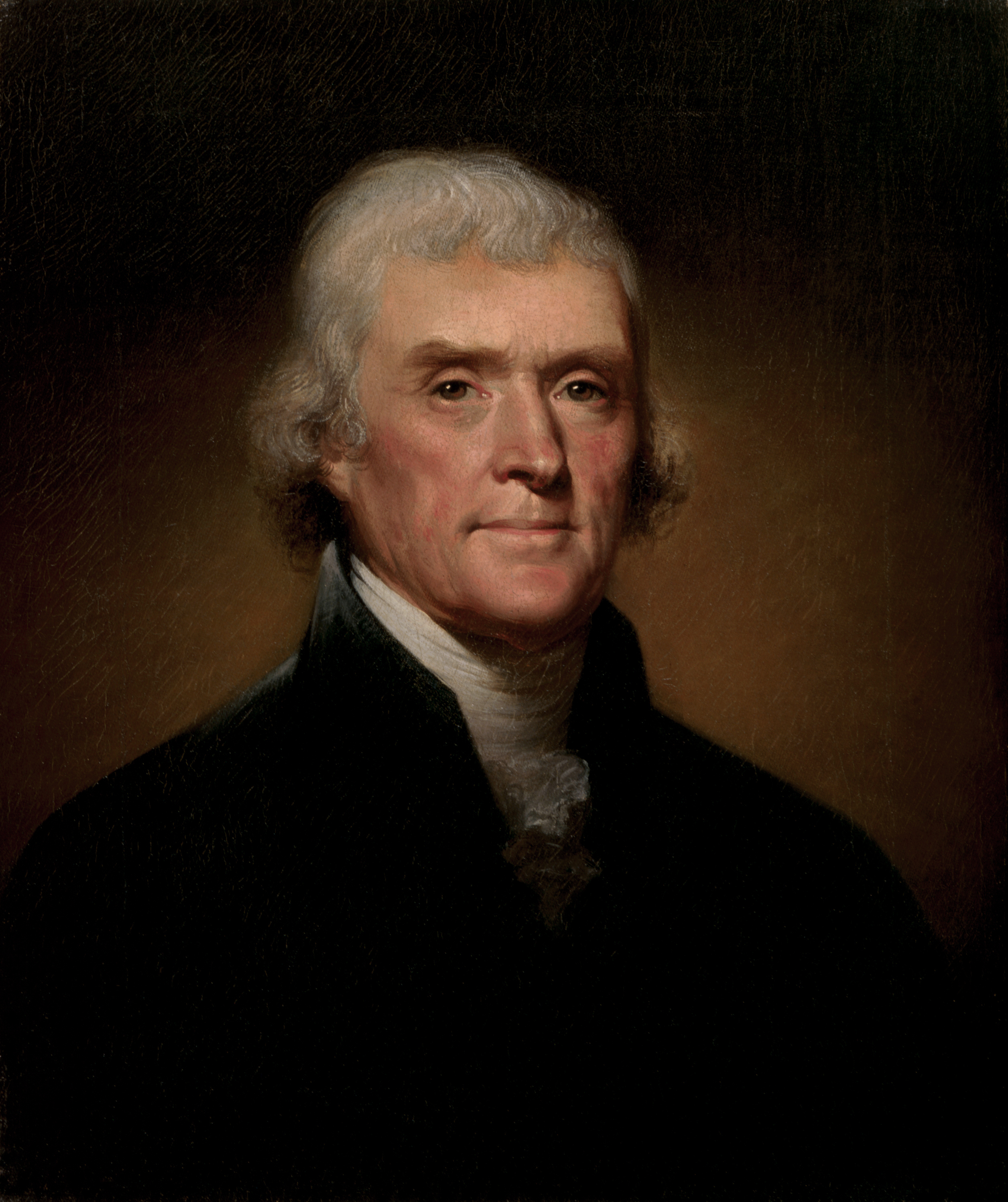
Thomas Jefferson (Rembrandt Peale, 1800)

Nach seiner Rückkehr aus Paris 1797 war Monroe für einige Zeit in New York, um dort von Pickering Wiedergutmachung für seine als ungerecht erlebte Absetzung zu erreichen. Zuhause in Virginia veröffentlichte er eine Verteidigungsschrift, die darlegte, dass er und die Freundschaft zu Frankreich der Annäherung an London geopfert wurden. Dies forderte John Adams zu einer heftigen Gegenattacke heraus. Mit Unterstützung von Jefferson und Madison verfasste Monroe schließlich noch im Jahr 1797 das über 400 Seiten lange Werk A view of the conduct of the executive in the foreign affairs of the United States, connected with the mission to the French Republic, during the years 1794, 5, & 6., das die Regierung Washingtons scharf attackierte und ihr vorwarf, gegen die Interessen Amerikas zu handeln. Für Washington bedeutete das den endgültigen Bruch mit seinem früheren Offizier und veranlasste ihn, eine vernichtende Kritik Monroes zu veröffentlichen. Monroe war in dieser Phase bereits erheblich verschuldet, da die Entlohnung als Botschafter weit unter den nötigen Ausgaben gelegen hatte und sein Privateinkommen viel zu niedrig war, diese Kosten zu decken.
Im Jahr 1799 wurde Monroe zum Gouverneur von Virginia gewählt. Zu dieser Zeit begann der Niedergang der Föderalisten, die sich vor allem über die Frage des Quasi-Kriegs mit Frankreich immer mehr in Lagerkämpfe zwischen Hamilton und Adams verstrickten. Da auf republikanischer Seite Jefferson als Vizepräsident als Oppositionsführer ausfiel und Madison aus der Misere der Föderalisten keinen Vorteil schöpfen wollte, füllte Monroe diese Lücke. Er entwickelte über die beschränkten Machtbefugnisse eines Gouverneurs hinausgehende Initiativen, ohne damit viel erreichen zu können. Wie sein Mentor Jefferson maß er insbesondere dem öffentlichen Bildungssystem zentrale Bedeutung bei. Monroe warb außerdem darum, die Ausbildung und Ausrüstung der Milizen staatlich zu unterstützen. Nachdem Ende August 1800 die Pläne Gabriel Prossers für einen Sklavenaufstand aufgedeckt wurden, berief Monroe die Miliz ein, ließ Waffen und Schießpulver aus allen Geschäften entfernen und das Gefängnis, in dem die Verschwörer inhaftiert waren, mit Palisaden sichern. Als sich die allgemeine Furcht, die von den damaligen Sklavenrebellionen der Haitianischen Revolution genährt wurde, als grundlos erwies und Vergeltungsaktionen nach der Hinrichtung der Verschwörer ausblieben, löste er bis zum 18. Oktober die Miliz bis auf wenige Mann auf. Nach drei Jahren im Amt setzte sich Monroe zur Ruhe. Nicht viel später bat ihn Jefferson, mittlerweile amerikanischer Präsident, darum, sich auf eine weitere diplomatische Mission nach Frankreich zu begeben. Dort sollte er Botschafter Livingston unterstützen und mit Paris über die Nutzungsrechte am Hafen von New Orleans, die freie Schifffahrt auf dem Mississippi und die beiden Floridas verhandeln. Jefferson sah die ersten beiden Punkte als gefährdet an, da die Kolonie Louisiana von Spanien im Dritten Vertrag von San Ildefonso 1800 an die Erste Französische Republik abgetreten worden war. Am 11. Januar 1803 ernannte der Präsident Monroe schließlich zu einem Gesandten mit besonderer Verhandlungsvollmacht und Botschafter in London.

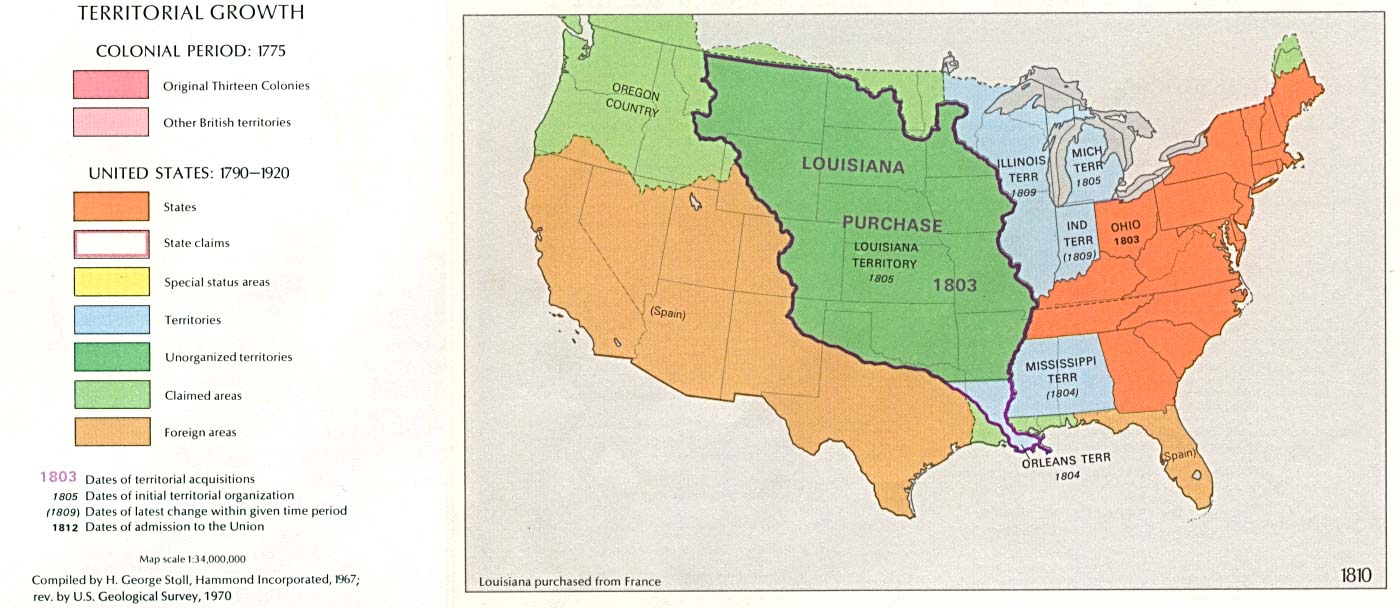
Louisiana Purchase 1803 (dunkelgrünes Gebiet), Territorien bis 1810 (hellblau), amerikanische (hellgrün) und spanische Gebietsansprüche (hellorange)

In Paris angekommen, schaltete sich Monroe in die Verhandlungen zum Louisiana Purchase ein, die für Amerika bis dahin der Botschafter Livingston geführt hatte. Obwohl dieser nur über ein Abtreten New Orleans an Amerika verhandelt hatte, bot Napoleon Bonaparte über seinen Außenminister Charles-Maurice de Talleyrand-Périgord den Erwerb der gesamten Kolonie Louisiana an, während er West- und Ostflorida als weiterhin zu Spanien gehörig erklärte. Dies widersprach den Vorgaben Jeffersons, der den Erwerb der beiden Floridas und von New Orleans als Ziel ausgegeben hatte. Trotzdem wurde der Handel geschlossen und der Vertrag über den Louisiana Purchase am 30. April 1803 unterzeichnet. Bei einem Dinner am folgenden Tag wurde Monroe Napoleon vorgestellt. In ihrem Gespräch sagte Napoleon einen kommenden Krieg zwischen Amerika und Großbritannien vorher, womit er recht behielt. Kurz darauf wurde Monroe weiter nach London geschickt, um hier über die Zwangsrekrutierungen amerikanischer Seeleute für die Royal Navy und ein mögliches Verteidigungsbündnis zum Schutze des eigenen Seehandels zu verhandeln. Monroe hielt sich von Juli 1803 bis zum späten Herbst 1804 in London auf. Ohne im Vereinigten Königreich Großbritannien und Irland bedeutende Fortschritte erzielt zu haben, wurde Monroe weiter nach Spanien beordert, um über die Floridas zu verhandeln. Als er in Madrid am 2. Januar 1803 eintraf, fand er eine vergiftete Gesprächsatmosphäre vor, für die der amerikanische Botschafter in Spanien, Charles Pinckney, mit plumpen Gewaltdrohungen gesorgt hatte. Bei den Verhandlungen über die offenen, New Orleans, Westflorida und den Rio Grande betreffenden, territorialen Fragen kam Monroe nicht weiter und wurde herablassend behandelt. Frustriert verließ er nach sechs Monaten Spanien und kehrte nach London zurück, wo er die nächsten anderthalb Jahre verbrachte und über Handels- und Wirtschaftsabkommen sowie vor allem über die britische Praxis des Schanghaiens amerikanischer Seeleute verhandelte. In englischen Häfen konnte er mit eigenen Augen amerikanische Prisenschiffe einlaufen sehen.

### Im politischen Abseits

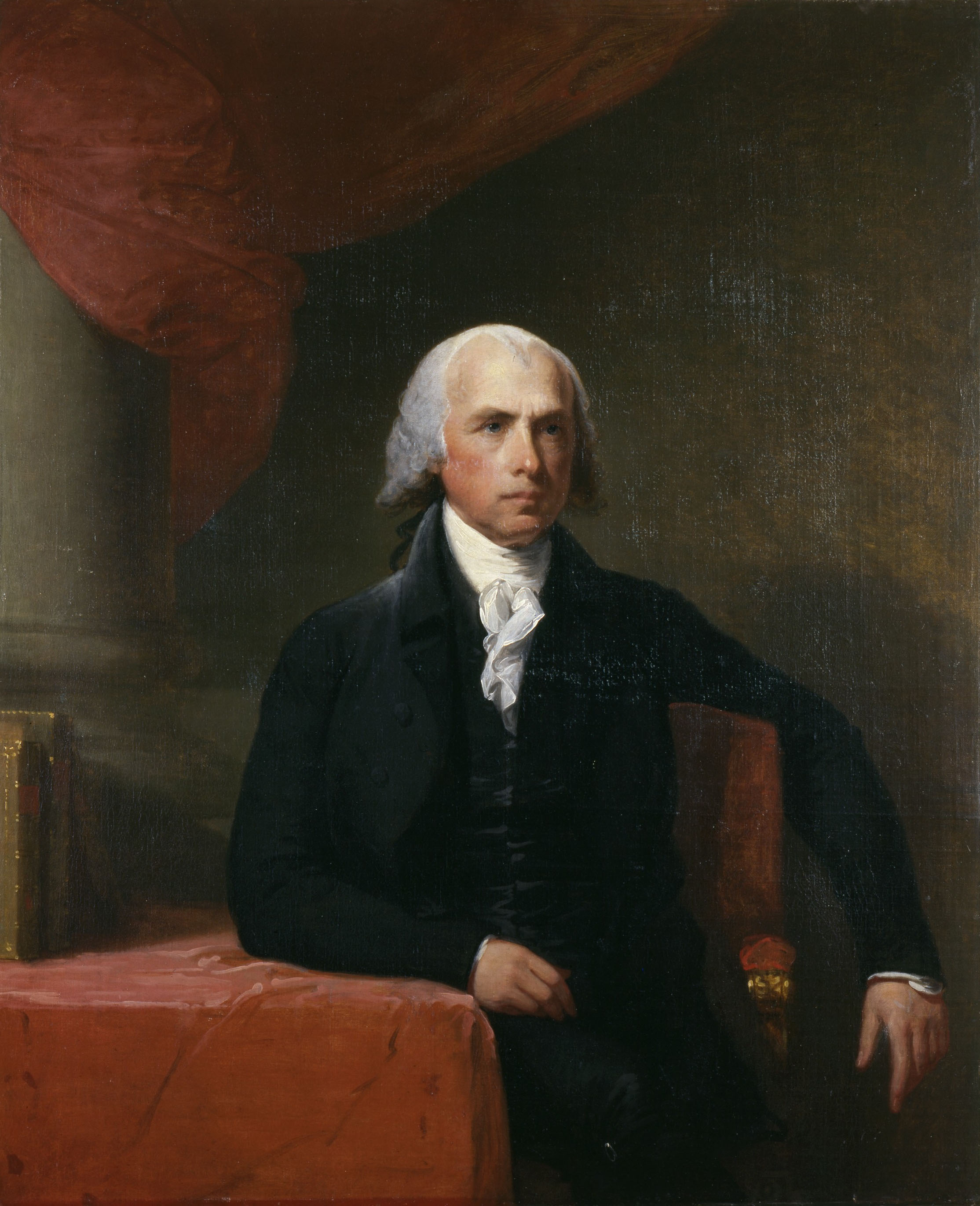
James Madison (Gilbert Stuart, ca. 1805–07)

Anfang 1806 forderte ihn John Randolph of Roanoke auf, in zwei Jahren gegen Außenminister Madison zu kandidieren, der von Jefferson als sein Nachfolger aufgebaut wurde. Monroe lehnte diese Bitte vorerst ab. Unterdessen erreichte er in Zusammenarbeit mit dem Gesandten William Pinkney mit London eine Verständigung, die eine Vielzahl offener Finanz- und Wirtschaftsfragen klärte. Jefferson lehnte dieses Abkommen jedoch ab, da es die Zwangsrekrutierungen außen vor ließ. Außerdem war dem Präsidenten daran gelegen, die antibritische Stimmung in Amerika aufrechtzuerhalten, von der Madison profitierte, obgleich er dieses Motiv Monroe gegenüber abstritt. Monroe nahm die Ablehnung seines Verhandlungsergebnisses als Kränkung wahr und fühlte sich in seiner Freundschaft zu Jefferson und Madison tief erschüttert, weshalb sein persönliches Verhältnis zu den beiden für einige Zeit abkühlte. Nach seiner Rückkehr nach Amerika im Dezember 1807 entschied sich der immer noch erboste Monroe doch dafür, bei der Präsidentschaftswahl im Jahr 1808 gegen Madison zu kandidieren, womit er die Stärke seiner politischen Stellung in Virginia demonstrieren wollte. Monroe war der Kandidat der sogenannten „Old Republicans“ (deutsch: „Alte Republikaner“) um Randolph of Roanoke und John Taylor of Caroline, die Jefferson und Madison als Verräter an den republikanischen Idealen betrachteten, da sie die Machtbefugnisse der Bundesregierung gegenüber den Einzelstaaten erweitert hatten.
Nach einer klaren Niederlage gegen Madison, bei der er im Electoral College keine einzige Stimme gewinnen konnte, zog sich Monroe, beim Großteil der Republikaner wegen der Kandidatur in Ungnade gefallen, für die nächsten Jahre in das Privatleben zurück. Dies bildete den Tiefpunkt einer schwierigen Phase, die seit dem Louisiana Purchase von Verlusten und Enttäuschungen geprägt war. Der Plan, sein zweites Haus im Loudon County, Oak Hill, zu verkaufen, um mit dem Erlös Highland zu erneuern und auszubauen, scheiterte an den niedrigen Immobilienpreisen. Er experimentierte wie sein Nachbar Jefferson mit neuartigen Gartenbautechniken, um vom Tabak, dessen Wert immer mehr verfiel, auf Weizen umzusteigen. Im September 1808 heiratete seine Tochter Eliza den Richter George Hay, der später einer der wichtigsten politischen Berater von Präsident Monroe wurde. 1810 rehabilitierte er sich wieder in der Partei und wurde im April dieses Jahres in das Abgeordnetenhaus von Virginia gewählt. Am 16. Januar 1811 wurde er erneut Gouverneur Virginias, was nur eine kurze Episode blieb, da ihn knapp zwei Monate später Albert Gallatin im Auftrage Madisons fragte, ob er bereit sei, als Nachfolger von Robert Smith das Amt des Außenministers zu übernehmen.

### Minister im Kabinett Madison und Britisch-Amerikanischer Krieg

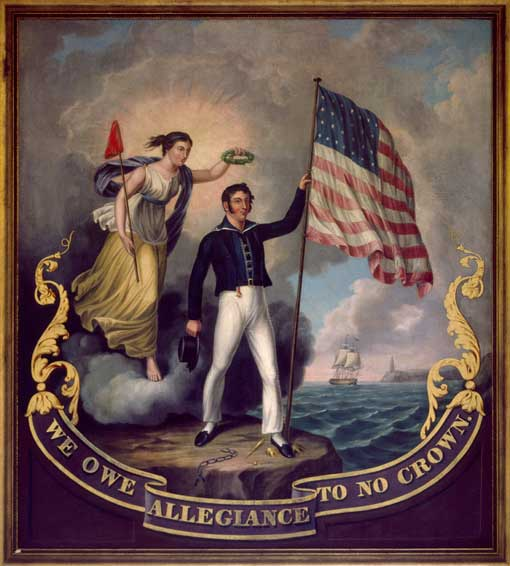
Patriotisches Ölgemälde mit dem Wahlspruch „We Owe Allegiance To No Crown“ (deutsch: „Wir schulden keiner Krone Gefolgschaft“) (John Archibald Woodside, 1814)

Auf die Zusage hin, dass er im Kabinett Madisons als selbständiger Minister gebraucht werde und nicht nur als ein Sprachrohr des Präsidenten, willigte Monroe ein und wurde im März 1811 Außenminister. Aus Monroes und Madisons herzlicher Verbindung war mittlerweile eine komplexe und professionelle Beziehung geworden. Sowohl für den Präsidenten als auch den Außenminister, die eng zusammenarbeiteten und kaum Differenzen hatten, war in den nächsten Jahren der Konflikt mit Großbritannien das beherrschende Thema und in geringerem Umfang der mit Frankreich. Die Weigerung Londons, den amerikanischen Klagen insbesondere über die Zwangsrekrutierungen Gehör zu schenken, trieb beide Staaten immer weiter in Richtung Krieg. Monroe und Madison waren sich einig, dass das Ansehen und das Interesse der Vereinigten Staaten eine derartige Diskriminierung nicht erlaubten. Laut Ammon bedeutete der Eintritt Monroes in das Kabinett, dass eine Lösung der fortdauernden Kontroversen zwischen Amerika und Großbritannien unausweichlich wurde, sei es mittels einer friedlichen Verständigung oder eines bewaffneten Konflikts. Obwohl er als Botschafter in London einige Jahre zuvor ein Abkommen ausgehandelt hatte, das Jefferson abgelehnt hatte, brachte er eine kriegerischere Stimmung in das Kabinett. Bei der State of the Union Address im November 1811 forderte Madison, eine Hilfstruppe aufzustellen und die United States Navy zu vergrößern. Monroe erhielt den Auftrag, diese Vorhaben durch den Kongress zu bringen. Mit Henry Clay und Madison plante Monroe ein neues Embargo gegen Großbritannien, das im März 1812 im Kongress verabschiedet wurde und als Testlauf diente, ob eine politische Mehrheit für einen Krieg vorhanden war. Am 1. Juni 1812 kam es schließlich zur Kriegserklärung durch Madison, der zwei Wochen später der Senat mit knapper Mehrheit zustimmte.
Nach Ausbruch des Britisch-Amerikanischen Kriegs strebte Monroe nach einem militärischen Kommando, zumal er dem Außenministerium und der Diplomatie nur noch sekundäre Bedeutung beimaß. Nach der erfolgreichen Belagerung von Detroit durch die British Army im August 1812 wollte er die Rückeroberung von Detroit anführen und schlug Jefferson als seinen Nachfolger im State Department vor, was der Präsident umgehend ablehnte. Stattdessen machte ihn Madison im Januar 1813 als Nachfolger des erfolglosen William Eustis zum kommissarischen Kriegsminister. Monroe übergab die stellvertretende Leitung des Außenministeriums an Richard Rush. Monroe erstellte in kürzester Zeit einen detaillierten Bericht zur benötigten militärischen Personalstärke für die Küstenverteidigung und die geplante Sommeroffensive. Er sah vor, auf einjähriger Basis zusätzlich 20.000 reguläre Soldaten zu rekrutieren. Monroes Ernennung zum offiziellen Minister dieses Ressorts verhinderte der Senat, um die Dominanz von virginischen Politikern auf Schlüsselpositionen nicht noch weiter zu erhöhen. Laut Madisons Biographen Gary Wills hatte Monroe auf Anraten seines Schwiegersohns Hay von Anfang an nur eine kurzfristige Tätigkeit als Kriegsminister beabsichtigt, da er in dieser Position angesichts eines sich abzeichnenden langen und unpopulären Kriegs um seine Aussichten auf eine eigene Präsidentschaft fürchtete. Stattdessen wurde im Februar 1813 mit John Armstrong junior ein erbitterter Rivale Monroes offizieller Kriegsminister. Misstrauisch spionierte Monroe Armstrongs ministerielle Korrespondenz aus, als dieser ein militärisches Frontkommando außerhalb der Hauptstadt wahrnahm. Als im Sommer des gleichen Jahres erstmals britische Kriegsschiffe im Mündungsgebiet des Potomac River erschienen und Monroe darauf drang, Verteidigungsmaßnahmen für Washington, D.C. zu ergreifen und einen militärischen Nachrichtendienst in Form eines Pony-Expresses zur Chesapeake Bay einzurichten, lehnte dies der Kriegsminister als unnötig ab. Da somit eine funktionierende Aufklärung fehlte, stellte Monroe auf eigene Faust eine kleine Kavallerieeinheit zusammen und kundschaftete fortan die Bucht selbst aus, bis die Briten sich aus dieser zurückzogen.

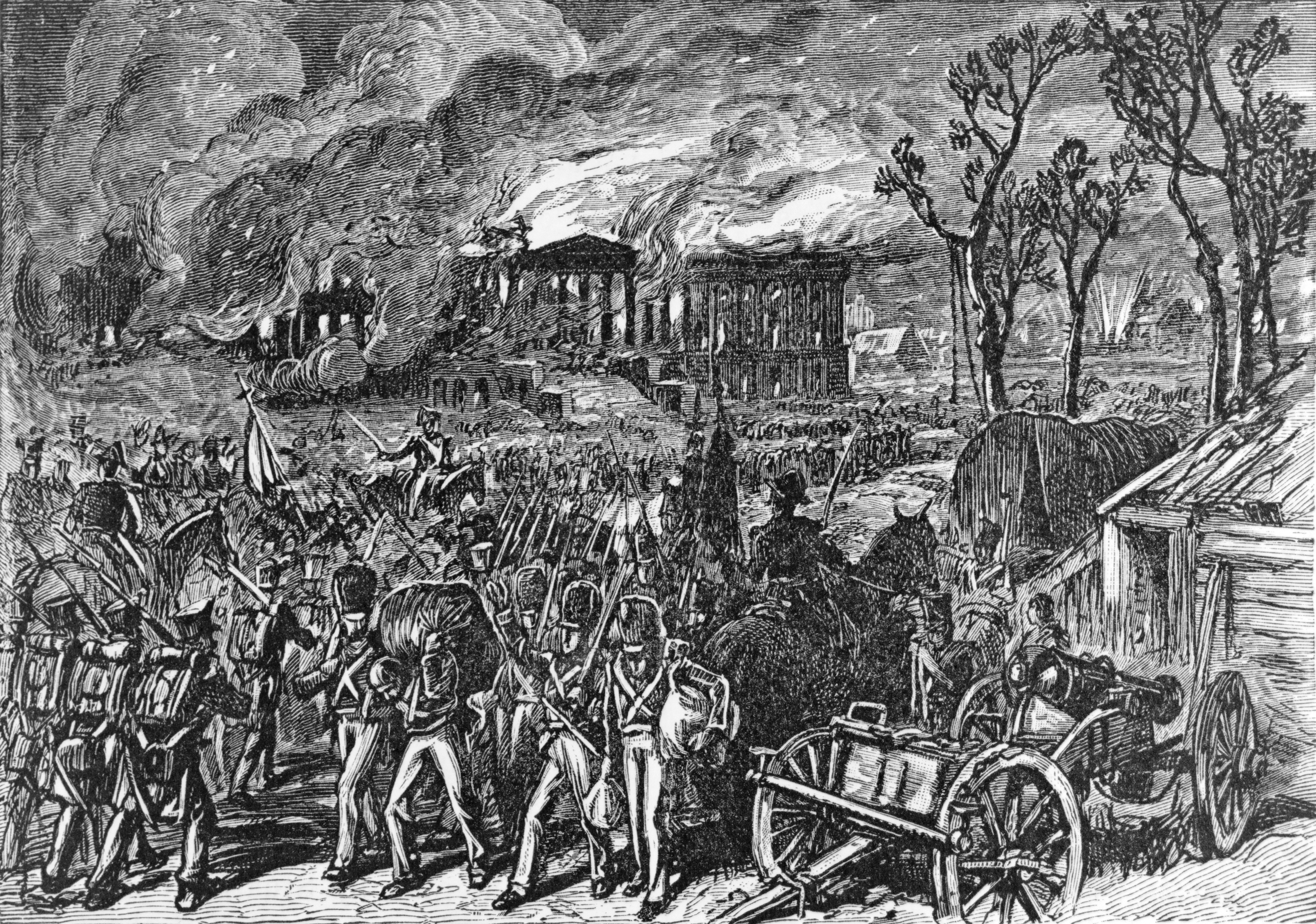
Holzschnitt von der Eroberung und dem Brand Washingtons (1878)

Nach der Niederlage Napoleons im Sechsten Koalitionskrieg im Sommer 1814 konzentrierten sich die Briten auf den amerikanischen Kriegsschauplatz und bereiteten eine Invasion der Hauptstadt vor. Gerüchte davon, die Armstrong warnten, schlug dieser erneut in den Wind. Als sich am 16. August 1814 erneut eine britische Flotte mit 50 Kriegsschiffen und 5000 Soldaten in der Mündung des Potomac massierte, hatte Madison genug gesehen und organisierte mit Monroe die Verteidigung der Washingtons. Monroe kundschaftete mit einem Trupp persönlich die Chesapeake Bay aus und schickte am 21. August dem Präsidenten eine Warnung vor dem bevorstehenden Einmarsch, so dass Madison mit seiner Frau rechtzeitig fliehen und das Staatsvermögen sowie die Einwohner evakuiert werden konnten. Drei Tage später traf Monroe im Washington Navy Yard den Präsidenten und das Kabinett zu einem verzweifelten Versuch, die Verteidigung der Hauptstadt doch noch zu ermöglichen. Anschließend ritt er nach Bladensburg weiter, um General Tobias Stansbury zu unterstützen, ohne die Niederlage in der Schlacht bei Bladensburg verhindern zu können. Danach rückten die Briten in den District of Columbia ein, plünderten die Stadt und brannten die öffentlichen Gebäude nieder. Kurz darauf akzeptierte Madison Armstrongs Rücktritt und ernannte Monroe dieses Mal nicht nur zum kommissarischen, sondern zum ständigen Kriegsminister. Da General William H. Winder in Baltimore stand, war Monroe als Secretary of War in dieser Zeit auch der geschäftsführende General für Washington.
Als Kriegsminister brach Monroe mit der republikanischen Doktrin, die Landesverteidigung den Milizen der Bundesstaaten zu überlassen, und plante, eine Wehrpflichtarmee von 100.000 Mann einzuberufen, um die von Kanada aus drohende britische Invasion abzuwehren. Dazu sollten alle Männer zwischen 18 und 45 Jahren in Hundertergruppen aufgeteilt werden und die Verantwortung dafür haben, je vier dienstfähige Soldaten zu stellen. Aufgrund des baldigen Kriegsendes wurde dies nie umgesetzt. Im September 1814 konzentrierte sich Monroe darauf, General Samuel Smith bei der Verteidigung von Baltimore zu unterstützen. Nach dem Sieg bei der Schlacht von Baltimore gelang es schließlich, die Briten aus der Chesapeake Bay zu werfen. Die Kriegsausgaben machten es für den Präsidenten erforderlich, mit einem weiteren orthodoxen republikanischen Glaubenssatz zu brechen und eine neue Zentralbank zu gründen, nachdem die Charta der First Bank of the United States im Jahr 1811 ausgelaufen war. Monroe, der als einer der ersten Parteiführer erkannte, dass die Republikaner sich seit dem Jahr 1800 gewandelt hatten und ihre Anhänger nun insbesondere in Neuengland und den Mittelatlantikstaaten städtischer und bankenfreundlicher geprägt waren, setzte dem keinen Widerstand entgegen. Zudem hatte er sich weiter verschuldet, um aus eigener Tasche für Kriegskosten aufzukommen. Nach dem günstigen Frieden von Gent und Andrew Jacksons Sieg in der Schlacht von New Orleans trat Monroe am 15. März 1815 als Kriegsminister zurück und übernahm wieder die Leitung des State Departments. Monroe, der als Kriegsminister für sich die Siege von New Orleans und in der Schlacht bei Plattsburgh in Anspruch nahm, ging politisch gestärkt und als aussichtsreicher Präsidentschaftskandidat aus dem Britisch-Amerikanischen Krieg hervor. Bevor er das Kriegsministerium verließ, fertigte er für den Senatsausschuss für militärische Angelegenheiten noch einen Bericht an, der eine reguläre Armee von 20.000 Mann für Friedenszeiten sowie eine Verstärkung der Küstenbefestigung empfahl, was eine Verdoppelung zur Personalstärke vor dem Krieg von 1812 darstellte. Die nächsten sechs Monate schonte er seine Gesundheit, die durch die enorme Arbeitsbelastung in den Jahren zuvor angegriffen worden war.

### Präsidentschaftswahl 1816

Präsidentschaftswahl 1816

Im Oktober 1815 kehrte er in die Hauptstadt zurück und wurde als Nachfolger Madisons gehandelt, da das Außenministerium als Sprungbrett zur Präsidentschaft zählte. Zwar genoss Monroe nie die große Popularität Jeffersons, aber er wurde weithin respektiert. Wie Jefferson damals bei ihm selbst, verhielt sich Präsident Madison nach außen hin neutral, als Monroe seine Kandidatur für die Wahlen von 1816 vorbereitete. Trotzdem wurde allgemein angenommen, dass Madison Monroe als seinen Nachfolger unterstützte. Da es wegen des Niedergangs der Föderalisten, die wegen ihrer probritischen Haltung und Ablehnung des Kriegs von 1812 als illoyal wahrgenommen wurden, keine ernstzunehmende Oppositionspartei mehr gab, war für Monroes Sieg der demokratisch-republikanische Caucus im Kongress entscheidend. Bei diesem konnte er den parteiinternen Konkurrenten, den Finanzminister William Harris Crawford, mit 65-54 Stimmen schlagen. Zu Monroes Running Mate wurde Daniel D. Tompkins gewählt. Bei der Präsidentschaftswahl im November 1816 siegte er klar gegen den Föderalisten Rufus King und erreichte im Electoral College eine Mehrheit von 183-34 Stimmen. Monroes Amtseinführung als letzter Präsident aus der Generation der Gründerväter fand am 4. März 1817 statt.

### Präsidentschaft

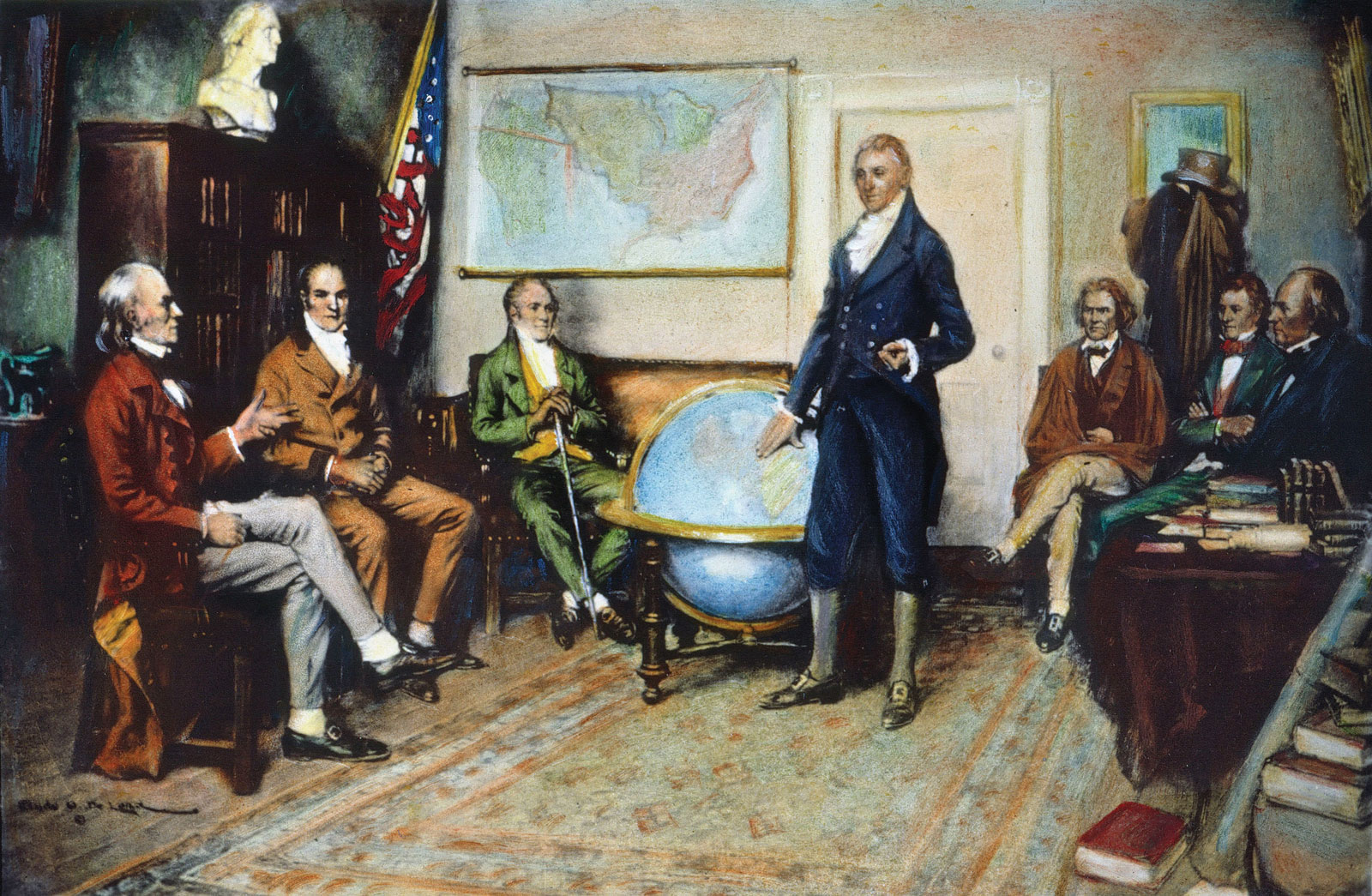
Das Gemälde eines unbekannten Malers zeigt den stehenden James Monroe während einer Sitzung seines Kabinetts im Jahr 1823. Von links nach rechts sitzen: John Quincy Adams, William Harris Crawford, William Wirt, John C. Calhoun, Daniel D. Tompkins und John McLean.

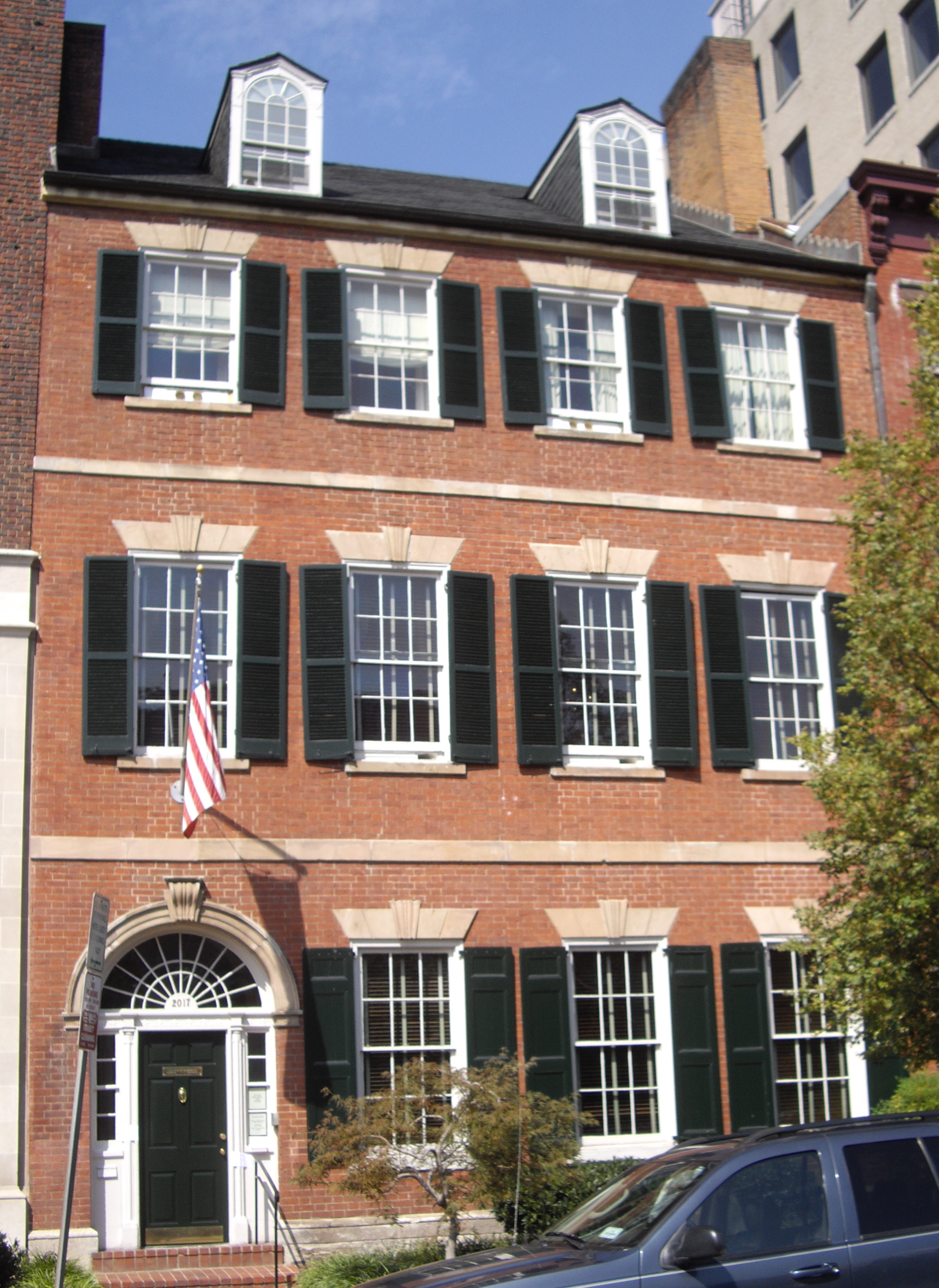
Das Cleveland Abbe House (2008) war bis September 1817 Amtssitz von Präsident Monroe

Bei seiner Antrittsrede lobte Monroe den Mut seiner Landsleute im Britisch-Amerikanischen Krieg und Amerika als eine vitale und blühende Nation. Den größten Teil seiner Rede nahm die nationale Sicherheit ein. Monroe rief dazu auf, dem Militär mehr Aufmerksamkeit zu schenken und die Küstenbefestigungen zu verstärken. Er warnte davor, die geopolitischen Insellage der Vereinigten Staaten als ausreichenden Schutzfaktor anzusehen, zumal die Nation auf sichere Seewege und Fischerei angewiesen sei. In zukünftigen, nicht auszuschließenden Kriegen könnte der Gegner die amerikanische Union zerstören, wenn sie nicht stark genug sei, und sie so ihren Charakter und auch ihre Freiheit verlieren. Ferner seien außenpolitische Ziele leichter aus einer Position der Stärke als aus einer der Schwäche heraus zu erreichen. Da Monroe als erster Präsident das Amt in einer Phase von Frieden und wirtschaftlicher Stabilität antrat, kam dafür bald der Begriff “Era of Good Feelings” („Ära der guten Gefühle“) auf. Diese Periode war durch die unangefochtene Dominanz der Republikaner gekennzeichnet, die zum Ende der Amtszeit Madisons einige Inhalte der Föderalisten, wie zum Beispiel die Schaffung einer Zentralbank und Schutzzölle, übernommen hatten. Zwar war die parteipolitische Lage dadurch erheblich weniger aufgeheizt und polarisiert als noch während der Präsidentschaftswahlen 1800, aber insbesondere zum Ende von Monroes Amtszeit waren die Republikaner unterhalb der Ebene offizieller Politik durch starke Fragmentierung, heftig rivalisierende Fraktionen in Bundesstaaten wie New York und Virginia sowie erbitterte persönliche Rivalitäten geprägt. Monroe sah es als Pflicht des Präsidenten, über diesen Konflikten zu stehen, weshalb er sich dieser Entwicklung gegenüber passiv verhielt, selbst als sie in die Regierungsmannschaft hineinreichte. Der Historiker Hermann Wellenreuther sieht darin ein Defizit Monroes, das zur Polarisierung der politischen Landschaft beigetragen habe.
Bei der Erstellung des Kabinetts spielten für Monroe geographische Erwägungen eine wichtige Rolle. Er wollte die Reichweite der Republikaner und die Einheit der Nation dadurch erhöhen, dass er für die wichtigen Ministerposten Personen aus unterschiedlichen Regionen der Vereinigten Staaten auswählte. Von besonderer Bedeutung war hier das State Department. Da von den ersten fünf Präsidenten bis auf John Adams alle Virginier waren, so dass schon von einer Virginia-Dynastie gesprochen wurde, wollte Monroe jeden Verdacht einer Bevorzugung dieses Bundesstaats vermeiden. Nicht nur aus diesen Gründen ernannte Monroe John Quincy Adams, den Sohn des zweiten Präsidenten, zu seinem Außenminister, sondern auch, weil dessen außergewöhnliches diplomatisches Talent unbestritten war und er als Befürworter von Jeffersons Handelsembargo 1807 mit den Föderalisten gebrochen hatte. Sie kannten sich seit den Friedensverhandlungen mit Großbritannien im Jahr 1814, bei denen Adams mit großer Intensivität mitgewirkt hatte. Ihr persönliches Verhältnis wurde für Monroe das wichtigste während seiner Präsidentschaft. An die Errungenschaften ihrer Zusammenarbeit in dieser frühen Phase der Vereinigten Staaten reichte nur die Arbeitsbeziehung von Jefferson und Madison heran. Adams versorgte den Präsidenten bei ihren täglichen Arbeitstreffen mit Positionspapieren, die dieser redigierte oder daraus entstehende Nachfragen an Adams zur Klärung zurückverwies. Das Kabinett rief er weniger zusammen, um sich Rat einzuholen, sondern mehr, um Konsens zwischen den Ministern und ihm selbst herzustellen, da seine Positionen üblicherweise schon vor der Sitzung feststanden.
Bis zum Abschluss der Restaurierung des Weißen Hauses im September 1817, das von britischen Truppen nach der Schlacht bei Bladensburg niedergebrannt worden war, lebte Monroe im heutigen Cleveland Abbe House. Dieses Haus war bereits seine Residenz als Außen- und Kriegsminister gewesen. Monroe belebte eine nach Washington aufgegebene Tradition erneut und bereiste während seiner Präsidentschaft das Land, wie zum Beispiel im Mai 1818, als er die Forts in der Chesapeake Bay und um Norfolk besichtigte. Anders als beim ersten Präsidenten war dies weniger als eine symbolische Geste der Einheit gedacht, sondern diente dazu, vor Ort für Unterstützung für das nationale Verteidigungsbudget zu werben. Konkret ging es ihm darum, eine Linie von Forts an der Küste als Verteidigungslinie aufzustellen, die nördliche Grenze besser zu sichern und Depots und Werften für die Marine zu errichten, wie er in seiner ersten Rede zur Lage der Nation am 2. Dezember 1817 wiederholte. Dies wurde ein Schwerpunkt seiner Präsidentschaft, den er in der Rede anlässlich der zweiten Amtseinführung im März 1821 bekräftigte. Im März 1819 unternahm Monroe eine weitere Besuchsreise, die ihn über Norfolk nach Nashville führte, wo er ein einwöchiges Treffen mit Jackson hatte. Daneben besichtigte er Befestigungsanlagen sowie die Bauplätze der Forts Monroe und Calhoun.
Bei seiner letzten Rede zur Lage der Nation im Jahr 1824 kündigte Monroe eine Reduzierung der Staatsverschuldung an und appellierte ein letztes Mal, die Landesverteidigung und den Schutz der Seehandelswege mit einer Kette aus Küstenbefestigungen und einer starken Marine zu gewährleisten. Er richtete in dieser Ansprache nicht wie so oft zuvor den Blick nach Europa oder Südamerika, sondern, wie ein großer Teil der Nation insgesamt, in den Wilden Westen. Er bat den Kongress, den Bau eines Forts in der Mündung des Columbia Rivers zu autorisieren und weiterhin ein Marinegeschwader an der Westküste vorzuhalten. Beim umstrittenen und intensiv geführten Präsidentschaftswahlkampf 1824 zwischen den Republikanern Jackson, Adams, Crawford und Clay nahm Monroe keinen Anteil und weigerte sich, seinen Favoriten zu nennen. Als er das Weiße Haus verließ, war die politische Szene in einem bisher kaum gekannten Ausmaße zersplittert und durch persönliche Rivalitäten geprägt.

#### Verteidigungspolitik

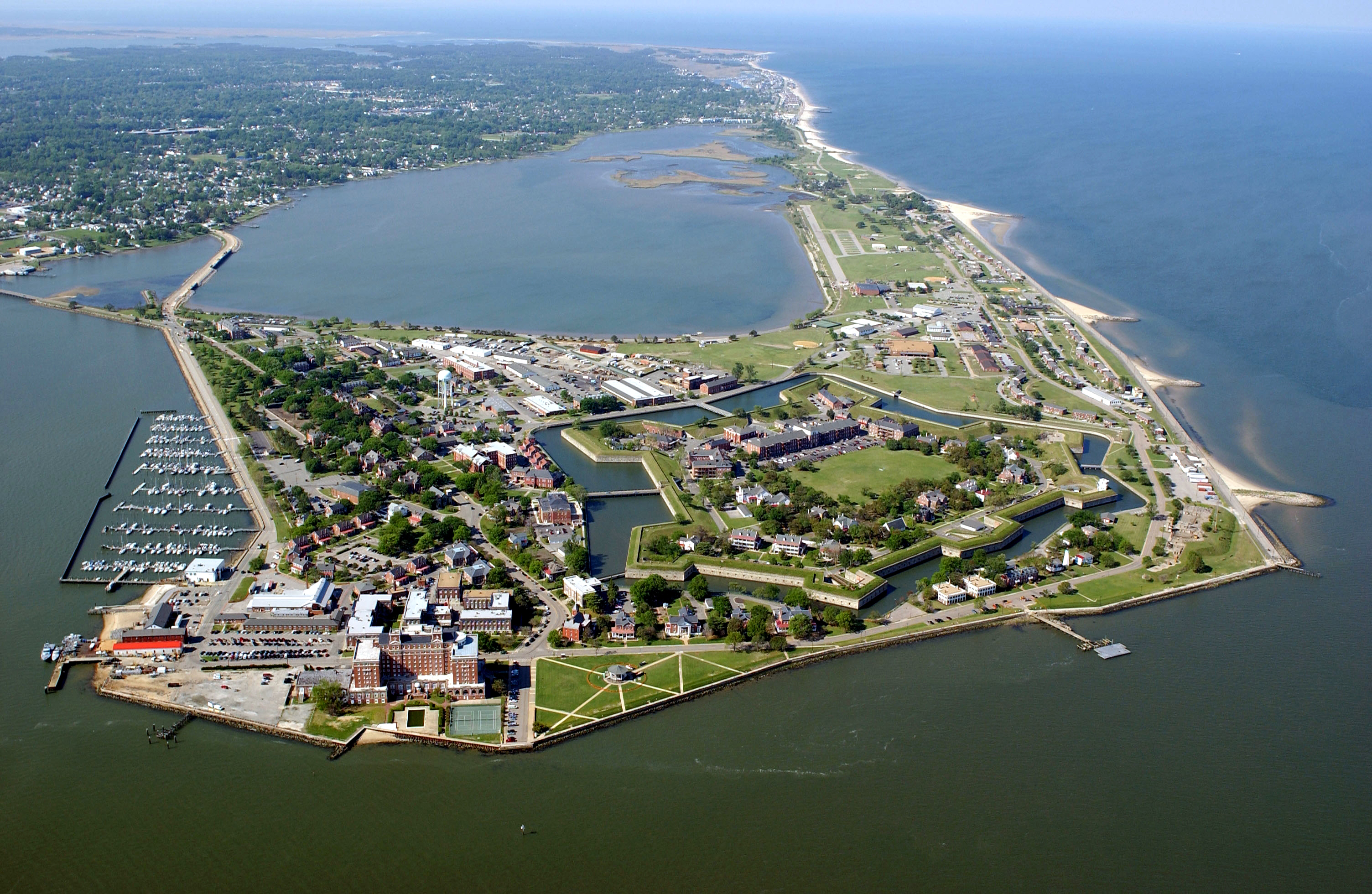
Luftaufnahme Fort Monroe National Monument

Bei Amtsantritt sah sich Monroe mit einigen außen- und sicherheitspolitischen Herausforderungen konfrontiert. Im pazifischen Nordwesten kollidierten amerikanische Gebietsansprüche mit denen des zaristischen Russlands, während die Schifffahrtsrechte auf den Flüssen im Westen weiterhin strittig waren und die Siedler dort auf Widerstand der Indianer Nordamerikas stießen. Im Süden an der Grenze zu der Spanischen Kolonie Florida herrschte Unruhe durch Aufstände der Seminolen, die schließlich in den Ersten Seminolenkrieg mündete, und Piraterie, gegen die eine schwache spanische Verwaltung nichts unternahm. Nicht zuletzt war die Haltung der Vereinigten Staaten zu den lateinamerikanischen Republiken zu klären, die während der südamerikanischen Unabhängigkeitskriege entstanden. Zum einen beschäftigten diese Grenzkonflikte und der Schutz vor Einmischung fremder Mächte auf dem nordamerikanischen Kontinent die Regierung Monroes in hohem Maße, zum anderen bot der Frieden in Europa nach dem Wiener Kongress Freiraum, die Beziehungen zu den europäischen Mächten zu normalisieren.
Während seiner Zeit als Senator im Kongress hatte Monroe noch Versuche der Regierung Washingtons blockiert, die reguläre Armee zu vergrößern. Als Gouverneur von Virginia hatte er sich für die Stärkung der Milizen des Bundesstaates eingesetzt, was jedoch aus Kostengründen abgelehnt worden war. Ungefähr zu dieser Zeit begann sich seine Einstellung zu einer stehenden Armee zu ändern, die von den klassischen Republikanern schon in der Antike abgelehnt worden war, da sie in Friedenszeiten als ein Mittel der Tyrannei missbraucht werden konnte. Der Britisch-Amerikanische Krieg überzeugte Monroe schließlich davon, dass die nationale Sicherheit des expandierenden Amerikas nicht mehr allein von den Milizen gewährleistet werden konnte.
Die Haushaltskürzungen in Folge der Wirtschaftskrise von 1819 überstand die Marine besser als die United States Army. Dies lag vor allem daran, dass sie sich als unverzichtbar erwies, amerikanische Handelsschiffe gegen Piraterie zu schützen. In seinem letzten Amtsjahr brachte Monroe ein achtjähriges Flottenbauprogramm durch den Kongress, das einen Umfang von neun Linienschiffen, zwölf Fregatten und drei schwimmende Batterien hatte. Zwei Jahre zuvor war bereits die dauerhafte Stationierung von Schiffen der United States Navy vor der amerikanischen Westküste etabliert worden. Auf Drängen Adams’ entsandte Monroe eine Fregatte zur Antarktischen Halbinsel, um dort britischen Expeditionen und Gebietsansprüchen zuvorzukommen.
Wie auch schon für seine Amtsvorgänger war für Monroe der Seehandel ein wichtiges Thema. Dabei ging es insbesondere um die Verurteilung des maritimen Sklavenhandels, die im Frieden von Gent beschlossen worden war. Monroe und Adams standen zwar zu dieser Vereinbarung, wünschten aber nicht, staatliche Souveränitätsrechte an eine internationale Behörde mit der Erlaubnis abzugeben, amerikanische Schiffe zu durchsuchen. Die öffentliche Meinung, die erst auf Seiten des Präsidenten war, begann sich unter dem Druck von Abolitionisten aus dem Nordosten und der American Colonization Society zu drehen. Diese Gesellschaft drängte auf eine Rückkehr von Freigelassenen nach Afrika, wo sie die Kolonie Liberia gegründet hatte. Als sich die Kongressausschüsse willens zeigten, internationale Inspektionen mit eingeschränkten Rechten zuzulassen, blockierte dies Adams. Monroe strebte danach trotz der Opposition seines Außenministers eine bilaterale Einigung mit Großbritannien an, die Durchsuchungen auf hoher See erlaubte. Er hoffte, mit dieser Einigung andere offene Fragen wie unter anderem Grenzdispute um Maine und das Oregon Country klären zu können. Als der Kongress die Inspektionen auf afrikanische Küstengewässer beschränkte, ließ London die Verhandlungen platzen. Danach war die Tür für ein gemeinsames Vorgehen von Amerika und Großbritannien gegen den Sklavenhandel dauerhaft verschlossen.

#### Adams-Onís-Vertrag

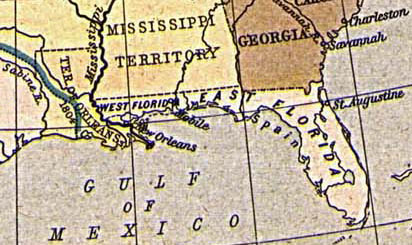
Karte von Ost- und Westflorida 1810

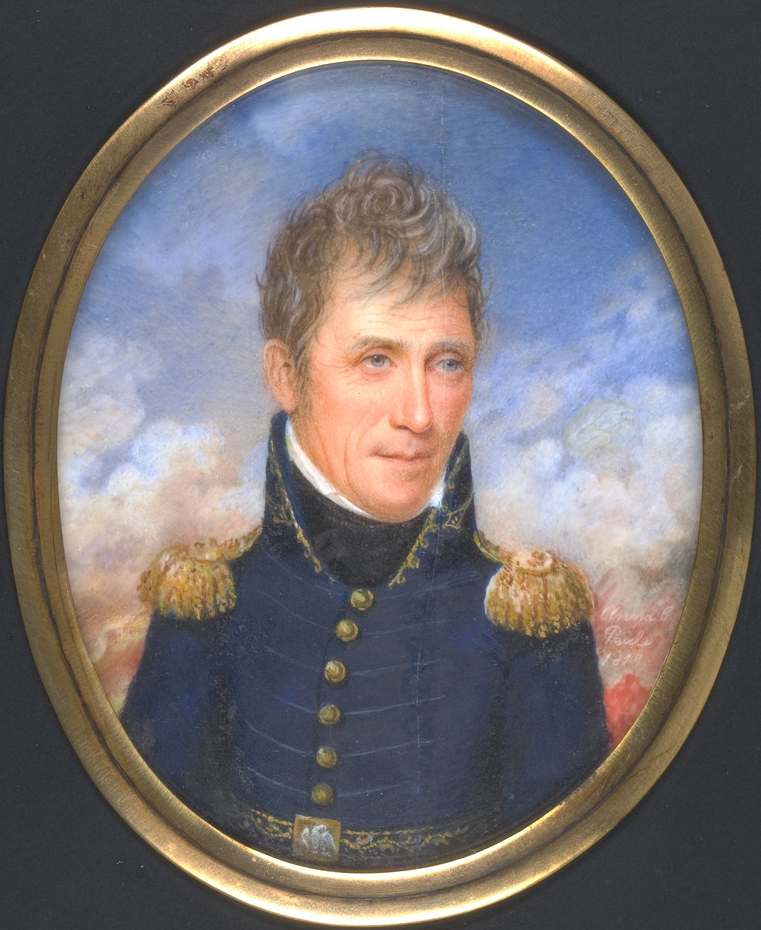
Andrew Jackson (Anna Claypoole Peale, 1819)

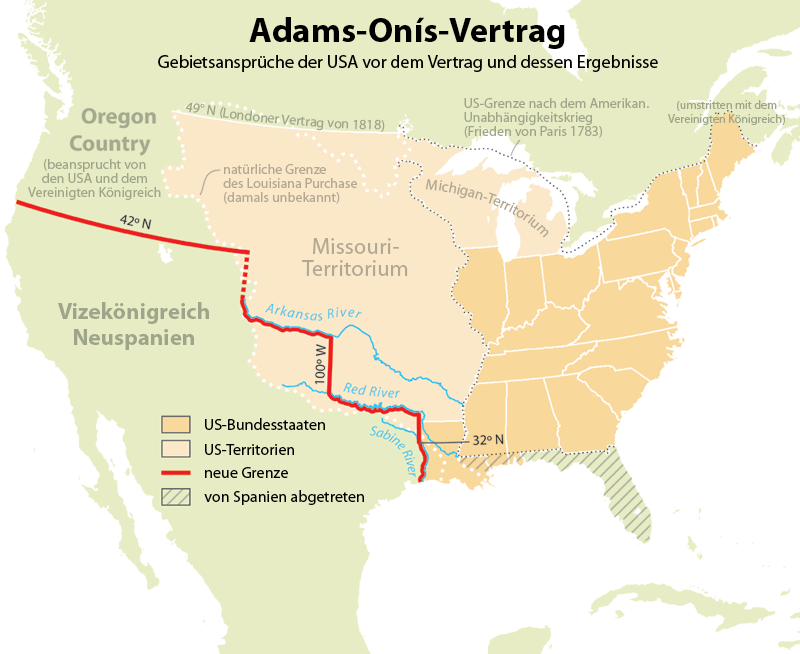
Übersichtskarte zu den Ergebnissen des Adams-Onís-Vertrags

Ende Oktober 1817 fanden mehrere längere Kabinettssitzungen statt. Ein Tagungspunkt war zum einen die Unabhängigkeitserklärungen einiger ehemaliger spanischer Kolonien in Südamerika und die Frage, wie darauf zu reagieren sei. Zum anderen ging es um die zunehmende, vor allem von Amelia Island ausgehende Piraterie. Die Seeräuberei an der Südgrenze zu den Floridas wurde durch Schmuggler, Sklavenhändler und Freibeuter verstärkt, die aus den spanischen Kolonien geflohen waren, über die das Mutterland die Kontrolle verloren hatte. Wie üblich hatte Monroe den Ministern zuvor Fragen und Informationsmaterial zukommen lassen, um dann mit dem Kabinett in einer langen Diskussion eine Klärung herbeizuführen. Nach drei Sitzungen kam es noch im gleichen Monat zum Entschluss, die United States Army gegen die Marodeure in Amelia Island und in Galveston einzusetzen. Außerdem sollten die Grenzgebiete Georgias und Alabamas zu den Floridas befriedet werden, wo die Seminolen rebellierten. General Edmund P. Gaines erhielt die Genehmigung, die Seminolen auf dem Territorium der Spanischen Kolonie Florida zu stellen, sollten sie über die Grenze dorthin fliehen. Nur für den Fall, dass sie Zuflucht in spanischen Forts suchten, sollte Gaines von weiterer Verfolgung absehen.
Im April 1818 beschloss das Kabinett, Gaines’ Nachfolger Jackson, der die Operationen gegen die Piraterie in Amelia Island geführt hatte, so lange in den Floridas stationiert zu lassen, bis Madrid dort eine funktionierende Verwaltung hergestellt hatte. Die militärischen Aktionen Jacksons stellten für Monroe ein Kommunikationsproblem dar, da die Lageberichte immer erst mit großer zeitlicher Verzögerung in Washington eintrafen. So war während dieser Kabinettssitzung noch nicht bekannt, dass Jackson nach dem Ausschalten der Piraten auf eigene Faust den spanischen Gouverneur von Westflorida samt Besatzung aus dem Fort Barrancas in Pensacola vertrieben hatte, womit er einen Krieg mit Spanien riskierte. Jackson hatte diese Entscheidung getroffen, nachdem er erfahren hatte, dass die Seminolen bei ihren Überfällen auf Siedlungen in Georgia von dieser Garnison unterstützt worden waren. Hinsichtlich der südamerikanischen Unabhängigkeitskriege wurden die Botschafter in Europa instruiert, in eigener Verantwortung zu erklären, dass die Vereinigten Staaten jede Einmischung in die Angelegenheiten Südamerikas als feindlichen Akt betrachteten. Über die neue Lage in Florida tagte das Kabinett erst wieder am 15. Juli 1818, als Monroe von einer Reise aus North Carolina zurückkehrte.
Bei dieser Sitzung verurteilten unter Führung von Kriegsminister John C. Calhoun alle Kabinettsmitglieder bis auf den Außenminister Jacksons Handlungen und forderten eine Untersuchung. Adams befürwortete Jacksons Operationen, sah sie durch seine Befehle gedeckt und sprach sich dafür aus, an den Eroberungen Pensacola und Saint Marks festzuhalten. Monroe fixierte kurz darauf die offizielle Haltung der Regierung in einem Schreiben von Adams an den spanischen Botschafter Luis de Onís, das er entsprechend redigierte, indem er alle Rechtfertigungen für Jacksons Handlungen entfernte. Zusätzlich betonte Monroe, dass Jackson zwar seine Order überschritten habe, aber auf Grundlage von bis dahin unbekannten Informationen am Kriegsort zu einer neuen Lageeinschätzung gekommen sei. Allerdings hatte ihm Jackson in einem vertraulichen Brief bereits sechs Monate zuvor mitgeteilt, dass Ostflorida annektiert werden sollte. Laut dem Historiker Sean Wilentz war Jacksons Bereitschaft, beim geringsten Anlass Florida zu erobern, für Monroe mit hoher Wahrscheinlichkeit der Grund gewesen, ihn mit dieser Mission zu betrauen. Monroe bot Spanien an, die Forts wieder zu räumen, sobald sie entsprechende Garnisonen schickten. Laut Ammon war Monroes Haltung schon vor der Kabinettssitzung gefestigt gewesen, er habe sie aber trotzdem durchgeführt, um sich zwischen den beiden Meinungsfraktionen seiner Minister zu positionieren. So konnte er einerseits jede Bewegung im Kongress unter Kontrolle halten, die einen Tadel Jacksons zum Ziel hatte, und andererseits die Eroberungen Jacksons als taktischen Vorteil behalten, zumal dieser den Status eines Volkshelden errungen hatte. Durch die Feststellung, dass Jackson seine Instruktionen übertreten habe, vermied Monroe verfassungsrechtliche Probleme für seine Regierung und eine Kriegserklärung durch Spanien und seine Verbündeten. In einem Brief an Jackson am 19. Juli legte er dar, wieso er die eigenmächtigen Eroberungen offiziell nicht gutgeheißen hatte. Die fehlende Rückendeckung durch den Präsidenten führte zum lebenslangen Bruch zwischen Monroe und Jackson.
Obwohl Jackson damit fortfuhr, in der spanischen Kolonie Florida Militärposten zu erobern, gelang es Adams, mit de Onís in Ruhe über den Erwerb der beiden Floridas und über die Festlegung der westlichen Grenze des Missouri-Territoriums zu verhandeln. Hierbei handelte es sich um das ehemalige Louisiana-Territorium, das umbenannt worden war, um Verwechslungen mit dem neu geschaffenen Bundesstaat Louisiana zu vermeiden. Das Missouri-Territorium stieß im Westen an das Vizekönigreich Neuspanien. Strittig war die neuspanische Provinz Texas, dessen Annexion die öffentliche Meinung in Amerika vehement forderte. Nachdem Adams in den Verhandlungen über die Floridas vorangeschritten war und sich dem Streitpunkt der Westgrenze des Missouri-Territoriums annäherte, erhöhte Monroe geschickt den Druck auf Madrid und kündigte an, sich zum weiteren Vorgehen in dieser Frage mit Jackson zu beraten. Letztendlich konnte Adams den Präsidenten überzeugen, sich mit dem Erwerb der beiden Floridas zufriedenzugeben, auf Texas vorerst zu verzichten und als Grenze zum Vizekönigreich Neuspanien den Flussverlauf von Sabine, Red und Arkansas River zu akzeptieren. Ausschlaggebend hierfür war auch, dass die nordöstlichen Bundesstaaten die Erweiterung nach Süden und Westen skeptisch betrachteten, da sie eine Ausweitung der Sklaverei in diese Regionen befürchteten. Zudem sah Monroe angesichts des Mexikanischen Unabhängigkeitskriegs in naher Zukunft einen neuen Verhandlungspartner für die Texas-Frage vorher.
Am 22. Februar 1819 kam es zum Adams-Onís-Vertrag. Er legte den Erwerb der spanischen Kolonie Florida durch die Vereinigten Staaten fest und öffnete das Missouri-Territorium nördlich des 42° Breitengrads nach Westen bis zum Pazifik hin, wodurch das Oregon Country entstand. Washington erhielt dadurch erstmals in völkerrechtlich verbindlicher Form Zugang zum Pazifik. Der Adams-Onís-Vertrag wurde im Jahr 1821 vom Kongress ratifiziert. Damit fanden die Verhandlungen zwischen Spanien und Amerika, die mit Unterbrechungen über 25 Jahre angedauert hatten, ein Ende. Im Oregon Country selbst kollidierten Amerikas Wirtschaftsinteressen und territoriale Ansprüche mit denen Russisch-Amerikas, das Handelsposten bis hinunter in die Bucht von San Francisco hatte, und denen Großbritanniens. Die Lage verschärfte sich im Herbst 1821, als Sankt Petersburg nördlich des 51° Breitengrades das pazifische Küstenmeer Amerikas innerhalb einer 100-Meilen-Zone für fremde Schiffe sperrte und somit seinen Gebietsanspruch um vier Breitengrade nach Süden verschob. Im April 1824 erreichte Monroe mit Russland eine Übereinkunft, die die Gebietsansprüche Russisch-Amerikas auf Territorien nördlich des 54° 40‘ Breitengrades beschränkte.

#### Südamerikanische Unabhängigkeitskriege

Die südamerikanischen Unabhängigkeitskriege
Rot: Royalistische Reaktion
Blau: Unter Kontrolle der Separatisten
Dunkelblau: Unter Kontrolle Großkolumbiens
Dunkelblau (Mutterland): Spanien während französischer Invasionen
Grün: Spanien während des Trienio Liberal

Die südamerikanischen Unabhängigkeitskriege waren das politische Thema, das Monroe und Adams während ihrer Amtszeit am meisten beschäftigte. Monroe hatte in dieser Sache weniger politische Kontrolle als gewünscht und wurde ab 1821 ein Stück weit durch Clay getrieben. Dieser forderte als Sprecher des Repräsentantenhauses die diplomatische Anerkennung der Vereinigten Provinzen des Río de la Plata und die Kaperei umfassende Unterstützung der antikolonialen Befreiungsbewegungen. Clay wollte sich mit diesem Engagement als Nachfolger Monroes aufbauen. Die öffentliche Meinung in den Vereinigten Staaten stand mit überwältigender Mehrheit auf Seiten der südamerikanischen Revolutionäre, eine Position, die Monroe als überzeugter Republikaner emotional teilte. Seine ursprüngliche Haltung war es, die Befreiungsbewegungen so weit wie möglich zu begünstigen, ohne einen Krieg mit Spanien zu riskieren, während die Verhandlungen mit Madrid über die Floridas und die Westgrenze des Missouri-Territoriums liefen. Für Monroe und Adams hatte die Klärung der Grenzdispute eine höhere Priorität, womit sich der klassische Fall eines Konflikts zwischen Interessenpolitik und Werteorientierung einstellte. Die südamerikanischen Republiken entsandten nach ihren jeweiligen Unabhängigkeitserklärungen schnell Emissäre nach Washington, um dort um diplomatische Anerkennung und Wirtschafts- und Handelsbeziehungen zu bitten. Monroe schickte im Gegenzug drei Bevollmächtigte auf einem Marineschiff nach Südamerika, um die Lage vor Ort zu sondieren. Einem Vertreter der Vereinigten Provinzen des Río de la Plata ließ Monroe im Jahr 1818 über Adams mitteilen, dass seine Haltung in diesem Konflikt die „unvoreingenommener Neutralität“ sei, was die Fraktion um Clay zum Teil beruhigte. Obwohl sie vorerst nicht diplomatisch anerkannt wurden, genossen die jungen Republiken in den Wirtschafts- und Handels- sowie den diplomatischen Beziehungen zu den Vereinigten Staaten fast alle Vorteile einer souveränen Nation. Auch den späteren Emissären anderer Republiken sicherten Monroe und Adams freundschaftliche Beziehungen zu.
In allen Reden zur Lage der Nation äußerte Monroe Sympathie für den Freiheitskampf der Südamerikaner, so auch im Jahr 1820, obwohl Adams davon abgeraten hatte. Nach Abschluss des Adams-Onís-Vertrags nahm der Druck auf Monroe ab, in dieser Angelegenheit Rücksicht auf Madrid zu nehmen. Nachdem Spanien und Amerika im Februar 1821 den Adams-Onís-Vertrag vollständig ratifiziert hatten und in Madrid eine liberale Regierung an die Macht gekommen war, schlug Monroe am 8. März 1822 dem Senat die diplomatische Anerkennung der Vereinigten Provinzen des Río de la Plata, Mexiko, Chile, Peru und Kolumbien vor. Die besondere Bedeutung der diplomatischen Anerkennung der südamerikanischen Republiken lag in zwei Aspekten: Zum einen brachte es eine politische Diskussion über die Fortsetzung des Kolonialismus in Gang, zum anderen definierte es die Beziehungsgrundlagen zwischen Amerika, Europa und der westlichen Hemisphäre neu. In einem geringeren Umfang führte dieser Schritt zu der Frage, inwieweit die Vereinigten Staaten eine aktive Rolle in den Angelegenheiten Europas spielen sollten.

#### Indianerpolitik

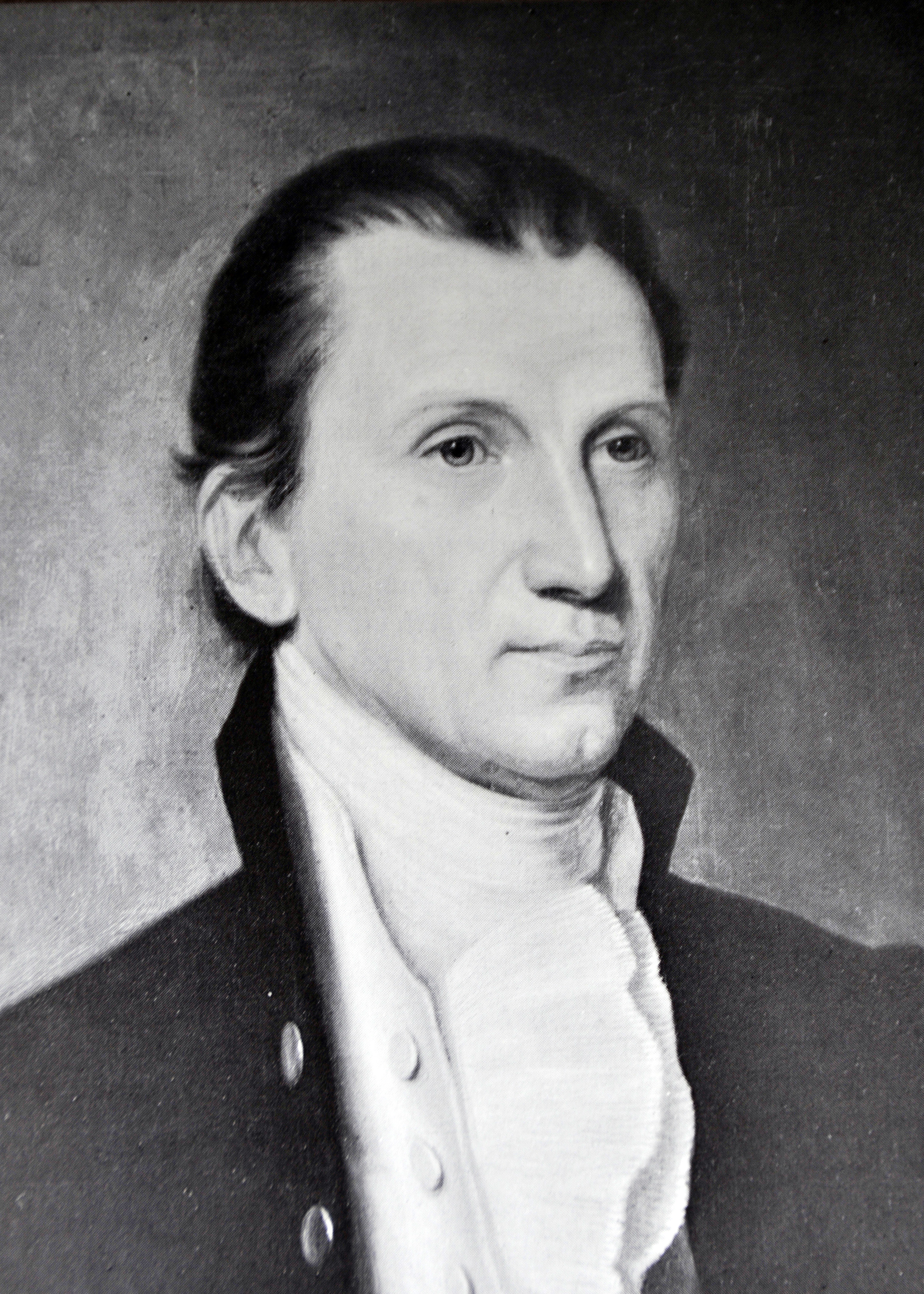
Daguerreotypie von James Monroe

Monroe besuchte als erster Präsident den amerikanischen Westen und betraute in seinem Kabinett Kriegsminister Calhoun mit der Ressortverantwortung für diese Region, was die Grenzsicherung und die Indianerpolitik einschloss. Um die mit der stetig fortschreitenden Westexpansion einhergehenden unerbittlichen Angriffe auf die Siedlungsgebiete der Indianer zu verhindern, setzte er sich dafür ein, die Gebiete zwischen den Bundesterritorien und den Rocky Mountains aufzuteilen und verschiedenen Volksstämmen zur Besiedlung zuzuweisen. Die Bezirke sollten jeweils eine Zivilregierung und ein Schulsystem erhalten. In einer Rede vor dem Kongress am 30. März 1824 sprach er sich Monroe dafür aus, die im Hoheitsgebiet der Vereinigten Staaten lebenden Indianer in Ländereien jenseits der westlichen Grenze umzusiedeln, wo sie ihre angestammte Lebensweise fortführen könnten. Insgesamt appellierte er, dass im Umgang mit den Indianern humanitäre Erwägungen und Wohlwollen überwiegen sollten. Trotzdem teilte er prinzipiell die Vorbehalte von Jackson und Calhoun gegen souveräne indianische Nationen, da sie ein Hemmnis für die weitere Erschließung des Westens waren. Wie Washington und Jefferson wollte er die Indianer zu ihrem eigenen Wohle mit den Vorteilen der amerikanischen Kultur und westlichen Zivilisation konfrontieren, auch um sie dadurch vor der Auslöschung zu bewahren. Daher war Monroes Rhetorik von unabhängigen indianischen Nationen, die bis zum Krieg von 1812 das Fundament der amerikanischen Indianerpolitik gewesen war, ein reines Lippenbekenntnis.

#### Missouri-Kompromiss

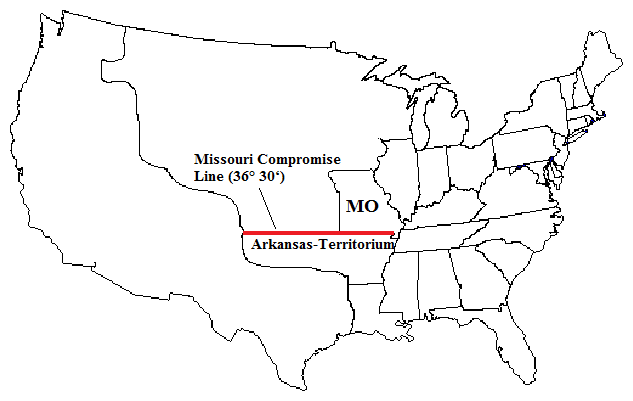
Linie des Missouri-Kompromisses von 1820

Mit Gründung der Vereinigten Staaten war die Aufnahme neuer Bundesstaaten stets mit der Sklavenfrage verbunden. In der Zeit zwischen 1817 und 1819 waren Mississippi, Alabama und Illinois als neue Bundesstaaten anerkannt worden. Durch die schnelle Expansion zeichnete sich eine verstärkte wirtschaftliche Kluft zwischen den Regionen und eine Machtverschiebung im Kongress zuungunsten der Südstaaten ab, die deshalb ihre von der Sklaverei abhängige Plantagenwirtschaft zunehmend bedroht sahen. Hinzu kam, dass sich zu dieser Zeit in den Nordstaaten wachsender Widerstand gegen die Sklaverei zu formieren begann. Als im Jahr 1819 Missouri um Aufnahme in die amerikanische Union bat, kam es in der Frage der Aufnahmebedingungen zum ersten heftigen Aufeinandertreffen von Gegnern und Befürwortern der Sklaverei und einer Spaltung des gesamten Landes in zwei feindliche Lager.
Inwieweit Monroe bei der Erarbeitung des Missouri-Kompromisses seiner präsidialen Führungsrolle gerecht wurde, ist bis heute umstritten, wobei die Mehrheit der Historiker Monroes Passivität betont. Er betrachtete die Frage der Aufnahmebedingungen weniger aus moralischer denn aus politischer Perspektive. Ungewöhnlich war, dass Monroe zu diesem Sachverhalt keine Kabinettssitzung einberief, wie es sonst seine Art bei drängenden Themen war. Wahrscheinlich wollte er eine Konfrontation zwischen dem überzeugten Abolitionisten Adams und den Kabinettsmitgliedern aus den Sklavenstaaten vermeiden. Privat gab Monroe zu erkennen, dass er gegen jedes Gesetz Veto einlegte, welches als Aufnahmebedingung Missouri eine bestimmte Haltung zur Sklavenfrage diktierte. Insgeheim wusste Monroe von virginischen Politiker aus dem Kongress, dass dort vertrauliche Diskussionen darüber stattfanden, westlich von Missouri eine Kompromisslinie auf dem 36° 30′ Breitengrad zu ziehen. Zukünftige Bundesstaaten nördlich dieser Linie sollten sklavenfrei sein, während es den südlich davon gelegenen frei stehen sollte, selbst darüber zu entscheiden. Monroe selbst war Sklavenhalter und fühlte sich wie Jefferson in dieser Frage moralisch hin- und hergerissen. Seine Skrupel gingen aber nicht über die konventionelle Ansicht gebildeter Virginier des ausgehenden 18. Jahrhunderts hinaus, dass Sklaverei ein Übel sei und irgendwann beendet werden sollte.
Nachdem dieser Kompromiss im Senat vorgestellt wurde, gab Monroe im Stillen zu verstehen, dass er jedes Gesetz unterzeichnete, das auf dieser Einigung beruhte. Als dies in seiner Heimat Virginia bekannt wurde, reagierte das dortige politische Establishment mit Empörung. In einem Brief an Jefferson zum Jahresanfang 1820 beschrieb Monroe die Missouri-Frage als die am meisten gefährliche für den Zusammenhalt der amerikanischen Union, die ihm bisher begegnet sei. Um die Mehrheit im Kongress zu organisieren, aktivierte Monroe Adams sowie Crawford und Calhoun, die ihren politischen Einfluss in den Neuengland- und Südstaaten ausnutzen sollten. Am 26. Februar 1820 wurde der Missouri-Kompromiss schließlich im Kongress verabschiedet. Im März lagen Monroe die Gesetzesvorschläge vor, die die Kompromisslinie festsetzten und es Missouri freistellten, über die Sklaverei selbst zu entscheiden, während Maine zum Ausgleich als sklavenfreier Bundesstaat in die Union aufgenommen wurde. Das Kabinett war einstimmig der Meinung, dass der Kongress verfassungsrechtlich die Legitimität habe, in Territorien und künftigen Bundesstaaten die Sklaverei zu verbieten. Monroe wurde von Freunden und Schwiegersohn Hay gewarnt, dass bei den kommenden Präsidentschaftswahlen die Stimmung in den Südstaaten zugunsten eines anderen Kandidaten umschlagen könnte.

#### Handelspolitik
In der Auseinandersetzung über die Einführung von Schutzzöllen traten regionale Unterschiede auf, die ähnlich denen des Missouri-Kompromisses verliefen. Während die Mittelatlantik- und Neuenglandstaaten für eine deutliche Erhöhung der hauptsächlich gegen England gerichteten, im Jahr 1816 festgesetzten Schutzzölle eintraten, um das heimische Manufakturwesen zu protegieren, sprachen sich die Südstaaten mit Nachdruck dagegen aus. Da England der wichtigste Absatzmarkt für ihre Baumwolle war, fürchteten sie bei einer schweren Beeinträchtigung dieser Handelsbeziehung letztendlich um ihre wirtschaftliche Existenz. In der Rede anlässlich seiner zweiten Inauguration 1821 vermied Monroe jede Festlegung in dieser Frage. Im folgenden Jahr befürwortete er mit gemäßigten Worten einen besseren Schutz der amerikanischen Manufakturen. Im Frühjahr 1824 nahm der Streit an Schärfe zu, wobei der kommende Präsidentschaftswahlkampf eine wichtige Rolle spielte.

#### Wirtschaftskrise von 1819 und Haushaltspolitik

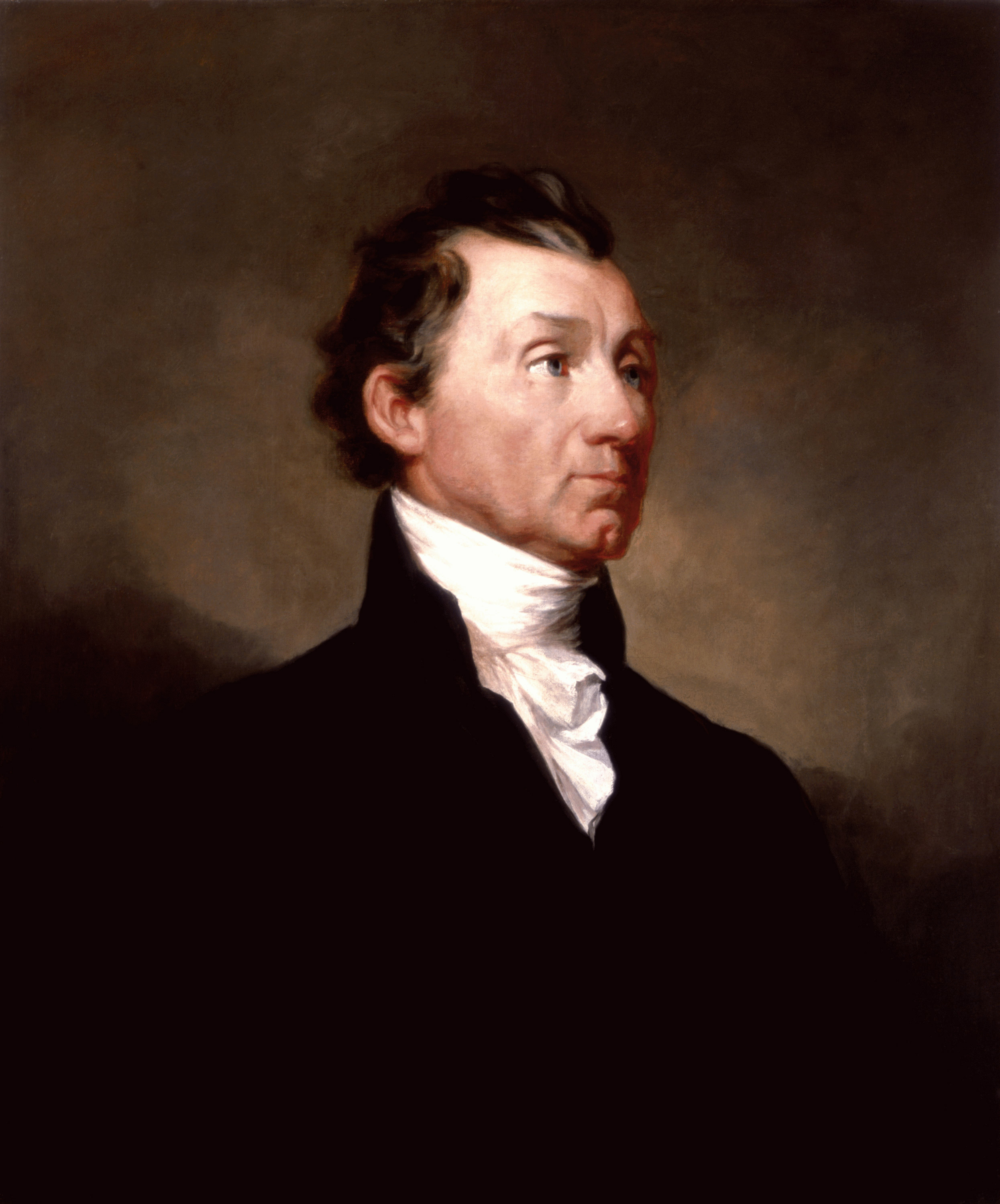
Gemälde von Präsident Monroe (Samuel F. B. Morse, etwa 1819)

Zu Ende seiner ersten Amtszeit brach die Wirtschaftskrise von 1819 aus. Während dieser Wirtschafts- und Finanzkrise brachen die Exporte ein, es kam zu Kredit- und Bankausfällen und einer rapiden Abnahme der Immobilienwerte. Daher mussten in den folgenden Jahren Kürzungen im Staatsbudget vorgenommen werden, die vor allem den Verteidigungsetat betrafen, dessen Anwachsen auf über 35 % des Gesamthaushalts im Jahr 1818 die konservativen Republikaner ohnehin mit Erschrecken beobachtet hatten. Im Kabinett kam es in der Folge zu Friktionen, als Finanzminister Crawford, der sich seit seiner knappen Niederlage im entscheidenden Caucus bei der Präsidentschaftswahl 1816 als natürlichen Nachfolger Monroes betrachtete, die Gelegenheit nutzte, Ressortkürzungen bei seinem Rivalen Calhoun vorzunehmen. Dem Bündnis von Crawford und konservativen Republikanern schloss sich Clay an, dem es vor allem um die Beseitigung des Netzwerks an Militärforts ging, das Monroe und Calhoun im Louisiana-Territorium geschaffen hatten. Clay, der diesem Ziel sehr nahekam, sah durch die Militärposten private Handelsinteressen bedroht. Während Monroes Befestigungsprogramm vorerst unbeschadet die Kürzungen überstand, wurde die Zielgröße des stehenden Heers im Mai 1819 von 12.656 auf 6000 gesenkt. Im nächsten Jahr traf es dann das Lieblingsprojekt des Präsidenten und der Etat für Verstärkung und Ausbau der Forts wurde um über 70 % zusammengestrichen. 1821 schließlich war das Verteidigungsbudget im Vergleich zu 1818 auf 5 Millionen US-Dollar (2025: ca. 143.000.000 US-Dollar) und somit ungefähr die Hälfte abgeschmolzen. Als die Sparmaßnahmen so weit gingen, Jackson den Generalsrang zu entziehen, reagierte Monroe beschämt und ernannte Jackson zum Militärgouverneur des Florida-Territoriums.

#### Verkehrspolitik
Die Westexpansion und der steigende Binnenhandel zwischen den Südstaaten, dem Nordosten und den neuen Bundesstaaten brachte den Aufbau nationaler Transportwege auf die Tagesordnung, was den Schwerpunkt der ersten beiden Jahre von Monroes Präsidentschaft bildete. Die politische Diskussion kreiste vor allem um die Frage der Verbindung von Ostküste und des Ohiotals westlich der Alleghenies. Im letzten Amtsjahr hatte Madison noch wegen verfassungsrechtlicher Bedenken Veto gegen ein Gesetz eingelegt, das über die Second Bank of the United States den Bau solcher Verkehrswege mit Bundesmitteln finanzieren sollte, und vorher die Schaffung verfassungsgemäßer Grundlagen durch die Verabschiedung entsprechender Zusatzartikel gefordert. Gegen diese Auffassung wandte sich insbesondere Clay, der der wichtigste Fürsprecher der westlichen Staaten im Kongress war. Trotzdem legte Monroe sein Veto ein, als der Kongress beschloss, Verbesserungen am Eriekanal mit Bundesmitteln zu fördern. Er erkannte zwar die Notwendigkeit für nationale Verkehrsinfrastrukturprojekte, auch hinsichtlich militärischer Mobilmachung, doch wie Madison sah er sie in Zuständigkeit der Einzelstaaten. Zur Mitte der ersten Amtsperiode entwarf Monroe in einer Vetobotschaft gegen die Einführung einer Maut auf der National Road, die den Potomac und den Ohio River verband, erfolgreich eine Kompromissformel. Demnach besaß der Kongress zwar kein Recht, zwischenstaatliche Verkehrswege zu bauen oder sie zu verwalten, aber er konnte Gelder für sie bewilligen. Die Verwendung der Bundesmittel war an die Pflicht gebunden, dass sie der gemeinsamen Verteidigung und dem Wohle der Nation und nicht nur dem eines Einzelstaats dienten. Danach konnte Washington Infrastrukturmaßnahmen finanzieren, ohne zu tief in die Rechte der Einzelstaaten einzugreifen.

#### Präsidentschaftswahl 1820

Präsidentschaftswahl 1820

Monroe gab seine Kandidatur für eine zweite Amtszeit früh bekannt. Auf dem Caucus der Republikaner am 8. April 1820 beschlossen die 40 Mitglieder einstimmig, keinen Gegenkandidaten zu Monroe aufzustellen. Die Föderalisten stellten keinen eigenen Präsidentschaftskandidaten auf. Monroes Wiederwahl ergab daher hinter der einstimmigen Wahl Washingtons zum Präsidenten im Jahr 1789 das klarste Ergebnis im Electoral College in der amerikanischen Geschichte. Nur einer der 232 Wahlmänner, der frühere Gouverneur von New Hampshire William Plumer, stimmte gegen ihn und für Außenminister Adams, der nicht kandidierte. Als Begründung gab Plumer unter anderem an, dass er verhindern wollte, dass Monroe wie der große Washington ohne Gegenstimme Präsident wurde. Selbst Ex-Präsident Adams votierte als Führer der Wahlmänner aus Massachusetts für seinen früheren, erbitterten politischen Gegner Monroe. Neben der fehlenden Opposition lag dieser unangefochtene Sieg Monroes in seinem erfolgreichen Bemühen begründet, orthodoxe republikanische Dogmata zu überwinden und seine Partei so weiter zu öffnen. Dieser breite Konsens überlebte nicht Monroes Präsidentschaft und schon bei der nächsten Präsidentschaftswahl bestimmten persönliche Auseinandersetzungen und Konflikte zwischen Interessensgruppen das Geschehen. Diese innerparteilichen Spannungen ersetzten die aus unterschiedlichen philosophischen Anschauungen herrührenden Gegensätze zwischen Republikanern und Föderalisten des First Party Systems. Trotz dieser breiten Zustimmung bei der Präsidentschaftswahl hatte Monroe im parallel gewählten 17. Kongress der Vereinigten Staaten nur wenige loyale Anhänger und entsprechend geringen Einfluss.

#### Monroe-Doktrin

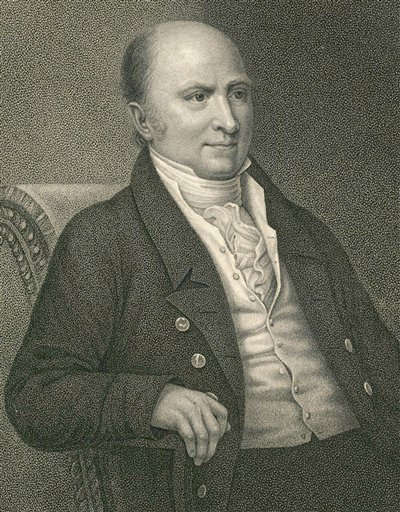
John Quincy Adams (Francis Kearney, etwa 1824)

Im Januar 1821 äußerte Adams in einem Gespräch mit dem britischen Botschafter Stratford Canning, 1. Viscount Stratford de Redcliffe, erstmals den Gedanken, dass der amerikanische Doppelkontinent gegenüber weiterer Kolonisation durch auswärtige Mächte verschlossen werden sollte. Ob Adams der Urheber dieser Idee war oder andere, darunter Monroe, ungefähr zur gleichen Zeit unabhängig voneinander auf sie kamen, ist nicht geklärt. Das aus diesem Leitsatz sprechende, zunehmende Selbstbewusstsein der Vereinigten Staaten wäre laut Hart ohne den Abschluss des Adams-Onís-Vertrags schwer vorstellbar gewesen. Während der Verhandlungen zu den Grenzdisputen im Oregon Country äußerte Adams im Sommer 1823 gegenüber dem britischen und russischen Botschafter den Grundsatz, dass die weitere Besiedelung Amerikas mit Ausnahme Kanadas in den Händen der Amerikaner selbst liegen sollte. Das Prinzip „Amerika den Amerikanern“ wurde in der Administration Monroes schnell zu einer Art theologischem Glaubenssatz. Nachdem Frankreich im Auftrag der Heiligen Allianz mit dem Sieg in der Schlacht von Trocadero im August 1823 die spanische Revolution von 1820 beendet hatte, warnten Kriegsminister Calhoun und der britische Außenminister George Canning, ein Cousin von Stratford Canning, Monroe, dass europäische Mächte möglicherweise in Südamerika zu intervenieren beabsichtigten. Dies erhöhte den Druck auf ihn, sich zur Zukunft der westlichen Hemisphäre zu äußern.
Im August 1823 kam es zu einer Korrespondenz zwischen dem britischen Außenminister, dem amerikanischen Botschafter in London, Richard Rush, und Adams, die an seine Äußerungen über die Dekolonisation Südamerikas im Januar 1821 gegenüber Stratford Canning anknüpften. Es ging darum, eine gemeinsame Position hinsichtlich einer möglichen französischen Intervention in Südamerika auszuloten, durch die Großbritannien seine Handelsinteressen in dieser Region gefährdet sah. Canning hatte signalisiert, dass sein Land gewillt sei, sich in einer gemeinsamen Erklärung gegen die Rekolonialisierung auszusprechen und mit der Royal Navy mögliche Versuche der Heiligen Allianz zu vereiteln, die verlorenen Kolonien Spaniens in Südamerika zurückzugewinnen. Als Monroe dieser Schriftwechsel, der zu keinem konkreten Ergebnis geführt hatte, Mitte Oktober 1823 vorgelegt wurde, war sein erster Impuls, das britische Angebot anzunehmen. Da er das Diktum George Washingtons, sich nicht in auswärtige Allianzen verwickeln zu lassen, nicht ohne weiteres übergehen wollte, sandte er die Korrespondenz mit der Bitte um Rat an Jefferson und Madison. Dabei schlug er seinen beiden Amtsvorgängern vor, zukünftig jede europäische Einmischung in die Angelegenheiten Südamerikas als feindlichen Akt gegenüber den Vereinigten Staaten zu betrachten. Jefferson antwortete, dass er ein gemeinsames Vorgehen mit Großbritannien gegen europäische Einmischungen in Südamerika begrüßte, und er fasste im Wesentlichen zusammen, was später als Monroe-Doktrin bekannt wurde. Auch Madison riet Monroe, das Angebot Londons anzunehmen. Am 23. Oktober 1823 verschickte Rush eine Botschaft an Adams, die ihn über den Rückzug Cannings aus dem Abstimmungsprozess zu einer gemeinsamen Südamerikapolitik informierte.
Unabhängig von der Absage einer gemeinsamen Südamerika-Erklärung durch London, die Monroe wahrscheinlich erst Mitte November erreichte, wurde die Angelegenheit im Kabinett ab dem 7. November intensiv und umfangreich diskutiert, wobei neben dem Präsidenten vor allem Adams und Calhoun eine aktive Rolle spielten. Anlass war die bevorstehende State of the Union Address, bei der Monroe neben innenpolitischen Themen über den Stand der auswärtigen Beziehungen zu informieren hatte. Als Monroe in Vorbereitung der Rede Adams nach einer Zusammenfassung der amerikanischen Außenpolitik bat, schlug dieser einen prinzipiellen Absatz vor. Der Wortlaut war, dass der unabhängig gewordene amerikanische Doppelkontinent zukünftig, mit Ausnahme weiterhin bestehender Kolonien, nicht mehr als ein Kolonisationsgebiet europäischer Mächte betrachtet werden sollte. Bis Mitte November diskutierte das Kabinett vor allem die Frage, ob die Positionierung zu Südamerika unilateral oder gemeinsam mit Großbritannien erfolgen sollte. Nachdem Monroe Rushs Botschaft vom 23. Oktober erhalten hatte, wurde ihm klar, dass London eine militärische Intervention der Heiligen Allianz in Südamerika nicht mehr für wahrscheinlich hielt. Am 21. November informierte er das Kabinett, dass er in der State of the Union Address eine Südamerika betreffende Doktrin zu präsentieren beabsichtigte. Monroe sah diese Angelegenheit als einmalige Möglichkeit, die Stärke und Interessen der Vereinigten Staaten geltend zu machen und sich als Nation selbst zu definieren. Allerdings fehlten der Regierung Monroe vorerst die Mittel, die Diskrepanz zwischen rhetorischem Anspruch und tatsächlichem Einfluss in Lateinamerika zu schließen.
Monroe und sein Kabinett kamen schließlich überein, den Wortlaut der Passage an zwei Memoranden des Außenministers an den russischen und britischen Botschafter anzupassen, die kurz vor der Rede zur Lage der Nation verschickt wurden. Um mögliche Angriffspunkte zu vermeiden, strich der Präsident einen Absatz von Adams, der die republikanischen Grundprinzipien der Vereinigten Staaten thematisierte. Durch die Depesche an die russische Botschaft sollte unterstrichen werden, dass der Hauptadressat der Monroe-Doktrin die Heilige Allianz war. In dieser Nachricht stellte Adams klar, dass die Vereinigten Staaten außer Spaniens militärischem Bemühen, seine etablierte Kolonialmacht in Südamerika wiederherzustellen, die Einmischung keiner anderen zusätzlichen europäischen Macht bereit seien hinzunehmen.
Am 2. Dezember 1823 präsentierte Monroe schließlich den überarbeiteten Beitrag zur Außenpolitik in seiner siebten Rede zur Lage der Nation. Die auf drei Absätze verteilten Grundsätze wurden erst als Prinzipien von 1823 und später als Monroe-Doktrin bekannt, die trotz ihrer Bedeutung nie kodifiziert wurde. Ihre erste Erwähnung folgte in einem Absatz, der die Verhandlungen mit Russland über den pazifischen Nordwesten thematisierte, die nächsten beiden im Kontext der historischen Beziehungen zwischen Europa und den Vereinigten Staaten. Insgesamt lassen sich sechs Prinzipien ableiten:
1. Der amerikanische Doppelkontinent ist nicht mehr ein Objekt für den Erwerb von neuen Kolonien oder Rekolonialisierung durch Europa.
2. Jede europäische Macht, die ihr monarchisches System auf ein Gebiet der westlichen Hemisphäre ausweiten will, wird als feindlich betrachtet.
3. Obwohl sich die Vereinigten Staaten nicht in bestehende koloniale Beziehungen zwischen Südamerika und Europa einmischen wollten, würden sie jeden Versuch Europas, über die unabhängigen Republiken Südamerikas wieder Kolonialmacht zu erlangen, als unfreundlichen Akt betrachten.
4. Solange sich die Umstände nicht wesentlich änderten, beispielsweise durch ein Eingreifen der Heiligen Allianz, würden die Vereinigten Staaten im Krieg zwischen Spanien und seinen früheren Kolonien in Südamerika neutral bleiben.
5. Die Vereinigten Staaten wollen sich in keine innereuropäischen Angelegenheiten einmischen und erwarten im Gegenzug das Gleiche von Europa.
6. Europäische Bündnisse, in diesem Fall die Heilige Allianz, sollten keinen Versuch unternehmen, ihr monarchisches System in einen Teil der westlichen Hemisphäre zu übertragen.[118]

Insbesondere das fünfte Prinzip, das die Reziprozität betont, verdeutlicht, dass das herkömmliche Verständnis der Monroe-Doktrin als unilateralistischer Erklärung nicht vollständig war. Ein Subtext der Monroe-Doktrin war zudem, den europäischen Nationen die Furcht vor einem missionarischen Amerika zu nehmen, das weltweit militant gegen Kolonialismus und Monarchie ankämpfen würde. Laut Ammon hatte die Doktrin für Monroe nur moralischen Charakter und keinen imperialistischen Anspruch. Er sieht Monroes demütigende diplomatische Niederlagen in Europa als mitprägend für die Prinzipien von 1823 an. Hart verortet die zentrale Botschaft der Monroe-Doktrin darin, dass sie verkündete, keine Hegemonie zu tolerieren oder auszuüben, auch wenn sie später als Begründung imperialistischer Machtansprüche Amerikas diente. Die wichtigste Konsequenz der Monroe-Doktrin bleibt, dass sie die westliche Hemisphäre als unabhängig von europäischer Einflussnahme etablierte. In dieser Vernetzung von nationaler Sicherheit und Außenpolitik ging Monroe weiter als alle vorigen Präsidenten.
Die Historiker betonen einerseits den maßgeblichen Einfluss von Adams auf den Inhalt der Doktrin, stellen aber andererseits heraus, dass es Monroes Entscheidung war, sie nicht auf vertrauliche diplomatische Noten zu beschränken, wie von Adams gewünscht, sondern durch die State of the Union Address weltweit bekannt zu machen. Monroe selbst war bewusst, dass er mit dieser Erklärung die kommenden Präsidenten nicht an die Prinzipien von 1823 binden konnte. Trotzdem wurde die Monroe-Doktrin die wirkungsmächtigste und am meisten diskutierte Erklärung eines Präsidenten zur Außenpolitik, was Hart auf ihren logischen Aufbau zurückführt. Für viele Bürger hat sie den Status eines Evangeliums, obwohl nur wenige ihren konkreten Inhalt kennen. Während die Monroe-Doktrin in Frankreich und Großbritannien viel Zustimmung erfuhr, nahmen sie Russland und Fürst Metternich mit Geringschätzung auf und betrachteten sie als einen revolutionären Akt, ohne konkrete feindselige Maßnahmen dagegen zu ergreifen.

### Im Ruhestand

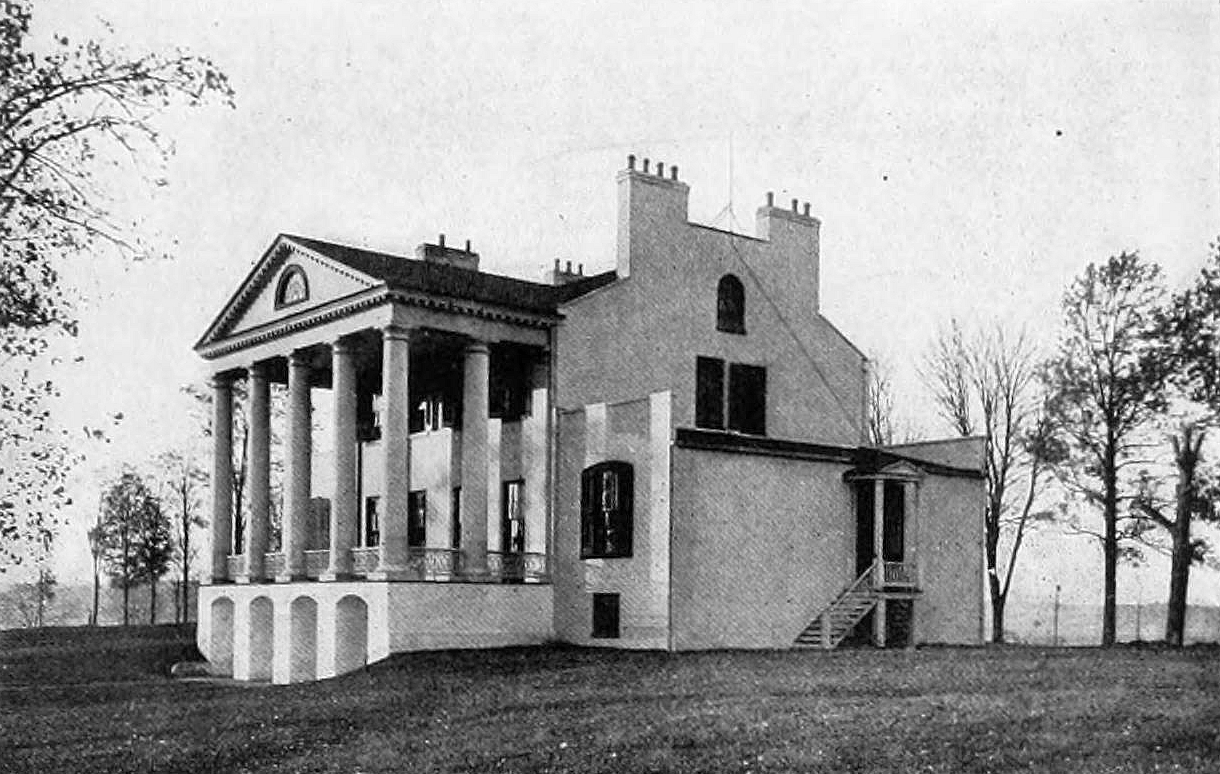
Rückansicht Oak Hill (1915)

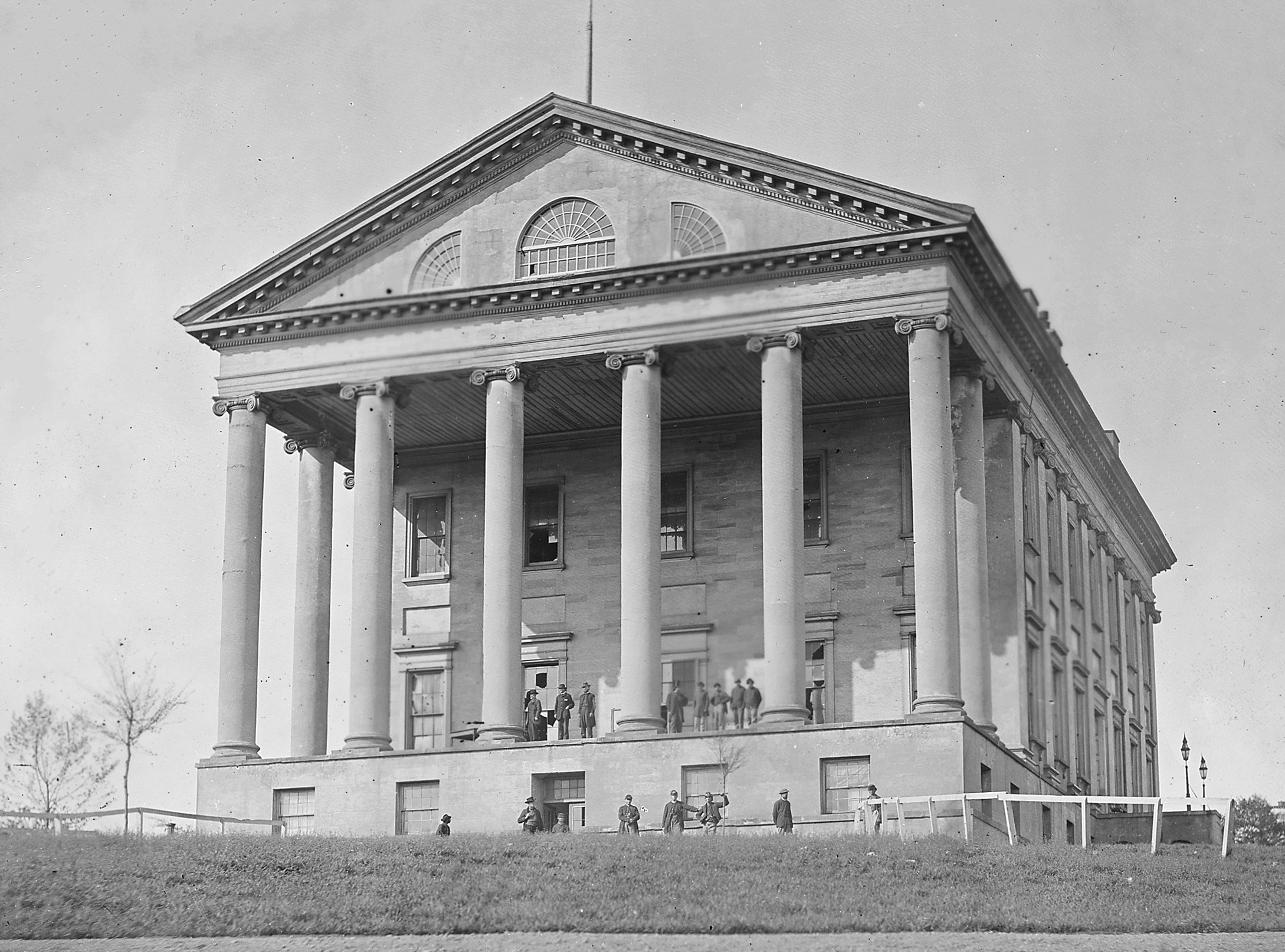
Virginia State Capitol (1865)

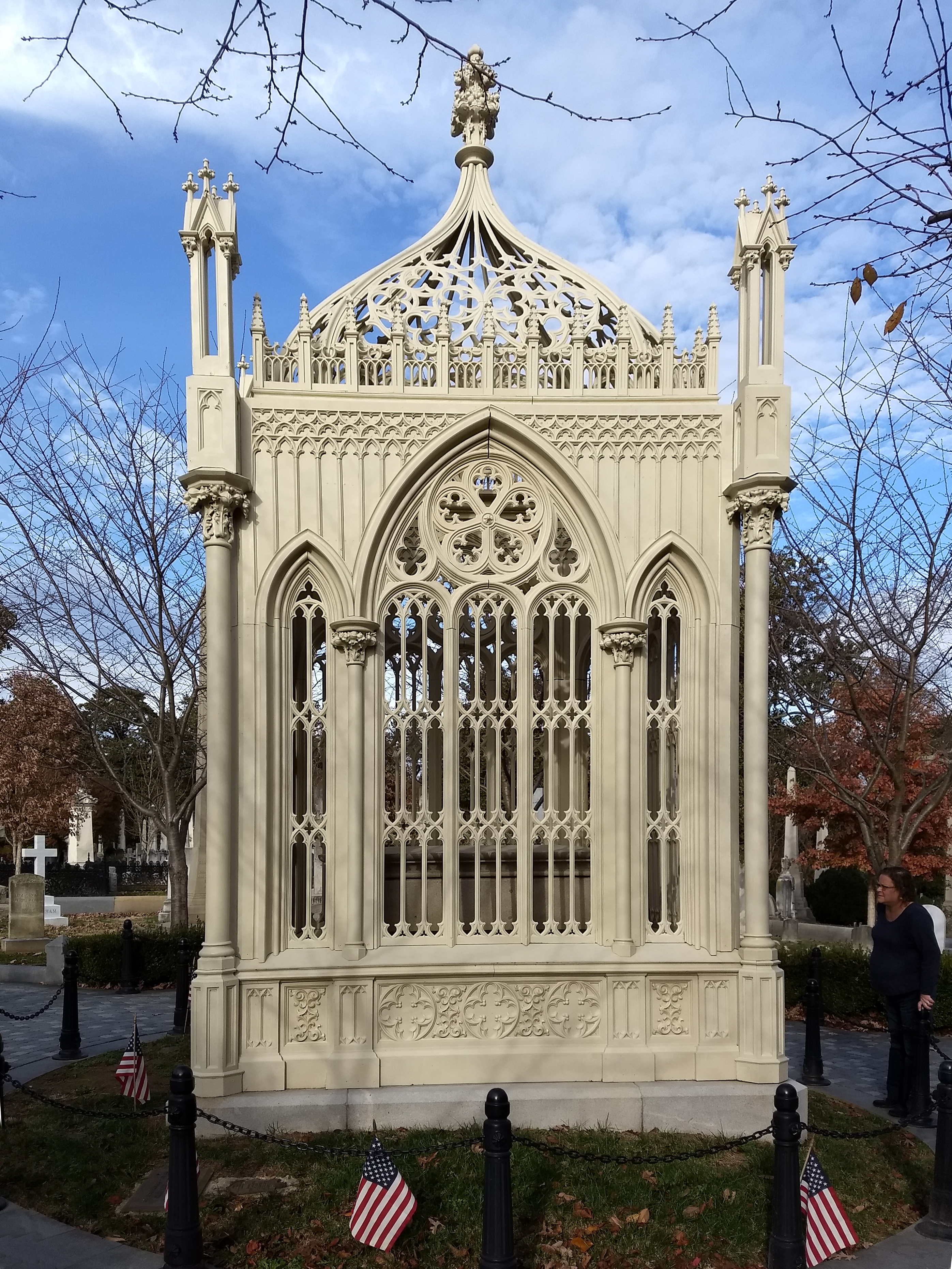
James Monroe Tomb (2017)

Am 3. März 1825 gab James Monroe sein Amt an Adams weiter. Auch aufgrund der aufgeheizten politischen Atmosphäre zum Ende seiner Amtszeit scheute Monroe davor zurück, am politischen Geschehen teilzuhaben. Im Ruhestand plagten ihn drückende Geldsorgen: Er hatte als Botschafter in Europa während der 1790er und 1800er Jahre wegen der mäßigen Entlohnung erhebliche Privatkredite aufnehmen müssen, um repräsentative Aufgaben und das diplomatische Protokoll zu erfüllen. Bereits 1797 hatte er den Kongress um eine Aufwandsentschädigung gebeten und wartete seitdem vergebens auf eine Zahlung. Später als Minister unter Madison und Präsident hatte er die Angelegenheit nicht weiter verfolgt, da er dies in solch einer Position für ungebührlich hielt. Noch in den letzten Tagen vor der Amtsübergabe an Adams ging Monroe in dieser Sache die persönlichen Papiere der letzten drei Jahrzehnte durch und schrieb an Jefferson und Madison mit der Bitte, ihn gegebenenfalls in seinen Ansprüchen gegenüber dem Kongress zu unterstützen. Im Jahr 1826 erkannte der Kongress einen Teil der Forderungen an. Monroe, der sich ungerecht behandelt fühlte und aus Geldnot Highland an die Second Bank of the United States verkaufen musste, gab sich damit nicht zufrieden und versuchte in den nächsten Jahren, von Washington eine vollständige Bewilligung seiner damaligen Auslagen zu erreichen. Im Kongress stieß er damit auf Widerstand der Fraktionen um Jackson, Crawford und Calhoun, die ihm frühere Konflikte nachtrugen und unter anderem Parteinahme für Adams bei der Präsidentschaftswahl 1824 vorwarfen. Erst kurz vor seinem Tod, als er verarmt und abhängig von privaten Gönnern in New York City lebte, erhielt er in dieser Sache eine moderate Zahlung, die zwar reichte, seine Gläubiger zu bedienen, aber nicht, um seinen früheren Lebensstandard wiederherzustellen. Zusätzlich getrübt wurden seine letzten Jahre durch ein Wiederaufflammen von Hass und Groll gegen ihn als Präsidenten wegen des Missouri-Kompromisses und Jacksons Invasion in Florida.
Anders als ursprünglich geplant, verbrachte Monroe seinen Ruhestand nicht in Highland, sondern für die ersten fünf Jahre in seiner Residenz Oak Hill im Loudoun County. Dort hatte er bereits während seiner Präsidentschaft im Sommer residiert. Er füllte die Zeit mit täglichen Ausritten und experimentierte mit neuen Anbautechniken, um die Ernte zu erhöhen. Daneben widmete sich er dem Lesen, wobei seine Privatbibliothek über 3000 Büchern umfasste, die er zum großen Teil während seiner Aufenthalte in Europa erworben hatte. Monroe arbeitete an einem Werk zur politischen Theorie mit dem sperrigen Titel The People the Souvereigns, Being a Comparison of the Government of the United States with those of the Republics Which Have Existed Before, with the Causes of their Decadence and Fall, das wie auch eine Autobiographie unvollendet blieb. Wie seine beiden Amtsvorgänger enthielt er sich bewusst, Einfluss auf die Politik seiner Nachfolger zu nehmen.
Nachdem er während der Präsidentschaft sein gemeinsames Engagement mit Jefferson und Madison am Central College, aus dem die University of Virginia hervorging, eingestellt hatte, nahm er nun wieder einen Sitz im Board of Visitors der Universität ein. Bei den jährlichen Examen im Juli präsidierte er im Prüfungsausschuss. Als es zu erheblichen Disziplinlosigkeiten unter den Studenten kam, schlug Monroe in einem Bericht im Jahr 1830 die Aufnahme von militärischem Drill in die Studienordnung vor, was aber Madison ablehnte.
Obwohl bereits deutlich vom Alter gezeichnet und durch einen Reitunfall im Jahr 1828 gesundheitlich schwer beeinträchtigt, nahm Monroe ab Oktober 1829 an der Virginia Convention in Richmond teil. Nachdem die westlichen Countys mit dem Austritt aus dem Bundesstaat gedroht hatten, wurde dieser Konvent einberufen, um die Verfassung von Virginia zu überarbeiten. Kern des Konflikts zwischen dem Osten und Westen Virginias waren die Repräsentation im Kongress von Virginia und das an Grundbesitz gebundene Zensuswahlrecht. Die westlichen Countys wollten beim Zuschnitt der Wahldistrikte für die Virginia General Assembly nur Weiße berücksichtigt wissen, da sich von den 750.000 Sklaven nur 50.000 in ihrem Gebiet befanden. Außerdem forderten sie eine Lockerung des Zensuswahlrechts, da es die östlichen Countys mit ihren großen Plantagen bevorteilte. Die östliche Pflanzeraristokratie hingegen fürchtete um die Zukunft der Sklaverei, wenn der Westen Virginias zu viel politischen Einfluss entfaltete. Obwohl Monroe sich für einen Kompromiss aussprach und somit zwischen alle Stühle setzte, wurde er wegen seines hohen Ansehens als Ex-Präsident im Loudon County als Delegierter für die Versammlung gewählt. Als Elder statesmen übernahm er den Vorsitz der im Virginia State Capitol tagenden Virginia Convention, nachdem Marschall und Madison abgesagt hatten. Mit Madison schlug er auf der Versammlung erfolglos einen Kompromiss vor, der für das Abgeordnetenhaus von Virginia die vom Westen geforderte Reform der Repräsentation vorsah, während im Senat von Virginia die Wahldistrikte bei der Bemessung weiterhin die Anzahl der Sklaven berücksichtigten. Noch vor Ende der Virginia Convention musste sie Monroe aus gesundheitlichen Gründen Anfang Dezember 1829 verlassen.
Kurz vor seinem Tod trafen Monroe schwere Schicksalsschläge in der Familie, als am 21. September 1830 sein Schwiegersohn und enger Berater Hay und nur zwei Tage später seine Ehefrau Elizabeth starben. Schwer getroffen musste Monroe danach in Pflege genommen werden und zog mit Tochter Eliza Hay zu seiner jüngeren Tochter Maria Hester nach New York City. Dort wurde die materielle Not schließlich so groß, dass er sich dazu gezwungen sah, Oak Hill zu verkaufen. Am 4. Juli 1831, dem Unabhängigkeitstag, starb Monroe in New York City.
Monroe wurde drei Tage später auf dem New York Marble Cemetery bestattet. Präsident Jackson ordnete einen landesweiten Trauertag an. Die Bevölkerung war von Monroes Tod ergriffen, weniger wegen seiner Leistungen als Präsident, sondern weil mit ihm einer der letzten prominenten Gründerväter gestorben war. Auf ein entsprechendes Angebot des Gouverneurs von New York hin, das etwa um 1856 erfolgte, stimmten der virginische Gouverneur Henry A. Wise und die Virginia General Assembly einer Überführung von Monroes sterblichen Überresten in seinen Heimatstaat zu. Er wurde in Richmond auf dem Hollywood Cemetery in einem gusseisernem Grabmal beigesetzt, das 1859 fertiggestellt wurde. Bei der Zeremonie waren die Gouverneure von Virginia und New York zugegen und beschworen in ihren Grabreden die Einheit der amerikanischen Union.

## Nachleben

### Historische Bewertung und Persönlichkeit

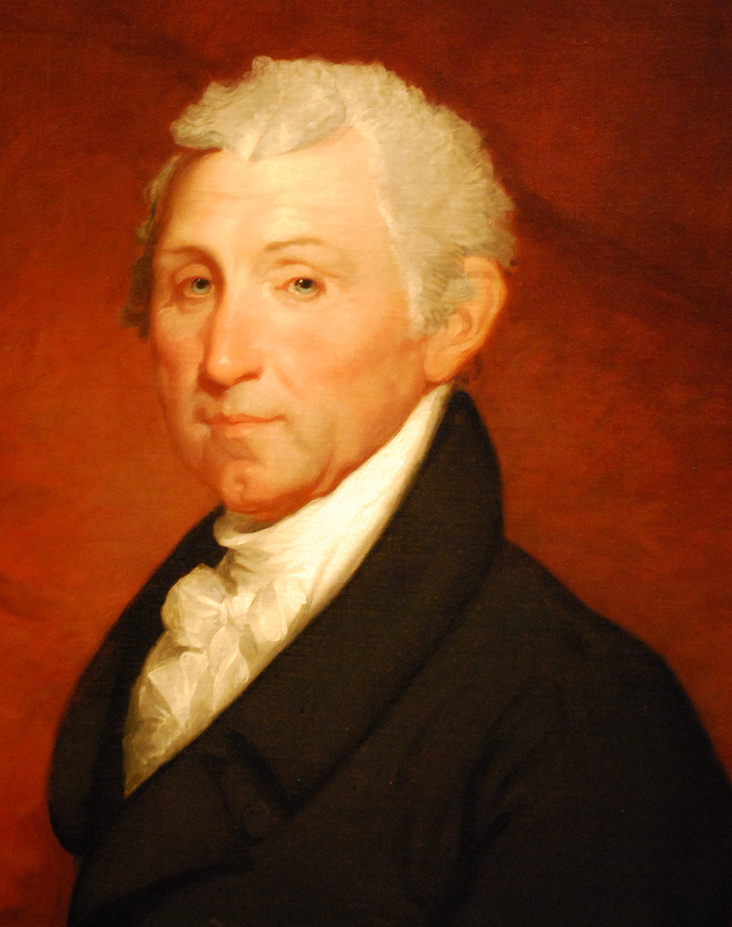
Porträt von James Monroe durch einen unbekannten Maler

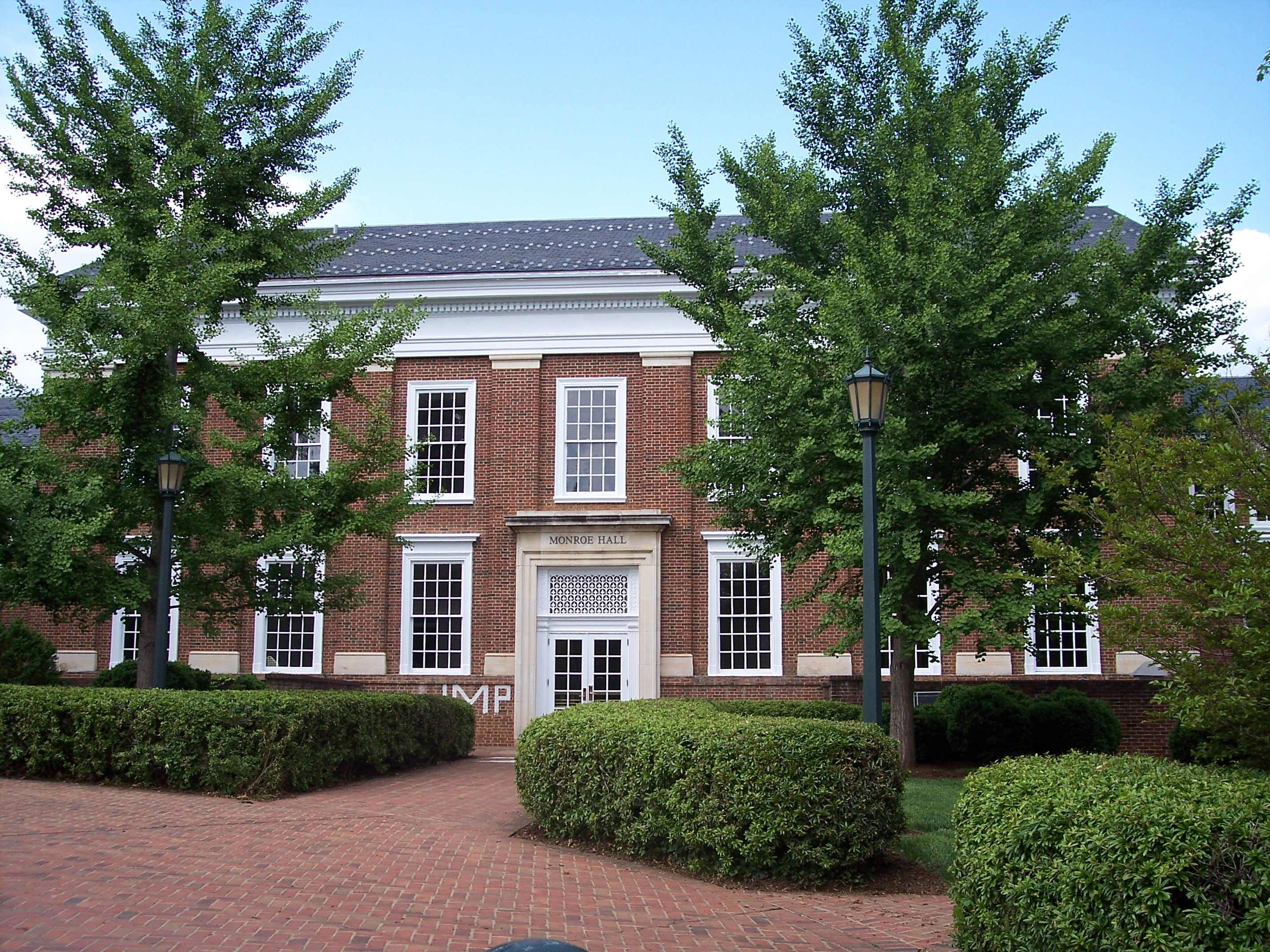
Die Monroe Hall auf dem Campus der University of Virginia (2008)

Eine kritische Gesamtausgabe der Schriften Monroes existiert bisher noch nicht. Seit 2003 wird von Daniel Preston eine Quellensammlung herausgegeben, die insgesamt zehn Bände umfassen soll. Das Projekt trägt den Titel The Papers of James Monroe und ist an der University of Mary Washington beheimatet. Als ausgewogenste Biographie zu Monroe gilt nach wie vor James Monroe: The Quest for National Identity (1971) von Harry Ammon. Werke neueren Datums, die Wellenreuther als relevant anführt, sind The Presidency of James Monroe (1996) von Noble E. Cunningham und James Monroe (2005) von Gary Hart.
In den traditionellen Kurzbiographien wird Monroe üblicherweise als weniger schillernd und vermutlich intelligent als die anderen Präsidenten der Virginia-Dynastie beschrieben, die neben ihm aus Washington, Jefferson und Madison bestand. Als sein Verdienst in diesem herkömmlichen Geschichtsverständnis wird die Monroe-Doktrin hervorgehoben, wobei allerdings Adams als deren eigentlicher Autor angesehen wird. Hart kommt in seiner Biographie zu dem Urteil, dass Monroe eine wesentlich stärkere und unabhängige Persönlichkeit gewesen sei, als allgemein angenommen werde. Er sei, mit Ausnahme Washingtons, der erste Präsident gewesen, dessen Hauptmotiv während der gesamten politischen Laufbahn die nationale Sicherheit gewesen sei. Monroes Verteidigungspolitik und das Schaffen einer stringenten außenpolitischen Orientierung mittels der Prinzipien von 1823 habe den Grundstein für die Dominanz der Vereinigten Staaten auf dem Doppelkontinent Amerika und eine aktivere Rolle in der Weltpolitik gelegt. Als erster Präsident habe er die nationale Sicherheit nicht nur aus atlantischer Perspektive, sondern auch aus pazifischer betrachtet und definiert. Laut Hart zählt Monroe nicht zu den großen Präsidenten, aber seine Amtszeit sei historisch bedeutsam und ebenso folgenreich wie die der Amtsvorgänger Jefferson und Madison gewesen.
Den Erfolg bei den eigentlich konkurrierenden Zielen nationale Sicherheit und Expansion verdankte Monroe diplomatischen Größen wie Adams, der weniger polarisierten Innenpolitik in der Era of Good Feelings zum Ende des First Party Systems und dem Missouri-Kompromiss. Der Kompromiss ermöglichte die Aufnahme von fünf neuen Bundesstaaten in die Union, so dass sie zum Ende von Monroes Amtszeit aus 25 Bundesstaaten bestand. Der Missouri-Kompromiss, den Monroe als die größte Krise seiner Amtszeit erlebte, überbrückte die Spaltung des Landes in der Sklavenfrage nur notdürftig, hielt die amerikanische Union aber für die nächsten knapp 40 Jahre zusammen.
Viele Historiker und Biographen weisen darauf hin, dass Monroes Interesse für Diplomatie und auswärtige Angelegenheiten besser dokumentiert sei als das für Verteidigungs- und Sicherheitspolitik. Laut Hart hängt dies damit zusammen, dass das meiste, was über Monroes Regierung bekannt sei, aus den Aufzeichnungen der Kabinettsmitglieder stamme und diejenigen des Außenministers Adams detaillierter und umfassender seien als die des Kriegsministers Calhoun. Monroe sei ein zupackender Präsident gewesen, der seine Exekutivgewalt ausgenutzt habe, wobei er Calhoun mehr Spielräume zugestand als Adams. Nach Monroes Präsidentschaft, der letzten eines Veteranen aus dem Amerikanischen Unabhängigkeitskrieg, sei es immer schwieriger geworden, zwischen Außen- und nationaler Sicherheitspolitik zu differenzieren.
Monroe wurde politisch von drei bedeutenden Zeitgenossen geprägt: Washington, Jefferson und Madison. Vor allem Jefferson und Madison als unmittelbare Amtsvorgänger warfen einen langen Schatten auf Monroes Präsidentschaft. Als Rhetoriker und politischer Theoretiker weniger begabt und belesen als diese beiden, war er aufgrund des rechtswissenschaftlichen Unterrichts bei George Wythe trotzdem zu einem gewissen Grade mit den Klassikern vertraut. Reflektiert genug, um Madisons und Jeffersons Geistesgröße im Vergleich zu seinem Talent zu erkennen, ließ er sich dennoch nicht im politischen Geschäft an die Seite drängen, sondern entwickelte in seiner Ämterlaufbahn großen Ehrgeiz. Während das Verhältnis zu Washington schwierig war und kein gutes Ende nahm, blieb Jefferson für Monroe lebenslang ein freundschaftlicher Ratgeber und Mentor. Mit Madison pflegte er eine gleichberechtigte politische Partnerschaft, die phasenweise von Spannungen überlagert wurde, ohne ihre Freundschaft zu trüben. Als Gesamtpersönlichkeit war Monroe stark durch seine virginischen Wurzeln geprägt.
Wie Washington und später Jackson war Monroe als Diplomat und Politiker durch seinen militärischen Werdegang geprägt. Er betrachtete die Zukunft der jungen Republik daher vor allem aus einer verteidigungs- und sicherheitspolitischen Perspektive. Er war ein Mann der Tat mit Führungsinstinkt, eher reserviert und formell, womit er Washington ähnelte. Wie dieser war er praktischer orientiert als John Adams, Jefferson und Benjamin Franklin, weshalb er nie deren diplomatisches Format erreichte. Andererseits ging Monroe dadurch die strikte Einteilung in eine westliche, republikanisch verfasste und eine östliche, monarchisch geprägte Hemisphäre leichter von der Hand. Während Jefferson das republikanische Ideal durch Reden im Bewusstsein der Amerikaner verankerte, machte Monroe daraus das offizielle Staatsprinzip. Als Pragmatiker hatte er ein feineres Gespür für aktuelle politische Strömungen als Jefferson und Madison. Dennoch war er im Unterschied zu Jefferson nicht aktiv um den Aufbau einer politischen Gefolgschaft bemüht, sondern sah den Politiker als jemanden, der zum Dienste an der Gesellschaft berufen wird, ohne sich aufzudrängen.
Monroe legte größten Wert auf persönliche Ehre, Würde und Respekt, was zugleich seine bedeutendste menschliche Schwäche war. Wenn er kritisiert oder ihm Anerkennung versagt wurde, sah er darin eine persönliche Herausforderung, die Intellekt, Sachverstand oder Aufrichtigkeit seines Charakters in Frage stellte. In solchen Fällen gelang es ihm nicht, darüber einfach hinwegzugehen, sondern er musste sich zwanghaft verteidigen, auch wenn er damit Freundschaften und lange bestehende Bekanntschaften gefährdete.
Monroe erkannte als erster Präsident das Paradox, in dem das Amerika der Gründerväter gefangen war: Der klassische Republikanismus der griechischen Polis, die von Bürgersoldaten verteidigt wurde, fand Anwendung auf ein vielfach größeres Staatsgebilde. An Charles de Secondat, Baron de Montesquieu, orientiert, lösten sie diesen Widerspruch, indem sie eine Föderation von Republiken schufen. Mit der Expansion war dieses Fundament nicht mehr zu halten, weshalb Monroe mit diesem Prinzip brach, obwohl er selbst ein strammer und überzeugter Parteisoldat war. Er schuf einen neuen Republikanismus, der nationale Sicherheit, die durch eine reguläre Armee gewährleistet wurde, an oberste Stelle setze. Monroe legte so die Basis für die großen professionalisierten Streitkräfte, die das 20. Jahrhundert kennzeichneten. Monroes Fähigkeit, programmatische Inhalte des politischen Gegners zu übernehmen und so dauerhafte breite Mehrheiten zu schaffen, sieht Hart als beispielgebend für zukünftige Präsidenten wie zum Beispiel Franklin D. Roosevelt an. Trotzdem war Monroe insgesamt den klassischen republikanischen Idealen sehr stark verbunden, was das tiefe Misstrauen gegenüber den Handlungsmotiven von John Adams und Hamilton, aber auch die Begeisterung für die Französische Revolution begründete, in der er tendenziell eine Fortsetzung der Amerikanischen Revolution sah.
Die Zusammenarbeit von Monroe mit Adams war äußerst fruchtbar, sodass es schwerfällt, die Leistungen des einen von denen des anderen zu trennen. Laut Ammon war der Grundpfeiler von Monroes Außenpolitik, Amerika den einer unabhängigen Republik gebührenden Respekt und Anerkennung zu verschaffen und der Schlüsselbegriff dabei Ehre. Seine Präsidentschaft ist eine von ungefähr einem halben Dutzend, die Amerikas Selbstverständnis und seine Rolle in der Welt nachhaltig bestimmten. Wellenreuther sieht die Errungenschaften in der Außenpolitik als wesentliche Leistung Präsident Monroes. Deren konkrete Umsetzung habe zwar Adams erreicht, aber der Präsident habe dafür die nötigen Voraussetzungen geschaffen.
Die Präsidentschaft Monroes lag in einer außergewöhnlichen Transformationsphase: Die von den Gründervätern dominierte alte Ordnung war im Verschwinden begriffen, während Amerika gleichzeitig seine Beziehungen zu den europäischen Mächten zu stabilisieren versuchte. Die Grenzdispute in Nordamerika konnten in dieser Zeit bis auf den britischen in Kanada beseitigt werden. Innenpolitisch verschärfte der Beitritt Missouris zu den Vereinigten Staaten die Sklavenfrage, während sich gleichzeitig die Expansion nach Westen intensivierte. Hart vergleicht diese Entwicklung, die einen reiferen Umgang mit sicherheitspolitischen Fragen notwendig machte, mit dem Eintritt eines Jugendlichen in das junge Erwachsenenalter. Monroe lässt sich der ersten Phase der amerikanischen Präsidenten zuordnen. Zu dieser Zeit wurden die Amtsinhaber ideologisch durch Werke aus der klassischen Antike und der Renaissance sowie englische Staatstheoretiker aus dem 17. und frühen 18. Jahrhundert geprägt, wobei insbesondere die Schrift Idea of a Patriot King von Henry St. John, 1. Viscount Bolingbroke, am meisten Wirkung hatte. Das Konzept eines „patriotischen Königs“, der über selbständige und tugendhafte Landbesitzer regiert, denen Parteienhader und Interessensgegensätze fremd sind, übte insbesondere auf die Pflanzer und Sklavenhalter der Südstaaten, denen die Virginia-Dynastie entstammte, eine große Anziehung aus. Dieses traditionelle Bewusstsein geriet zunehmend in ein Spannungsverhältnis mit dem Fortschritt, der sich in kommerziellem Gewinnstreben, Individualismus und wirtschaftlichem Aufstieg äußerte. Als Präsidenten versuchten Jefferson, Madison und Monroe, das Amt möglichst unpolitisch auszuüben, auch wenn sie zuvor am Parteienstreit zwischen Föderalisten und Republikanern maßgeblich beteiligt waren. Ihr Ziel, Parteien letztendlich überflüssig zu machen, schien Monroe nach dem Niedergang der Föderalisten fast erreicht zu haben, doch die gesellschaftliche Wirklichkeit holte dieses traditionelle Denken ein. Bereits unter Monroes Nachfolger brachen innerhalb der Republikaner unversöhnliche Gegensätze auf, welche Präsident Adams zu einer politischen Randfigur machten und zu seiner Niederlage gegen Jackson führten.
In der von Arthur M. Schlesinger, Sr. im Jahr 1948 erstmals durchgeführten und 1962 sowie 1996 durch seinen Sohn Arthur M. Schlesinger wiederholten systematischen Expertenbefragung zur Bewertung der Präsidentschaften landete Monroe 1997 in der dritten („Hoher Durchschnitt“) von sechs Kategorien, womit er sich in Gesellschaft von Dwight D. Eisenhower, John Adams, Lyndon B. Johnson und John F. Kennedy befand. Bei einer anderen, seit 2000 mehrfach wiederholten Expertenbefragung auf C-SPAN erreichte Monroe Plätze von 12 bis 15.

### Ehrungen und Denkmäler

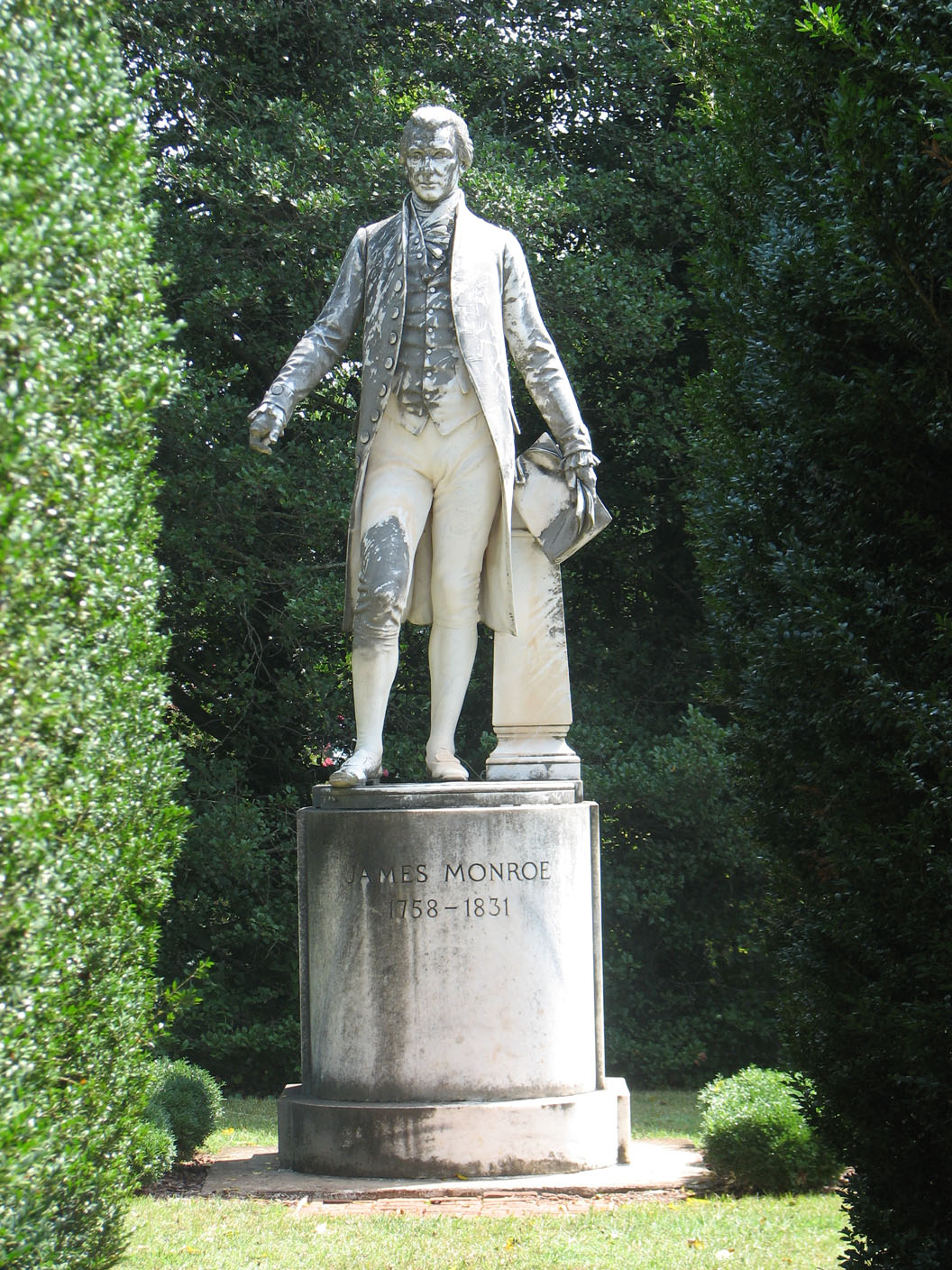
Statue von Monroe im Garten von Highland (2006)

Im Jahr 1824 benannte die American Colonization Society ihre zwei Jahre zuvor nahe Kap Mesurado gegründete Siedlung nach Monroe, die als Monrovia Hauptstadt Liberias wurde. 17 Countys in den Vereinigten Staaten sowie das Fort Monroe National Monument tragen seinen Namen. Auf dem Campus der University of Virginia ist ihm die Monroe Hall gewidmet. In Fredericksburg, Virginia, hat das Haus, in dem Monroe von 1786 bis 1790 eine Anwaltskanzlei betrieb, als James Monroe Law Office den Status einer National Historic Landmark. Gleiches gilt für seine Grabstätte, die James Monroe Tomb, in Richmond und sein Gutshaus Oak Hill. Das Anwesen Highland, das in unmittelbarer Nachbarschaft zu Monticello liegt und von Monroe und seiner Familie bis 1830 immer wieder zwischen längeren Phasen der Abwesenheit bewohnt wurde, ist als Baudenkmal im National Register of Historic Places (NRHP) verzeichnet. Die Überreste des Geburtshauses Monroes sind als archäologische Fundstätte unter der Bezeichnung James Monroe Family Home Site ebenfalls im NRHP eingetragen.
Die 2007 gestartete Serie der Präsidentendollars prägte im Jahr 2008 Münzen mit den Porträts von Monroe, Adams, Jackson und Martin Van Buren.

### Filme
- Life Portrait of James Monroe auf C-SPAN, 12. April 1999, 145 Min. (Dokumentation und Diskussion mit Daniel Preston und John Pearce)

## Werke

### Zu Lebzeiten veröffentlicht
- A view of the conduct of the executive in the foreign affairs of the United States, connected with the mission to the French Republic, during the years 1794, 5, & 6 (1797). LCCN 04-019613.
- An examination of the British doctrine which subjects to capture a neutral trade not open in time of peace (1806). LCCN 10-017355.

### Werkausgaben
- Daniel Preston (Hrsg.): The Papers of James Monroe. Bisher sechs Ausgaben. ABC-CLIO, Santa Barbara 2003-